# Cavallo (scacchi)

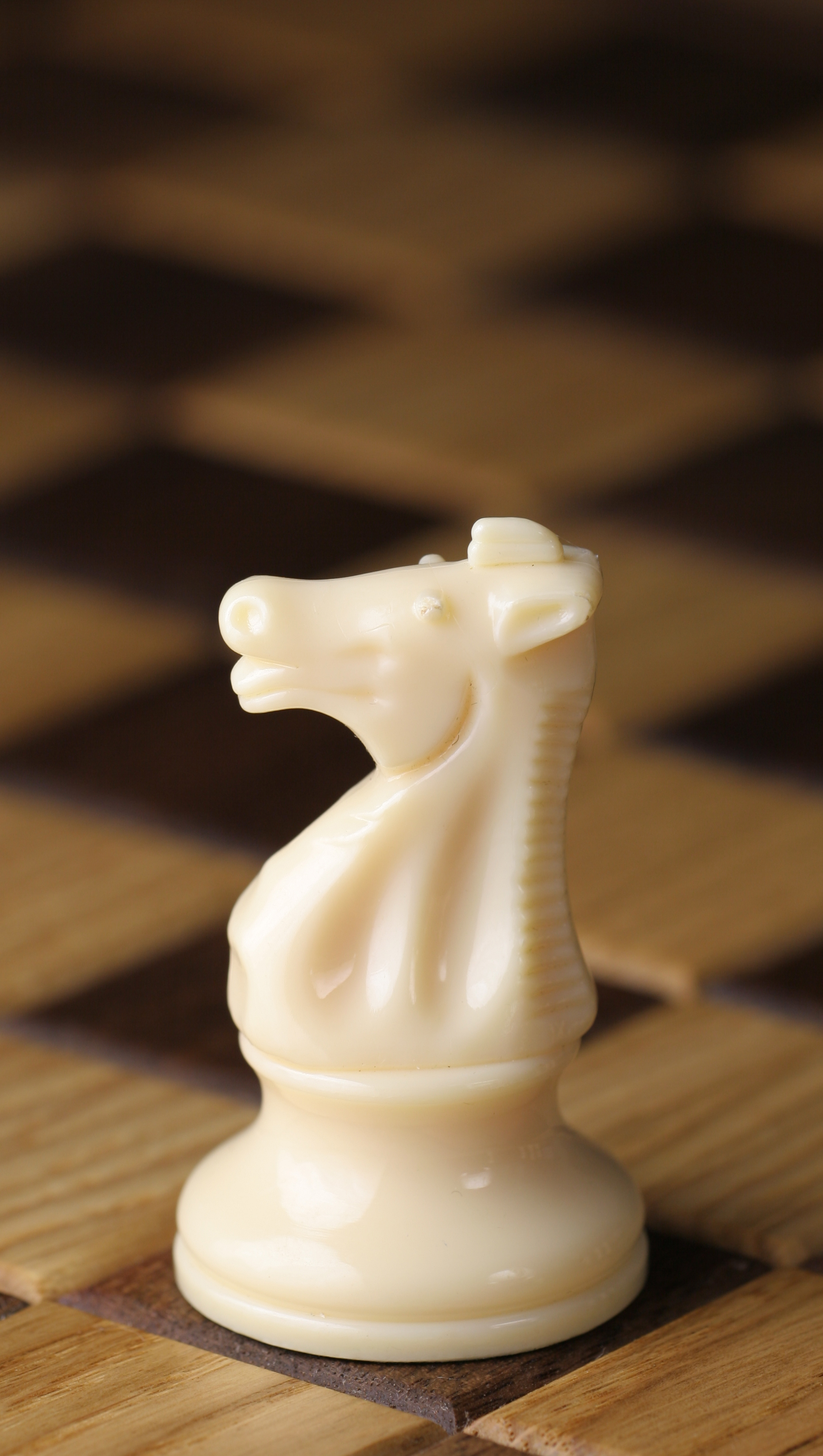
Un cavallo bianco

Nel gioco degli scacchi il cavallo (♘, ♞) è uno dei pezzi a disposizione dei giocatori. Assieme all'Alfiere è uno dei cosiddetti "pezzi leggeri" in contrapposizione a Donna e Torre chiamati "pezzi pesanti". È spesso raffigurato come la testa di un cavallo. Simboleggia i cavalieri, ovvero i soldati a cavallo. Il movimento del cavallo dà origine al problema matematico del Percorso del cavallo.

## Il movimento
|   | a                                                                                         | b                                                                                         | c                                                                                         | d                                                                                         | e                                                                                         | f                                                                                         | g                                                                                         | h                                                                                         |   |
| 8 | b8 cavallo del nero · g8 cavallo del nero · b1 cavallo del bianco · g1 cavallo del bianco | b8 cavallo del nero · g8 cavallo del nero · b1 cavallo del bianco · g1 cavallo del bianco | b8 cavallo del nero · g8 cavallo del nero · b1 cavallo del bianco · g1 cavallo del bianco | b8 cavallo del nero · g8 cavallo del nero · b1 cavallo del bianco · g1 cavallo del bianco | b8 cavallo del nero · g8 cavallo del nero · b1 cavallo del bianco · g1 cavallo del bianco | b8 cavallo del nero · g8 cavallo del nero · b1 cavallo del bianco · g1 cavallo del bianco | b8 cavallo del nero · g8 cavallo del nero · b1 cavallo del bianco · g1 cavallo del bianco | b8 cavallo del nero · g8 cavallo del nero · b1 cavallo del bianco · g1 cavallo del bianco | 8 |
| 7 | b8 cavallo del nero · g8 cavallo del nero · b1 cavallo del bianco · g1 cavallo del bianco | b8 cavallo del nero · g8 cavallo del nero · b1 cavallo del bianco · g1 cavallo del bianco | b8 cavallo del nero · g8 cavallo del nero · b1 cavallo del bianco · g1 cavallo del bianco | b8 cavallo del nero · g8 cavallo del nero · b1 cavallo del bianco · g1 cavallo del bianco | b8 cavallo del nero · g8 cavallo del nero · b1 cavallo del bianco · g1 cavallo del bianco | b8 cavallo del nero · g8 cavallo del nero · b1 cavallo del bianco · g1 cavallo del bianco | b8 cavallo del nero · g8 cavallo del nero · b1 cavallo del bianco · g1 cavallo del bianco | b8 cavallo del nero · g8 cavallo del nero · b1 cavallo del bianco · g1 cavallo del bianco | 7 |
| 6 | b8 cavallo del nero · g8 cavallo del nero · b1 cavallo del bianco · g1 cavallo del bianco | b8 cavallo del nero · g8 cavallo del nero · b1 cavallo del bianco · g1 cavallo del bianco | b8 cavallo del nero · g8 cavallo del nero · b1 cavallo del bianco · g1 cavallo del bianco | b8 cavallo del nero · g8 cavallo del nero · b1 cavallo del bianco · g1 cavallo del bianco | b8 cavallo del nero · g8 cavallo del nero · b1 cavallo del bianco · g1 cavallo del bianco | b8 cavallo del nero · g8 cavallo del nero · b1 cavallo del bianco · g1 cavallo del bianco | b8 cavallo del nero · g8 cavallo del nero · b1 cavallo del bianco · g1 cavallo del bianco | b8 cavallo del nero · g8 cavallo del nero · b1 cavallo del bianco · g1 cavallo del bianco | 6 |
| 5 | b8 cavallo del nero · g8 cavallo del nero · b1 cavallo del bianco · g1 cavallo del bianco | b8 cavallo del nero · g8 cavallo del nero · b1 cavallo del bianco · g1 cavallo del bianco | b8 cavallo del nero · g8 cavallo del nero · b1 cavallo del bianco · g1 cavallo del bianco | b8 cavallo del nero · g8 cavallo del nero · b1 cavallo del bianco · g1 cavallo del bianco | b8 cavallo del nero · g8 cavallo del nero · b1 cavallo del bianco · g1 cavallo del bianco | b8 cavallo del nero · g8 cavallo del nero · b1 cavallo del bianco · g1 cavallo del bianco | b8 cavallo del nero · g8 cavallo del nero · b1 cavallo del bianco · g1 cavallo del bianco | b8 cavallo del nero · g8 cavallo del nero · b1 cavallo del bianco · g1 cavallo del bianco | 5 |
| 4 | b8 cavallo del nero · g8 cavallo del nero · b1 cavallo del bianco · g1 cavallo del bianco | b8 cavallo del nero · g8 cavallo del nero · b1 cavallo del bianco · g1 cavallo del bianco | b8 cavallo del nero · g8 cavallo del nero · b1 cavallo del bianco · g1 cavallo del bianco | b8 cavallo del nero · g8 cavallo del nero · b1 cavallo del bianco · g1 cavallo del bianco | b8 cavallo del nero · g8 cavallo del nero · b1 cavallo del bianco · g1 cavallo del bianco | b8 cavallo del nero · g8 cavallo del nero · b1 cavallo del bianco · g1 cavallo del bianco | b8 cavallo del nero · g8 cavallo del nero · b1 cavallo del bianco · g1 cavallo del bianco | b8 cavallo del nero · g8 cavallo del nero · b1 cavallo del bianco · g1 cavallo del bianco | 4 |
| 3 | b8 cavallo del nero · g8 cavallo del nero · b1 cavallo del bianco · g1 cavallo del bianco | b8 cavallo del nero · g8 cavallo del nero · b1 cavallo del bianco · g1 cavallo del bianco | b8 cavallo del nero · g8 cavallo del nero · b1 cavallo del bianco · g1 cavallo del bianco | b8 cavallo del nero · g8 cavallo del nero · b1 cavallo del bianco · g1 cavallo del bianco | b8 cavallo del nero · g8 cavallo del nero · b1 cavallo del bianco · g1 cavallo del bianco | b8 cavallo del nero · g8 cavallo del nero · b1 cavallo del bianco · g1 cavallo del bianco | b8 cavallo del nero · g8 cavallo del nero · b1 cavallo del bianco · g1 cavallo del bianco | b8 cavallo del nero · g8 cavallo del nero · b1 cavallo del bianco · g1 cavallo del bianco | 3 |
| 2 | b8 cavallo del nero · g8 cavallo del nero · b1 cavallo del bianco · g1 cavallo del bianco | b8 cavallo del nero · g8 cavallo del nero · b1 cavallo del bianco · g1 cavallo del bianco | b8 cavallo del nero · g8 cavallo del nero · b1 cavallo del bianco · g1 cavallo del bianco | b8 cavallo del nero · g8 cavallo del nero · b1 cavallo del bianco · g1 cavallo del bianco | b8 cavallo del nero · g8 cavallo del nero · b1 cavallo del bianco · g1 cavallo del bianco | b8 cavallo del nero · g8 cavallo del nero · b1 cavallo del bianco · g1 cavallo del bianco | b8 cavallo del nero · g8 cavallo del nero · b1 cavallo del bianco · g1 cavallo del bianco | b8 cavallo del nero · g8 cavallo del nero · b1 cavallo del bianco · g1 cavallo del bianco | 2 |
| 1 | b8 cavallo del nero · g8 cavallo del nero · b1 cavallo del bianco · g1 cavallo del bianco | b8 cavallo del nero · g8 cavallo del nero · b1 cavallo del bianco · g1 cavallo del bianco | b8 cavallo del nero · g8 cavallo del nero · b1 cavallo del bianco · g1 cavallo del bianco | b8 cavallo del nero · g8 cavallo del nero · b1 cavallo del bianco · g1 cavallo del bianco | b8 cavallo del nero · g8 cavallo del nero · b1 cavallo del bianco · g1 cavallo del bianco | b8 cavallo del nero · g8 cavallo del nero · b1 cavallo del bianco · g1 cavallo del bianco | b8 cavallo del nero · g8 cavallo del nero · b1 cavallo del bianco · g1 cavallo del bianco | b8 cavallo del nero · g8 cavallo del nero · b1 cavallo del bianco · g1 cavallo del bianco | 1 |
|   | a                                                                                         | b                                                                                         | c                                                                                         | d                                                                                         | e                                                                                         | f                                                                                         | g                                                                                         | h                                                                                         |   |

|   | a | b | c | d | e | f | g | h |   |
| 8 | a8 cavallo del bianco · c7 cerchio bianco · b6 cerchio bianco · c6 cerchio nero · e6 cerchio nero · b5 cerchio nero · f5 cerchio nero · d4 cavallo del nero · b3 cerchio nero · e3 cerchio bianco · f3 cerchio nero · g3 cerchio bianco · c2 cerchio nero · d2 cerchio bianco · e2 cerchio nero · h2 cerchio bianco · f1 cavallo del bianco | a8 cavallo del bianco · c7 cerchio bianco · b6 cerchio bianco · c6 cerchio nero · e6 cerchio nero · b5 cerchio nero · f5 cerchio nero · d4 cavallo del nero · b3 cerchio nero · e3 cerchio bianco · f3 cerchio nero · g3 cerchio bianco · c2 cerchio nero · d2 cerchio bianco · e2 cerchio nero · h2 cerchio bianco · f1 cavallo del bianco | a8 cavallo del bianco · c7 cerchio bianco · b6 cerchio bianco · c6 cerchio nero · e6 cerchio nero · b5 cerchio nero · f5 cerchio nero · d4 cavallo del nero · b3 cerchio nero · e3 cerchio bianco · f3 cerchio nero · g3 cerchio bianco · c2 cerchio nero · d2 cerchio bianco · e2 cerchio nero · h2 cerchio bianco · f1 cavallo del bianco | a8 cavallo del bianco · c7 cerchio bianco · b6 cerchio bianco · c6 cerchio nero · e6 cerchio nero · b5 cerchio nero · f5 cerchio nero · d4 cavallo del nero · b3 cerchio nero · e3 cerchio bianco · f3 cerchio nero · g3 cerchio bianco · c2 cerchio nero · d2 cerchio bianco · e2 cerchio nero · h2 cerchio bianco · f1 cavallo del bianco | a8 cavallo del bianco · c7 cerchio bianco · b6 cerchio bianco · c6 cerchio nero · e6 cerchio nero · b5 cerchio nero · f5 cerchio nero · d4 cavallo del nero · b3 cerchio nero · e3 cerchio bianco · f3 cerchio nero · g3 cerchio bianco · c2 cerchio nero · d2 cerchio bianco · e2 cerchio nero · h2 cerchio bianco · f1 cavallo del bianco | a8 cavallo del bianco · c7 cerchio bianco · b6 cerchio bianco · c6 cerchio nero · e6 cerchio nero · b5 cerchio nero · f5 cerchio nero · d4 cavallo del nero · b3 cerchio nero · e3 cerchio bianco · f3 cerchio nero · g3 cerchio bianco · c2 cerchio nero · d2 cerchio bianco · e2 cerchio nero · h2 cerchio bianco · f1 cavallo del bianco | a8 cavallo del bianco · c7 cerchio bianco · b6 cerchio bianco · c6 cerchio nero · e6 cerchio nero · b5 cerchio nero · f5 cerchio nero · d4 cavallo del nero · b3 cerchio nero · e3 cerchio bianco · f3 cerchio nero · g3 cerchio bianco · c2 cerchio nero · d2 cerchio bianco · e2 cerchio nero · h2 cerchio bianco · f1 cavallo del bianco | a8 cavallo del bianco · c7 cerchio bianco · b6 cerchio bianco · c6 cerchio nero · e6 cerchio nero · b5 cerchio nero · f5 cerchio nero · d4 cavallo del nero · b3 cerchio nero · e3 cerchio bianco · f3 cerchio nero · g3 cerchio bianco · c2 cerchio nero · d2 cerchio bianco · e2 cerchio nero · h2 cerchio bianco · f1 cavallo del bianco | 8 |
| 7 | a8 cavallo del bianco · c7 cerchio bianco · b6 cerchio bianco · c6 cerchio nero · e6 cerchio nero · b5 cerchio nero · f5 cerchio nero · d4 cavallo del nero · b3 cerchio nero · e3 cerchio bianco · f3 cerchio nero · g3 cerchio bianco · c2 cerchio nero · d2 cerchio bianco · e2 cerchio nero · h2 cerchio bianco · f1 cavallo del bianco | a8 cavallo del bianco · c7 cerchio bianco · b6 cerchio bianco · c6 cerchio nero · e6 cerchio nero · b5 cerchio nero · f5 cerchio nero · d4 cavallo del nero · b3 cerchio nero · e3 cerchio bianco · f3 cerchio nero · g3 cerchio bianco · c2 cerchio nero · d2 cerchio bianco · e2 cerchio nero · h2 cerchio bianco · f1 cavallo del bianco | a8 cavallo del bianco · c7 cerchio bianco · b6 cerchio bianco · c6 cerchio nero · e6 cerchio nero · b5 cerchio nero · f5 cerchio nero · d4 cavallo del nero · b3 cerchio nero · e3 cerchio bianco · f3 cerchio nero · g3 cerchio bianco · c2 cerchio nero · d2 cerchio bianco · e2 cerchio nero · h2 cerchio bianco · f1 cavallo del bianco | a8 cavallo del bianco · c7 cerchio bianco · b6 cerchio bianco · c6 cerchio nero · e6 cerchio nero · b5 cerchio nero · f5 cerchio nero · d4 cavallo del nero · b3 cerchio nero · e3 cerchio bianco · f3 cerchio nero · g3 cerchio bianco · c2 cerchio nero · d2 cerchio bianco · e2 cerchio nero · h2 cerchio bianco · f1 cavallo del bianco | a8 cavallo del bianco · c7 cerchio bianco · b6 cerchio bianco · c6 cerchio nero · e6 cerchio nero · b5 cerchio nero · f5 cerchio nero · d4 cavallo del nero · b3 cerchio nero · e3 cerchio bianco · f3 cerchio nero · g3 cerchio bianco · c2 cerchio nero · d2 cerchio bianco · e2 cerchio nero · h2 cerchio bianco · f1 cavallo del bianco | a8 cavallo del bianco · c7 cerchio bianco · b6 cerchio bianco · c6 cerchio nero · e6 cerchio nero · b5 cerchio nero · f5 cerchio nero · d4 cavallo del nero · b3 cerchio nero · e3 cerchio bianco · f3 cerchio nero · g3 cerchio bianco · c2 cerchio nero · d2 cerchio bianco · e2 cerchio nero · h2 cerchio bianco · f1 cavallo del bianco | a8 cavallo del bianco · c7 cerchio bianco · b6 cerchio bianco · c6 cerchio nero · e6 cerchio nero · b5 cerchio nero · f5 cerchio nero · d4 cavallo del nero · b3 cerchio nero · e3 cerchio bianco · f3 cerchio nero · g3 cerchio bianco · c2 cerchio nero · d2 cerchio bianco · e2 cerchio nero · h2 cerchio bianco · f1 cavallo del bianco | a8 cavallo del bianco · c7 cerchio bianco · b6 cerchio bianco · c6 cerchio nero · e6 cerchio nero · b5 cerchio nero · f5 cerchio nero · d4 cavallo del nero · b3 cerchio nero · e3 cerchio bianco · f3 cerchio nero · g3 cerchio bianco · c2 cerchio nero · d2 cerchio bianco · e2 cerchio nero · h2 cerchio bianco · f1 cavallo del bianco | 7 |
| 6 | a8 cavallo del bianco · c7 cerchio bianco · b6 cerchio bianco · c6 cerchio nero · e6 cerchio nero · b5 cerchio nero · f5 cerchio nero · d4 cavallo del nero · b3 cerchio nero · e3 cerchio bianco · f3 cerchio nero · g3 cerchio bianco · c2 cerchio nero · d2 cerchio bianco · e2 cerchio nero · h2 cerchio bianco · f1 cavallo del bianco | a8 cavallo del bianco · c7 cerchio bianco · b6 cerchio bianco · c6 cerchio nero · e6 cerchio nero · b5 cerchio nero · f5 cerchio nero · d4 cavallo del nero · b3 cerchio nero · e3 cerchio bianco · f3 cerchio nero · g3 cerchio bianco · c2 cerchio nero · d2 cerchio bianco · e2 cerchio nero · h2 cerchio bianco · f1 cavallo del bianco | a8 cavallo del bianco · c7 cerchio bianco · b6 cerchio bianco · c6 cerchio nero · e6 cerchio nero · b5 cerchio nero · f5 cerchio nero · d4 cavallo del nero · b3 cerchio nero · e3 cerchio bianco · f3 cerchio nero · g3 cerchio bianco · c2 cerchio nero · d2 cerchio bianco · e2 cerchio nero · h2 cerchio bianco · f1 cavallo del bianco | a8 cavallo del bianco · c7 cerchio bianco · b6 cerchio bianco · c6 cerchio nero · e6 cerchio nero · b5 cerchio nero · f5 cerchio nero · d4 cavallo del nero · b3 cerchio nero · e3 cerchio bianco · f3 cerchio nero · g3 cerchio bianco · c2 cerchio nero · d2 cerchio bianco · e2 cerchio nero · h2 cerchio bianco · f1 cavallo del bianco | a8 cavallo del bianco · c7 cerchio bianco · b6 cerchio bianco · c6 cerchio nero · e6 cerchio nero · b5 cerchio nero · f5 cerchio nero · d4 cavallo del nero · b3 cerchio nero · e3 cerchio bianco · f3 cerchio nero · g3 cerchio bianco · c2 cerchio nero · d2 cerchio bianco · e2 cerchio nero · h2 cerchio bianco · f1 cavallo del bianco | a8 cavallo del bianco · c7 cerchio bianco · b6 cerchio bianco · c6 cerchio nero · e6 cerchio nero · b5 cerchio nero · f5 cerchio nero · d4 cavallo del nero · b3 cerchio nero · e3 cerchio bianco · f3 cerchio nero · g3 cerchio bianco · c2 cerchio nero · d2 cerchio bianco · e2 cerchio nero · h2 cerchio bianco · f1 cavallo del bianco | a8 cavallo del bianco · c7 cerchio bianco · b6 cerchio bianco · c6 cerchio nero · e6 cerchio nero · b5 cerchio nero · f5 cerchio nero · d4 cavallo del nero · b3 cerchio nero · e3 cerchio bianco · f3 cerchio nero · g3 cerchio bianco · c2 cerchio nero · d2 cerchio bianco · e2 cerchio nero · h2 cerchio bianco · f1 cavallo del bianco | a8 cavallo del bianco · c7 cerchio bianco · b6 cerchio bianco · c6 cerchio nero · e6 cerchio nero · b5 cerchio nero · f5 cerchio nero · d4 cavallo del nero · b3 cerchio nero · e3 cerchio bianco · f3 cerchio nero · g3 cerchio bianco · c2 cerchio nero · d2 cerchio bianco · e2 cerchio nero · h2 cerchio bianco · f1 cavallo del bianco | 6 |
| 5 | a8 cavallo del bianco · c7 cerchio bianco · b6 cerchio bianco · c6 cerchio nero · e6 cerchio nero · b5 cerchio nero · f5 cerchio nero · d4 cavallo del nero · b3 cerchio nero · e3 cerchio bianco · f3 cerchio nero · g3 cerchio bianco · c2 cerchio nero · d2 cerchio bianco · e2 cerchio nero · h2 cerchio bianco · f1 cavallo del bianco | a8 cavallo del bianco · c7 cerchio bianco · b6 cerchio bianco · c6 cerchio nero · e6 cerchio nero · b5 cerchio nero · f5 cerchio nero · d4 cavallo del nero · b3 cerchio nero · e3 cerchio bianco · f3 cerchio nero · g3 cerchio bianco · c2 cerchio nero · d2 cerchio bianco · e2 cerchio nero · h2 cerchio bianco · f1 cavallo del bianco | a8 cavallo del bianco · c7 cerchio bianco · b6 cerchio bianco · c6 cerchio nero · e6 cerchio nero · b5 cerchio nero · f5 cerchio nero · d4 cavallo del nero · b3 cerchio nero · e3 cerchio bianco · f3 cerchio nero · g3 cerchio bianco · c2 cerchio nero · d2 cerchio bianco · e2 cerchio nero · h2 cerchio bianco · f1 cavallo del bianco | a8 cavallo del bianco · c7 cerchio bianco · b6 cerchio bianco · c6 cerchio nero · e6 cerchio nero · b5 cerchio nero · f5 cerchio nero · d4 cavallo del nero · b3 cerchio nero · e3 cerchio bianco · f3 cerchio nero · g3 cerchio bianco · c2 cerchio nero · d2 cerchio bianco · e2 cerchio nero · h2 cerchio bianco · f1 cavallo del bianco | a8 cavallo del bianco · c7 cerchio bianco · b6 cerchio bianco · c6 cerchio nero · e6 cerchio nero · b5 cerchio nero · f5 cerchio nero · d4 cavallo del nero · b3 cerchio nero · e3 cerchio bianco · f3 cerchio nero · g3 cerchio bianco · c2 cerchio nero · d2 cerchio bianco · e2 cerchio nero · h2 cerchio bianco · f1 cavallo del bianco | a8 cavallo del bianco · c7 cerchio bianco · b6 cerchio bianco · c6 cerchio nero · e6 cerchio nero · b5 cerchio nero · f5 cerchio nero · d4 cavallo del nero · b3 cerchio nero · e3 cerchio bianco · f3 cerchio nero · g3 cerchio bianco · c2 cerchio nero · d2 cerchio bianco · e2 cerchio nero · h2 cerchio bianco · f1 cavallo del bianco | a8 cavallo del bianco · c7 cerchio bianco · b6 cerchio bianco · c6 cerchio nero · e6 cerchio nero · b5 cerchio nero · f5 cerchio nero · d4 cavallo del nero · b3 cerchio nero · e3 cerchio bianco · f3 cerchio nero · g3 cerchio bianco · c2 cerchio nero · d2 cerchio bianco · e2 cerchio nero · h2 cerchio bianco · f1 cavallo del bianco | a8 cavallo del bianco · c7 cerchio bianco · b6 cerchio bianco · c6 cerchio nero · e6 cerchio nero · b5 cerchio nero · f5 cerchio nero · d4 cavallo del nero · b3 cerchio nero · e3 cerchio bianco · f3 cerchio nero · g3 cerchio bianco · c2 cerchio nero · d2 cerchio bianco · e2 cerchio nero · h2 cerchio bianco · f1 cavallo del bianco | 5 |
| 4 | a8 cavallo del bianco · c7 cerchio bianco · b6 cerchio bianco · c6 cerchio nero · e6 cerchio nero · b5 cerchio nero · f5 cerchio nero · d4 cavallo del nero · b3 cerchio nero · e3 cerchio bianco · f3 cerchio nero · g3 cerchio bianco · c2 cerchio nero · d2 cerchio bianco · e2 cerchio nero · h2 cerchio bianco · f1 cavallo del bianco | a8 cavallo del bianco · c7 cerchio bianco · b6 cerchio bianco · c6 cerchio nero · e6 cerchio nero · b5 cerchio nero · f5 cerchio nero · d4 cavallo del nero · b3 cerchio nero · e3 cerchio bianco · f3 cerchio nero · g3 cerchio bianco · c2 cerchio nero · d2 cerchio bianco · e2 cerchio nero · h2 cerchio bianco · f1 cavallo del bianco | a8 cavallo del bianco · c7 cerchio bianco · b6 cerchio bianco · c6 cerchio nero · e6 cerchio nero · b5 cerchio nero · f5 cerchio nero · d4 cavallo del nero · b3 cerchio nero · e3 cerchio bianco · f3 cerchio nero · g3 cerchio bianco · c2 cerchio nero · d2 cerchio bianco · e2 cerchio nero · h2 cerchio bianco · f1 cavallo del bianco | a8 cavallo del bianco · c7 cerchio bianco · b6 cerchio bianco · c6 cerchio nero · e6 cerchio nero · b5 cerchio nero · f5 cerchio nero · d4 cavallo del nero · b3 cerchio nero · e3 cerchio bianco · f3 cerchio nero · g3 cerchio bianco · c2 cerchio nero · d2 cerchio bianco · e2 cerchio nero · h2 cerchio bianco · f1 cavallo del bianco | a8 cavallo del bianco · c7 cerchio bianco · b6 cerchio bianco · c6 cerchio nero · e6 cerchio nero · b5 cerchio nero · f5 cerchio nero · d4 cavallo del nero · b3 cerchio nero · e3 cerchio bianco · f3 cerchio nero · g3 cerchio bianco · c2 cerchio nero · d2 cerchio bianco · e2 cerchio nero · h2 cerchio bianco · f1 cavallo del bianco | a8 cavallo del bianco · c7 cerchio bianco · b6 cerchio bianco · c6 cerchio nero · e6 cerchio nero · b5 cerchio nero · f5 cerchio nero · d4 cavallo del nero · b3 cerchio nero · e3 cerchio bianco · f3 cerchio nero · g3 cerchio bianco · c2 cerchio nero · d2 cerchio bianco · e2 cerchio nero · h2 cerchio bianco · f1 cavallo del bianco | a8 cavallo del bianco · c7 cerchio bianco · b6 cerchio bianco · c6 cerchio nero · e6 cerchio nero · b5 cerchio nero · f5 cerchio nero · d4 cavallo del nero · b3 cerchio nero · e3 cerchio bianco · f3 cerchio nero · g3 cerchio bianco · c2 cerchio nero · d2 cerchio bianco · e2 cerchio nero · h2 cerchio bianco · f1 cavallo del bianco | a8 cavallo del bianco · c7 cerchio bianco · b6 cerchio bianco · c6 cerchio nero · e6 cerchio nero · b5 cerchio nero · f5 cerchio nero · d4 cavallo del nero · b3 cerchio nero · e3 cerchio bianco · f3 cerchio nero · g3 cerchio bianco · c2 cerchio nero · d2 cerchio bianco · e2 cerchio nero · h2 cerchio bianco · f1 cavallo del bianco | 4 |
| 3 | a8 cavallo del bianco · c7 cerchio bianco · b6 cerchio bianco · c6 cerchio nero · e6 cerchio nero · b5 cerchio nero · f5 cerchio nero · d4 cavallo del nero · b3 cerchio nero · e3 cerchio bianco · f3 cerchio nero · g3 cerchio bianco · c2 cerchio nero · d2 cerchio bianco · e2 cerchio nero · h2 cerchio bianco · f1 cavallo del bianco | a8 cavallo del bianco · c7 cerchio bianco · b6 cerchio bianco · c6 cerchio nero · e6 cerchio nero · b5 cerchio nero · f5 cerchio nero · d4 cavallo del nero · b3 cerchio nero · e3 cerchio bianco · f3 cerchio nero · g3 cerchio bianco · c2 cerchio nero · d2 cerchio bianco · e2 cerchio nero · h2 cerchio bianco · f1 cavallo del bianco | a8 cavallo del bianco · c7 cerchio bianco · b6 cerchio bianco · c6 cerchio nero · e6 cerchio nero · b5 cerchio nero · f5 cerchio nero · d4 cavallo del nero · b3 cerchio nero · e3 cerchio bianco · f3 cerchio nero · g3 cerchio bianco · c2 cerchio nero · d2 cerchio bianco · e2 cerchio nero · h2 cerchio bianco · f1 cavallo del bianco | a8 cavallo del bianco · c7 cerchio bianco · b6 cerchio bianco · c6 cerchio nero · e6 cerchio nero · b5 cerchio nero · f5 cerchio nero · d4 cavallo del nero · b3 cerchio nero · e3 cerchio bianco · f3 cerchio nero · g3 cerchio bianco · c2 cerchio nero · d2 cerchio bianco · e2 cerchio nero · h2 cerchio bianco · f1 cavallo del bianco | a8 cavallo del bianco · c7 cerchio bianco · b6 cerchio bianco · c6 cerchio nero · e6 cerchio nero · b5 cerchio nero · f5 cerchio nero · d4 cavallo del nero · b3 cerchio nero · e3 cerchio bianco · f3 cerchio nero · g3 cerchio bianco · c2 cerchio nero · d2 cerchio bianco · e2 cerchio nero · h2 cerchio bianco · f1 cavallo del bianco | a8 cavallo del bianco · c7 cerchio bianco · b6 cerchio bianco · c6 cerchio nero · e6 cerchio nero · b5 cerchio nero · f5 cerchio nero · d4 cavallo del nero · b3 cerchio nero · e3 cerchio bianco · f3 cerchio nero · g3 cerchio bianco · c2 cerchio nero · d2 cerchio bianco · e2 cerchio nero · h2 cerchio bianco · f1 cavallo del bianco | a8 cavallo del bianco · c7 cerchio bianco · b6 cerchio bianco · c6 cerchio nero · e6 cerchio nero · b5 cerchio nero · f5 cerchio nero · d4 cavallo del nero · b3 cerchio nero · e3 cerchio bianco · f3 cerchio nero · g3 cerchio bianco · c2 cerchio nero · d2 cerchio bianco · e2 cerchio nero · h2 cerchio bianco · f1 cavallo del bianco | a8 cavallo del bianco · c7 cerchio bianco · b6 cerchio bianco · c6 cerchio nero · e6 cerchio nero · b5 cerchio nero · f5 cerchio nero · d4 cavallo del nero · b3 cerchio nero · e3 cerchio bianco · f3 cerchio nero · g3 cerchio bianco · c2 cerchio nero · d2 cerchio bianco · e2 cerchio nero · h2 cerchio bianco · f1 cavallo del bianco | 3 |
| 2 | a8 cavallo del bianco · c7 cerchio bianco · b6 cerchio bianco · c6 cerchio nero · e6 cerchio nero · b5 cerchio nero · f5 cerchio nero · d4 cavallo del nero · b3 cerchio nero · e3 cerchio bianco · f3 cerchio nero · g3 cerchio bianco · c2 cerchio nero · d2 cerchio bianco · e2 cerchio nero · h2 cerchio bianco · f1 cavallo del bianco | a8 cavallo del bianco · c7 cerchio bianco · b6 cerchio bianco · c6 cerchio nero · e6 cerchio nero · b5 cerchio nero · f5 cerchio nero · d4 cavallo del nero · b3 cerchio nero · e3 cerchio bianco · f3 cerchio nero · g3 cerchio bianco · c2 cerchio nero · d2 cerchio bianco · e2 cerchio nero · h2 cerchio bianco · f1 cavallo del bianco | a8 cavallo del bianco · c7 cerchio bianco · b6 cerchio bianco · c6 cerchio nero · e6 cerchio nero · b5 cerchio nero · f5 cerchio nero · d4 cavallo del nero · b3 cerchio nero · e3 cerchio bianco · f3 cerchio nero · g3 cerchio bianco · c2 cerchio nero · d2 cerchio bianco · e2 cerchio nero · h2 cerchio bianco · f1 cavallo del bianco | a8 cavallo del bianco · c7 cerchio bianco · b6 cerchio bianco · c6 cerchio nero · e6 cerchio nero · b5 cerchio nero · f5 cerchio nero · d4 cavallo del nero · b3 cerchio nero · e3 cerchio bianco · f3 cerchio nero · g3 cerchio bianco · c2 cerchio nero · d2 cerchio bianco · e2 cerchio nero · h2 cerchio bianco · f1 cavallo del bianco | a8 cavallo del bianco · c7 cerchio bianco · b6 cerchio bianco · c6 cerchio nero · e6 cerchio nero · b5 cerchio nero · f5 cerchio nero · d4 cavallo del nero · b3 cerchio nero · e3 cerchio bianco · f3 cerchio nero · g3 cerchio bianco · c2 cerchio nero · d2 cerchio bianco · e2 cerchio nero · h2 cerchio bianco · f1 cavallo del bianco | a8 cavallo del bianco · c7 cerchio bianco · b6 cerchio bianco · c6 cerchio nero · e6 cerchio nero · b5 cerchio nero · f5 cerchio nero · d4 cavallo del nero · b3 cerchio nero · e3 cerchio bianco · f3 cerchio nero · g3 cerchio bianco · c2 cerchio nero · d2 cerchio bianco · e2 cerchio nero · h2 cerchio bianco · f1 cavallo del bianco | a8 cavallo del bianco · c7 cerchio bianco · b6 cerchio bianco · c6 cerchio nero · e6 cerchio nero · b5 cerchio nero · f5 cerchio nero · d4 cavallo del nero · b3 cerchio nero · e3 cerchio bianco · f3 cerchio nero · g3 cerchio bianco · c2 cerchio nero · d2 cerchio bianco · e2 cerchio nero · h2 cerchio bianco · f1 cavallo del bianco | a8 cavallo del bianco · c7 cerchio bianco · b6 cerchio bianco · c6 cerchio nero · e6 cerchio nero · b5 cerchio nero · f5 cerchio nero · d4 cavallo del nero · b3 cerchio nero · e3 cerchio bianco · f3 cerchio nero · g3 cerchio bianco · c2 cerchio nero · d2 cerchio bianco · e2 cerchio nero · h2 cerchio bianco · f1 cavallo del bianco | 2 |
| 1 | a8 cavallo del bianco · c7 cerchio bianco · b6 cerchio bianco · c6 cerchio nero · e6 cerchio nero · b5 cerchio nero · f5 cerchio nero · d4 cavallo del nero · b3 cerchio nero · e3 cerchio bianco · f3 cerchio nero · g3 cerchio bianco · c2 cerchio nero · d2 cerchio bianco · e2 cerchio nero · h2 cerchio bianco · f1 cavallo del bianco | a8 cavallo del bianco · c7 cerchio bianco · b6 cerchio bianco · c6 cerchio nero · e6 cerchio nero · b5 cerchio nero · f5 cerchio nero · d4 cavallo del nero · b3 cerchio nero · e3 cerchio bianco · f3 cerchio nero · g3 cerchio bianco · c2 cerchio nero · d2 cerchio bianco · e2 cerchio nero · h2 cerchio bianco · f1 cavallo del bianco | a8 cavallo del bianco · c7 cerchio bianco · b6 cerchio bianco · c6 cerchio nero · e6 cerchio nero · b5 cerchio nero · f5 cerchio nero · d4 cavallo del nero · b3 cerchio nero · e3 cerchio bianco · f3 cerchio nero · g3 cerchio bianco · c2 cerchio nero · d2 cerchio bianco · e2 cerchio nero · h2 cerchio bianco · f1 cavallo del bianco | a8 cavallo del bianco · c7 cerchio bianco · b6 cerchio bianco · c6 cerchio nero · e6 cerchio nero · b5 cerchio nero · f5 cerchio nero · d4 cavallo del nero · b3 cerchio nero · e3 cerchio bianco · f3 cerchio nero · g3 cerchio bianco · c2 cerchio nero · d2 cerchio bianco · e2 cerchio nero · h2 cerchio bianco · f1 cavallo del bianco | a8 cavallo del bianco · c7 cerchio bianco · b6 cerchio bianco · c6 cerchio nero · e6 cerchio nero · b5 cerchio nero · f5 cerchio nero · d4 cavallo del nero · b3 cerchio nero · e3 cerchio bianco · f3 cerchio nero · g3 cerchio bianco · c2 cerchio nero · d2 cerchio bianco · e2 cerchio nero · h2 cerchio bianco · f1 cavallo del bianco | a8 cavallo del bianco · c7 cerchio bianco · b6 cerchio bianco · c6 cerchio nero · e6 cerchio nero · b5 cerchio nero · f5 cerchio nero · d4 cavallo del nero · b3 cerchio nero · e3 cerchio bianco · f3 cerchio nero · g3 cerchio bianco · c2 cerchio nero · d2 cerchio bianco · e2 cerchio nero · h2 cerchio bianco · f1 cavallo del bianco | a8 cavallo del bianco · c7 cerchio bianco · b6 cerchio bianco · c6 cerchio nero · e6 cerchio nero · b5 cerchio nero · f5 cerchio nero · d4 cavallo del nero · b3 cerchio nero · e3 cerchio bianco · f3 cerchio nero · g3 cerchio bianco · c2 cerchio nero · d2 cerchio bianco · e2 cerchio nero · h2 cerchio bianco · f1 cavallo del bianco | a8 cavallo del bianco · c7 cerchio bianco · b6 cerchio bianco · c6 cerchio nero · e6 cerchio nero · b5 cerchio nero · f5 cerchio nero · d4 cavallo del nero · b3 cerchio nero · e3 cerchio bianco · f3 cerchio nero · g3 cerchio bianco · c2 cerchio nero · d2 cerchio bianco · e2 cerchio nero · h2 cerchio bianco · f1 cavallo del bianco | 1 |
|   | a | b | c | d | e | f | g | h |   |

La partita inizia con quattro Cavalli, due per colore, posizionati tra l'Alfiere e la Torre nelle case indicate in notazione algebrica come b1, g1, b8 e g8.
Il Cavallo si muove e cattura alternativamente su case bianche e case nere. Ogni mossa può essere descritta come un movimento di due case in orizzontale (verticale) seguito da un movimento di una casa in verticale (orizzontale), in modo che il tragitto percorso formi idealmente una "L". Nel diagramma 2 sono indicate le mosse legalmente ammesse nell'ipotesi che il cavallo occupi una posizione centrale (Cavallo nero) o nel caso in cui si trovi nell'angolo o sul margine (Cavalli bianchi).
Il Cavallo è inoltre l'unico pezzo presente sulla scacchiera che può "saltare", cioè attraversare nel suo movimento anche case occupate da altri pezzi, sia alleati sia avversari, quindi l'unico dietro i pedoni che all'inizio può essere mosso senza bisogno di spostare prima questi ultimi. Come tutti gli altri pezzi ad eccezione dei pedoni, il Cavallo cattura arrivando con un suo normale movimento nella casa in cui si trova il pezzo avversario da catturare.
|   | a | b | c | d | e | f | g | h |   |
| 8 | a8 cinque · b8 quattro · c8 cinque · d8 quattro · e8 cinque · f8 quattro · g8 cinque · h8 sei · a7 quattro · b7 tre · c7 quattro · d7 tre · e7 quattro · f7 cinque · g7 quattro · h7 cinque · a6 tre · b6 quattro · c6 tre · d6 quattro · e6 tre · f6 quattro · g6 cinque · h6 quattro · a5 due · b5 tre · c5 due · d5 tre · e5 quattro · f5 tre · g5 quattro · h5 cinque · a4 tre · b4 due · c4 tre · d4 due · e4 tre · f4 quattro · g4 tre · h4 quattro · a3 due · b3 uno · c3 quattro · d3 tre · e3 due · f3 tre · g3 quattro · h3 cinque · a2 tre · b2 quattro · c2 uno · d2 due · e2 tre · f2 quattro · g2 tre · h2 quattro · a1 cavallo del bianco · b1 tre · c1 due · d1 tre · e1 due · f1 tre · g1 quattro · h1 cinque | a8 cinque · b8 quattro · c8 cinque · d8 quattro · e8 cinque · f8 quattro · g8 cinque · h8 sei · a7 quattro · b7 tre · c7 quattro · d7 tre · e7 quattro · f7 cinque · g7 quattro · h7 cinque · a6 tre · b6 quattro · c6 tre · d6 quattro · e6 tre · f6 quattro · g6 cinque · h6 quattro · a5 due · b5 tre · c5 due · d5 tre · e5 quattro · f5 tre · g5 quattro · h5 cinque · a4 tre · b4 due · c4 tre · d4 due · e4 tre · f4 quattro · g4 tre · h4 quattro · a3 due · b3 uno · c3 quattro · d3 tre · e3 due · f3 tre · g3 quattro · h3 cinque · a2 tre · b2 quattro · c2 uno · d2 due · e2 tre · f2 quattro · g2 tre · h2 quattro · a1 cavallo del bianco · b1 tre · c1 due · d1 tre · e1 due · f1 tre · g1 quattro · h1 cinque | a8 cinque · b8 quattro · c8 cinque · d8 quattro · e8 cinque · f8 quattro · g8 cinque · h8 sei · a7 quattro · b7 tre · c7 quattro · d7 tre · e7 quattro · f7 cinque · g7 quattro · h7 cinque · a6 tre · b6 quattro · c6 tre · d6 quattro · e6 tre · f6 quattro · g6 cinque · h6 quattro · a5 due · b5 tre · c5 due · d5 tre · e5 quattro · f5 tre · g5 quattro · h5 cinque · a4 tre · b4 due · c4 tre · d4 due · e4 tre · f4 quattro · g4 tre · h4 quattro · a3 due · b3 uno · c3 quattro · d3 tre · e3 due · f3 tre · g3 quattro · h3 cinque · a2 tre · b2 quattro · c2 uno · d2 due · e2 tre · f2 quattro · g2 tre · h2 quattro · a1 cavallo del bianco · b1 tre · c1 due · d1 tre · e1 due · f1 tre · g1 quattro · h1 cinque | a8 cinque · b8 quattro · c8 cinque · d8 quattro · e8 cinque · f8 quattro · g8 cinque · h8 sei · a7 quattro · b7 tre · c7 quattro · d7 tre · e7 quattro · f7 cinque · g7 quattro · h7 cinque · a6 tre · b6 quattro · c6 tre · d6 quattro · e6 tre · f6 quattro · g6 cinque · h6 quattro · a5 due · b5 tre · c5 due · d5 tre · e5 quattro · f5 tre · g5 quattro · h5 cinque · a4 tre · b4 due · c4 tre · d4 due · e4 tre · f4 quattro · g4 tre · h4 quattro · a3 due · b3 uno · c3 quattro · d3 tre · e3 due · f3 tre · g3 quattro · h3 cinque · a2 tre · b2 quattro · c2 uno · d2 due · e2 tre · f2 quattro · g2 tre · h2 quattro · a1 cavallo del bianco · b1 tre · c1 due · d1 tre · e1 due · f1 tre · g1 quattro · h1 cinque | a8 cinque · b8 quattro · c8 cinque · d8 quattro · e8 cinque · f8 quattro · g8 cinque · h8 sei · a7 quattro · b7 tre · c7 quattro · d7 tre · e7 quattro · f7 cinque · g7 quattro · h7 cinque · a6 tre · b6 quattro · c6 tre · d6 quattro · e6 tre · f6 quattro · g6 cinque · h6 quattro · a5 due · b5 tre · c5 due · d5 tre · e5 quattro · f5 tre · g5 quattro · h5 cinque · a4 tre · b4 due · c4 tre · d4 due · e4 tre · f4 quattro · g4 tre · h4 quattro · a3 due · b3 uno · c3 quattro · d3 tre · e3 due · f3 tre · g3 quattro · h3 cinque · a2 tre · b2 quattro · c2 uno · d2 due · e2 tre · f2 quattro · g2 tre · h2 quattro · a1 cavallo del bianco · b1 tre · c1 due · d1 tre · e1 due · f1 tre · g1 quattro · h1 cinque | a8 cinque · b8 quattro · c8 cinque · d8 quattro · e8 cinque · f8 quattro · g8 cinque · h8 sei · a7 quattro · b7 tre · c7 quattro · d7 tre · e7 quattro · f7 cinque · g7 quattro · h7 cinque · a6 tre · b6 quattro · c6 tre · d6 quattro · e6 tre · f6 quattro · g6 cinque · h6 quattro · a5 due · b5 tre · c5 due · d5 tre · e5 quattro · f5 tre · g5 quattro · h5 cinque · a4 tre · b4 due · c4 tre · d4 due · e4 tre · f4 quattro · g4 tre · h4 quattro · a3 due · b3 uno · c3 quattro · d3 tre · e3 due · f3 tre · g3 quattro · h3 cinque · a2 tre · b2 quattro · c2 uno · d2 due · e2 tre · f2 quattro · g2 tre · h2 quattro · a1 cavallo del bianco · b1 tre · c1 due · d1 tre · e1 due · f1 tre · g1 quattro · h1 cinque | a8 cinque · b8 quattro · c8 cinque · d8 quattro · e8 cinque · f8 quattro · g8 cinque · h8 sei · a7 quattro · b7 tre · c7 quattro · d7 tre · e7 quattro · f7 cinque · g7 quattro · h7 cinque · a6 tre · b6 quattro · c6 tre · d6 quattro · e6 tre · f6 quattro · g6 cinque · h6 quattro · a5 due · b5 tre · c5 due · d5 tre · e5 quattro · f5 tre · g5 quattro · h5 cinque · a4 tre · b4 due · c4 tre · d4 due · e4 tre · f4 quattro · g4 tre · h4 quattro · a3 due · b3 uno · c3 quattro · d3 tre · e3 due · f3 tre · g3 quattro · h3 cinque · a2 tre · b2 quattro · c2 uno · d2 due · e2 tre · f2 quattro · g2 tre · h2 quattro · a1 cavallo del bianco · b1 tre · c1 due · d1 tre · e1 due · f1 tre · g1 quattro · h1 cinque | a8 cinque · b8 quattro · c8 cinque · d8 quattro · e8 cinque · f8 quattro · g8 cinque · h8 sei · a7 quattro · b7 tre · c7 quattro · d7 tre · e7 quattro · f7 cinque · g7 quattro · h7 cinque · a6 tre · b6 quattro · c6 tre · d6 quattro · e6 tre · f6 quattro · g6 cinque · h6 quattro · a5 due · b5 tre · c5 due · d5 tre · e5 quattro · f5 tre · g5 quattro · h5 cinque · a4 tre · b4 due · c4 tre · d4 due · e4 tre · f4 quattro · g4 tre · h4 quattro · a3 due · b3 uno · c3 quattro · d3 tre · e3 due · f3 tre · g3 quattro · h3 cinque · a2 tre · b2 quattro · c2 uno · d2 due · e2 tre · f2 quattro · g2 tre · h2 quattro · a1 cavallo del bianco · b1 tre · c1 due · d1 tre · e1 due · f1 tre · g1 quattro · h1 cinque | 8 |
| 7 | a8 cinque · b8 quattro · c8 cinque · d8 quattro · e8 cinque · f8 quattro · g8 cinque · h8 sei · a7 quattro · b7 tre · c7 quattro · d7 tre · e7 quattro · f7 cinque · g7 quattro · h7 cinque · a6 tre · b6 quattro · c6 tre · d6 quattro · e6 tre · f6 quattro · g6 cinque · h6 quattro · a5 due · b5 tre · c5 due · d5 tre · e5 quattro · f5 tre · g5 quattro · h5 cinque · a4 tre · b4 due · c4 tre · d4 due · e4 tre · f4 quattro · g4 tre · h4 quattro · a3 due · b3 uno · c3 quattro · d3 tre · e3 due · f3 tre · g3 quattro · h3 cinque · a2 tre · b2 quattro · c2 uno · d2 due · e2 tre · f2 quattro · g2 tre · h2 quattro · a1 cavallo del bianco · b1 tre · c1 due · d1 tre · e1 due · f1 tre · g1 quattro · h1 cinque | a8 cinque · b8 quattro · c8 cinque · d8 quattro · e8 cinque · f8 quattro · g8 cinque · h8 sei · a7 quattro · b7 tre · c7 quattro · d7 tre · e7 quattro · f7 cinque · g7 quattro · h7 cinque · a6 tre · b6 quattro · c6 tre · d6 quattro · e6 tre · f6 quattro · g6 cinque · h6 quattro · a5 due · b5 tre · c5 due · d5 tre · e5 quattro · f5 tre · g5 quattro · h5 cinque · a4 tre · b4 due · c4 tre · d4 due · e4 tre · f4 quattro · g4 tre · h4 quattro · a3 due · b3 uno · c3 quattro · d3 tre · e3 due · f3 tre · g3 quattro · h3 cinque · a2 tre · b2 quattro · c2 uno · d2 due · e2 tre · f2 quattro · g2 tre · h2 quattro · a1 cavallo del bianco · b1 tre · c1 due · d1 tre · e1 due · f1 tre · g1 quattro · h1 cinque | a8 cinque · b8 quattro · c8 cinque · d8 quattro · e8 cinque · f8 quattro · g8 cinque · h8 sei · a7 quattro · b7 tre · c7 quattro · d7 tre · e7 quattro · f7 cinque · g7 quattro · h7 cinque · a6 tre · b6 quattro · c6 tre · d6 quattro · e6 tre · f6 quattro · g6 cinque · h6 quattro · a5 due · b5 tre · c5 due · d5 tre · e5 quattro · f5 tre · g5 quattro · h5 cinque · a4 tre · b4 due · c4 tre · d4 due · e4 tre · f4 quattro · g4 tre · h4 quattro · a3 due · b3 uno · c3 quattro · d3 tre · e3 due · f3 tre · g3 quattro · h3 cinque · a2 tre · b2 quattro · c2 uno · d2 due · e2 tre · f2 quattro · g2 tre · h2 quattro · a1 cavallo del bianco · b1 tre · c1 due · d1 tre · e1 due · f1 tre · g1 quattro · h1 cinque | a8 cinque · b8 quattro · c8 cinque · d8 quattro · e8 cinque · f8 quattro · g8 cinque · h8 sei · a7 quattro · b7 tre · c7 quattro · d7 tre · e7 quattro · f7 cinque · g7 quattro · h7 cinque · a6 tre · b6 quattro · c6 tre · d6 quattro · e6 tre · f6 quattro · g6 cinque · h6 quattro · a5 due · b5 tre · c5 due · d5 tre · e5 quattro · f5 tre · g5 quattro · h5 cinque · a4 tre · b4 due · c4 tre · d4 due · e4 tre · f4 quattro · g4 tre · h4 quattro · a3 due · b3 uno · c3 quattro · d3 tre · e3 due · f3 tre · g3 quattro · h3 cinque · a2 tre · b2 quattro · c2 uno · d2 due · e2 tre · f2 quattro · g2 tre · h2 quattro · a1 cavallo del bianco · b1 tre · c1 due · d1 tre · e1 due · f1 tre · g1 quattro · h1 cinque | a8 cinque · b8 quattro · c8 cinque · d8 quattro · e8 cinque · f8 quattro · g8 cinque · h8 sei · a7 quattro · b7 tre · c7 quattro · d7 tre · e7 quattro · f7 cinque · g7 quattro · h7 cinque · a6 tre · b6 quattro · c6 tre · d6 quattro · e6 tre · f6 quattro · g6 cinque · h6 quattro · a5 due · b5 tre · c5 due · d5 tre · e5 quattro · f5 tre · g5 quattro · h5 cinque · a4 tre · b4 due · c4 tre · d4 due · e4 tre · f4 quattro · g4 tre · h4 quattro · a3 due · b3 uno · c3 quattro · d3 tre · e3 due · f3 tre · g3 quattro · h3 cinque · a2 tre · b2 quattro · c2 uno · d2 due · e2 tre · f2 quattro · g2 tre · h2 quattro · a1 cavallo del bianco · b1 tre · c1 due · d1 tre · e1 due · f1 tre · g1 quattro · h1 cinque | a8 cinque · b8 quattro · c8 cinque · d8 quattro · e8 cinque · f8 quattro · g8 cinque · h8 sei · a7 quattro · b7 tre · c7 quattro · d7 tre · e7 quattro · f7 cinque · g7 quattro · h7 cinque · a6 tre · b6 quattro · c6 tre · d6 quattro · e6 tre · f6 quattro · g6 cinque · h6 quattro · a5 due · b5 tre · c5 due · d5 tre · e5 quattro · f5 tre · g5 quattro · h5 cinque · a4 tre · b4 due · c4 tre · d4 due · e4 tre · f4 quattro · g4 tre · h4 quattro · a3 due · b3 uno · c3 quattro · d3 tre · e3 due · f3 tre · g3 quattro · h3 cinque · a2 tre · b2 quattro · c2 uno · d2 due · e2 tre · f2 quattro · g2 tre · h2 quattro · a1 cavallo del bianco · b1 tre · c1 due · d1 tre · e1 due · f1 tre · g1 quattro · h1 cinque | a8 cinque · b8 quattro · c8 cinque · d8 quattro · e8 cinque · f8 quattro · g8 cinque · h8 sei · a7 quattro · b7 tre · c7 quattro · d7 tre · e7 quattro · f7 cinque · g7 quattro · h7 cinque · a6 tre · b6 quattro · c6 tre · d6 quattro · e6 tre · f6 quattro · g6 cinque · h6 quattro · a5 due · b5 tre · c5 due · d5 tre · e5 quattro · f5 tre · g5 quattro · h5 cinque · a4 tre · b4 due · c4 tre · d4 due · e4 tre · f4 quattro · g4 tre · h4 quattro · a3 due · b3 uno · c3 quattro · d3 tre · e3 due · f3 tre · g3 quattro · h3 cinque · a2 tre · b2 quattro · c2 uno · d2 due · e2 tre · f2 quattro · g2 tre · h2 quattro · a1 cavallo del bianco · b1 tre · c1 due · d1 tre · e1 due · f1 tre · g1 quattro · h1 cinque | a8 cinque · b8 quattro · c8 cinque · d8 quattro · e8 cinque · f8 quattro · g8 cinque · h8 sei · a7 quattro · b7 tre · c7 quattro · d7 tre · e7 quattro · f7 cinque · g7 quattro · h7 cinque · a6 tre · b6 quattro · c6 tre · d6 quattro · e6 tre · f6 quattro · g6 cinque · h6 quattro · a5 due · b5 tre · c5 due · d5 tre · e5 quattro · f5 tre · g5 quattro · h5 cinque · a4 tre · b4 due · c4 tre · d4 due · e4 tre · f4 quattro · g4 tre · h4 quattro · a3 due · b3 uno · c3 quattro · d3 tre · e3 due · f3 tre · g3 quattro · h3 cinque · a2 tre · b2 quattro · c2 uno · d2 due · e2 tre · f2 quattro · g2 tre · h2 quattro · a1 cavallo del bianco · b1 tre · c1 due · d1 tre · e1 due · f1 tre · g1 quattro · h1 cinque | 7 |
| 6 | a8 cinque · b8 quattro · c8 cinque · d8 quattro · e8 cinque · f8 quattro · g8 cinque · h8 sei · a7 quattro · b7 tre · c7 quattro · d7 tre · e7 quattro · f7 cinque · g7 quattro · h7 cinque · a6 tre · b6 quattro · c6 tre · d6 quattro · e6 tre · f6 quattro · g6 cinque · h6 quattro · a5 due · b5 tre · c5 due · d5 tre · e5 quattro · f5 tre · g5 quattro · h5 cinque · a4 tre · b4 due · c4 tre · d4 due · e4 tre · f4 quattro · g4 tre · h4 quattro · a3 due · b3 uno · c3 quattro · d3 tre · e3 due · f3 tre · g3 quattro · h3 cinque · a2 tre · b2 quattro · c2 uno · d2 due · e2 tre · f2 quattro · g2 tre · h2 quattro · a1 cavallo del bianco · b1 tre · c1 due · d1 tre · e1 due · f1 tre · g1 quattro · h1 cinque | a8 cinque · b8 quattro · c8 cinque · d8 quattro · e8 cinque · f8 quattro · g8 cinque · h8 sei · a7 quattro · b7 tre · c7 quattro · d7 tre · e7 quattro · f7 cinque · g7 quattro · h7 cinque · a6 tre · b6 quattro · c6 tre · d6 quattro · e6 tre · f6 quattro · g6 cinque · h6 quattro · a5 due · b5 tre · c5 due · d5 tre · e5 quattro · f5 tre · g5 quattro · h5 cinque · a4 tre · b4 due · c4 tre · d4 due · e4 tre · f4 quattro · g4 tre · h4 quattro · a3 due · b3 uno · c3 quattro · d3 tre · e3 due · f3 tre · g3 quattro · h3 cinque · a2 tre · b2 quattro · c2 uno · d2 due · e2 tre · f2 quattro · g2 tre · h2 quattro · a1 cavallo del bianco · b1 tre · c1 due · d1 tre · e1 due · f1 tre · g1 quattro · h1 cinque | a8 cinque · b8 quattro · c8 cinque · d8 quattro · e8 cinque · f8 quattro · g8 cinque · h8 sei · a7 quattro · b7 tre · c7 quattro · d7 tre · e7 quattro · f7 cinque · g7 quattro · h7 cinque · a6 tre · b6 quattro · c6 tre · d6 quattro · e6 tre · f6 quattro · g6 cinque · h6 quattro · a5 due · b5 tre · c5 due · d5 tre · e5 quattro · f5 tre · g5 quattro · h5 cinque · a4 tre · b4 due · c4 tre · d4 due · e4 tre · f4 quattro · g4 tre · h4 quattro · a3 due · b3 uno · c3 quattro · d3 tre · e3 due · f3 tre · g3 quattro · h3 cinque · a2 tre · b2 quattro · c2 uno · d2 due · e2 tre · f2 quattro · g2 tre · h2 quattro · a1 cavallo del bianco · b1 tre · c1 due · d1 tre · e1 due · f1 tre · g1 quattro · h1 cinque | a8 cinque · b8 quattro · c8 cinque · d8 quattro · e8 cinque · f8 quattro · g8 cinque · h8 sei · a7 quattro · b7 tre · c7 quattro · d7 tre · e7 quattro · f7 cinque · g7 quattro · h7 cinque · a6 tre · b6 quattro · c6 tre · d6 quattro · e6 tre · f6 quattro · g6 cinque · h6 quattro · a5 due · b5 tre · c5 due · d5 tre · e5 quattro · f5 tre · g5 quattro · h5 cinque · a4 tre · b4 due · c4 tre · d4 due · e4 tre · f4 quattro · g4 tre · h4 quattro · a3 due · b3 uno · c3 quattro · d3 tre · e3 due · f3 tre · g3 quattro · h3 cinque · a2 tre · b2 quattro · c2 uno · d2 due · e2 tre · f2 quattro · g2 tre · h2 quattro · a1 cavallo del bianco · b1 tre · c1 due · d1 tre · e1 due · f1 tre · g1 quattro · h1 cinque | a8 cinque · b8 quattro · c8 cinque · d8 quattro · e8 cinque · f8 quattro · g8 cinque · h8 sei · a7 quattro · b7 tre · c7 quattro · d7 tre · e7 quattro · f7 cinque · g7 quattro · h7 cinque · a6 tre · b6 quattro · c6 tre · d6 quattro · e6 tre · f6 quattro · g6 cinque · h6 quattro · a5 due · b5 tre · c5 due · d5 tre · e5 quattro · f5 tre · g5 quattro · h5 cinque · a4 tre · b4 due · c4 tre · d4 due · e4 tre · f4 quattro · g4 tre · h4 quattro · a3 due · b3 uno · c3 quattro · d3 tre · e3 due · f3 tre · g3 quattro · h3 cinque · a2 tre · b2 quattro · c2 uno · d2 due · e2 tre · f2 quattro · g2 tre · h2 quattro · a1 cavallo del bianco · b1 tre · c1 due · d1 tre · e1 due · f1 tre · g1 quattro · h1 cinque | a8 cinque · b8 quattro · c8 cinque · d8 quattro · e8 cinque · f8 quattro · g8 cinque · h8 sei · a7 quattro · b7 tre · c7 quattro · d7 tre · e7 quattro · f7 cinque · g7 quattro · h7 cinque · a6 tre · b6 quattro · c6 tre · d6 quattro · e6 tre · f6 quattro · g6 cinque · h6 quattro · a5 due · b5 tre · c5 due · d5 tre · e5 quattro · f5 tre · g5 quattro · h5 cinque · a4 tre · b4 due · c4 tre · d4 due · e4 tre · f4 quattro · g4 tre · h4 quattro · a3 due · b3 uno · c3 quattro · d3 tre · e3 due · f3 tre · g3 quattro · h3 cinque · a2 tre · b2 quattro · c2 uno · d2 due · e2 tre · f2 quattro · g2 tre · h2 quattro · a1 cavallo del bianco · b1 tre · c1 due · d1 tre · e1 due · f1 tre · g1 quattro · h1 cinque | a8 cinque · b8 quattro · c8 cinque · d8 quattro · e8 cinque · f8 quattro · g8 cinque · h8 sei · a7 quattro · b7 tre · c7 quattro · d7 tre · e7 quattro · f7 cinque · g7 quattro · h7 cinque · a6 tre · b6 quattro · c6 tre · d6 quattro · e6 tre · f6 quattro · g6 cinque · h6 quattro · a5 due · b5 tre · c5 due · d5 tre · e5 quattro · f5 tre · g5 quattro · h5 cinque · a4 tre · b4 due · c4 tre · d4 due · e4 tre · f4 quattro · g4 tre · h4 quattro · a3 due · b3 uno · c3 quattro · d3 tre · e3 due · f3 tre · g3 quattro · h3 cinque · a2 tre · b2 quattro · c2 uno · d2 due · e2 tre · f2 quattro · g2 tre · h2 quattro · a1 cavallo del bianco · b1 tre · c1 due · d1 tre · e1 due · f1 tre · g1 quattro · h1 cinque | a8 cinque · b8 quattro · c8 cinque · d8 quattro · e8 cinque · f8 quattro · g8 cinque · h8 sei · a7 quattro · b7 tre · c7 quattro · d7 tre · e7 quattro · f7 cinque · g7 quattro · h7 cinque · a6 tre · b6 quattro · c6 tre · d6 quattro · e6 tre · f6 quattro · g6 cinque · h6 quattro · a5 due · b5 tre · c5 due · d5 tre · e5 quattro · f5 tre · g5 quattro · h5 cinque · a4 tre · b4 due · c4 tre · d4 due · e4 tre · f4 quattro · g4 tre · h4 quattro · a3 due · b3 uno · c3 quattro · d3 tre · e3 due · f3 tre · g3 quattro · h3 cinque · a2 tre · b2 quattro · c2 uno · d2 due · e2 tre · f2 quattro · g2 tre · h2 quattro · a1 cavallo del bianco · b1 tre · c1 due · d1 tre · e1 due · f1 tre · g1 quattro · h1 cinque | 6 |
| 5 | a8 cinque · b8 quattro · c8 cinque · d8 quattro · e8 cinque · f8 quattro · g8 cinque · h8 sei · a7 quattro · b7 tre · c7 quattro · d7 tre · e7 quattro · f7 cinque · g7 quattro · h7 cinque · a6 tre · b6 quattro · c6 tre · d6 quattro · e6 tre · f6 quattro · g6 cinque · h6 quattro · a5 due · b5 tre · c5 due · d5 tre · e5 quattro · f5 tre · g5 quattro · h5 cinque · a4 tre · b4 due · c4 tre · d4 due · e4 tre · f4 quattro · g4 tre · h4 quattro · a3 due · b3 uno · c3 quattro · d3 tre · e3 due · f3 tre · g3 quattro · h3 cinque · a2 tre · b2 quattro · c2 uno · d2 due · e2 tre · f2 quattro · g2 tre · h2 quattro · a1 cavallo del bianco · b1 tre · c1 due · d1 tre · e1 due · f1 tre · g1 quattro · h1 cinque | a8 cinque · b8 quattro · c8 cinque · d8 quattro · e8 cinque · f8 quattro · g8 cinque · h8 sei · a7 quattro · b7 tre · c7 quattro · d7 tre · e7 quattro · f7 cinque · g7 quattro · h7 cinque · a6 tre · b6 quattro · c6 tre · d6 quattro · e6 tre · f6 quattro · g6 cinque · h6 quattro · a5 due · b5 tre · c5 due · d5 tre · e5 quattro · f5 tre · g5 quattro · h5 cinque · a4 tre · b4 due · c4 tre · d4 due · e4 tre · f4 quattro · g4 tre · h4 quattro · a3 due · b3 uno · c3 quattro · d3 tre · e3 due · f3 tre · g3 quattro · h3 cinque · a2 tre · b2 quattro · c2 uno · d2 due · e2 tre · f2 quattro · g2 tre · h2 quattro · a1 cavallo del bianco · b1 tre · c1 due · d1 tre · e1 due · f1 tre · g1 quattro · h1 cinque | a8 cinque · b8 quattro · c8 cinque · d8 quattro · e8 cinque · f8 quattro · g8 cinque · h8 sei · a7 quattro · b7 tre · c7 quattro · d7 tre · e7 quattro · f7 cinque · g7 quattro · h7 cinque · a6 tre · b6 quattro · c6 tre · d6 quattro · e6 tre · f6 quattro · g6 cinque · h6 quattro · a5 due · b5 tre · c5 due · d5 tre · e5 quattro · f5 tre · g5 quattro · h5 cinque · a4 tre · b4 due · c4 tre · d4 due · e4 tre · f4 quattro · g4 tre · h4 quattro · a3 due · b3 uno · c3 quattro · d3 tre · e3 due · f3 tre · g3 quattro · h3 cinque · a2 tre · b2 quattro · c2 uno · d2 due · e2 tre · f2 quattro · g2 tre · h2 quattro · a1 cavallo del bianco · b1 tre · c1 due · d1 tre · e1 due · f1 tre · g1 quattro · h1 cinque | a8 cinque · b8 quattro · c8 cinque · d8 quattro · e8 cinque · f8 quattro · g8 cinque · h8 sei · a7 quattro · b7 tre · c7 quattro · d7 tre · e7 quattro · f7 cinque · g7 quattro · h7 cinque · a6 tre · b6 quattro · c6 tre · d6 quattro · e6 tre · f6 quattro · g6 cinque · h6 quattro · a5 due · b5 tre · c5 due · d5 tre · e5 quattro · f5 tre · g5 quattro · h5 cinque · a4 tre · b4 due · c4 tre · d4 due · e4 tre · f4 quattro · g4 tre · h4 quattro · a3 due · b3 uno · c3 quattro · d3 tre · e3 due · f3 tre · g3 quattro · h3 cinque · a2 tre · b2 quattro · c2 uno · d2 due · e2 tre · f2 quattro · g2 tre · h2 quattro · a1 cavallo del bianco · b1 tre · c1 due · d1 tre · e1 due · f1 tre · g1 quattro · h1 cinque | a8 cinque · b8 quattro · c8 cinque · d8 quattro · e8 cinque · f8 quattro · g8 cinque · h8 sei · a7 quattro · b7 tre · c7 quattro · d7 tre · e7 quattro · f7 cinque · g7 quattro · h7 cinque · a6 tre · b6 quattro · c6 tre · d6 quattro · e6 tre · f6 quattro · g6 cinque · h6 quattro · a5 due · b5 tre · c5 due · d5 tre · e5 quattro · f5 tre · g5 quattro · h5 cinque · a4 tre · b4 due · c4 tre · d4 due · e4 tre · f4 quattro · g4 tre · h4 quattro · a3 due · b3 uno · c3 quattro · d3 tre · e3 due · f3 tre · g3 quattro · h3 cinque · a2 tre · b2 quattro · c2 uno · d2 due · e2 tre · f2 quattro · g2 tre · h2 quattro · a1 cavallo del bianco · b1 tre · c1 due · d1 tre · e1 due · f1 tre · g1 quattro · h1 cinque | a8 cinque · b8 quattro · c8 cinque · d8 quattro · e8 cinque · f8 quattro · g8 cinque · h8 sei · a7 quattro · b7 tre · c7 quattro · d7 tre · e7 quattro · f7 cinque · g7 quattro · h7 cinque · a6 tre · b6 quattro · c6 tre · d6 quattro · e6 tre · f6 quattro · g6 cinque · h6 quattro · a5 due · b5 tre · c5 due · d5 tre · e5 quattro · f5 tre · g5 quattro · h5 cinque · a4 tre · b4 due · c4 tre · d4 due · e4 tre · f4 quattro · g4 tre · h4 quattro · a3 due · b3 uno · c3 quattro · d3 tre · e3 due · f3 tre · g3 quattro · h3 cinque · a2 tre · b2 quattro · c2 uno · d2 due · e2 tre · f2 quattro · g2 tre · h2 quattro · a1 cavallo del bianco · b1 tre · c1 due · d1 tre · e1 due · f1 tre · g1 quattro · h1 cinque | a8 cinque · b8 quattro · c8 cinque · d8 quattro · e8 cinque · f8 quattro · g8 cinque · h8 sei · a7 quattro · b7 tre · c7 quattro · d7 tre · e7 quattro · f7 cinque · g7 quattro · h7 cinque · a6 tre · b6 quattro · c6 tre · d6 quattro · e6 tre · f6 quattro · g6 cinque · h6 quattro · a5 due · b5 tre · c5 due · d5 tre · e5 quattro · f5 tre · g5 quattro · h5 cinque · a4 tre · b4 due · c4 tre · d4 due · e4 tre · f4 quattro · g4 tre · h4 quattro · a3 due · b3 uno · c3 quattro · d3 tre · e3 due · f3 tre · g3 quattro · h3 cinque · a2 tre · b2 quattro · c2 uno · d2 due · e2 tre · f2 quattro · g2 tre · h2 quattro · a1 cavallo del bianco · b1 tre · c1 due · d1 tre · e1 due · f1 tre · g1 quattro · h1 cinque | a8 cinque · b8 quattro · c8 cinque · d8 quattro · e8 cinque · f8 quattro · g8 cinque · h8 sei · a7 quattro · b7 tre · c7 quattro · d7 tre · e7 quattro · f7 cinque · g7 quattro · h7 cinque · a6 tre · b6 quattro · c6 tre · d6 quattro · e6 tre · f6 quattro · g6 cinque · h6 quattro · a5 due · b5 tre · c5 due · d5 tre · e5 quattro · f5 tre · g5 quattro · h5 cinque · a4 tre · b4 due · c4 tre · d4 due · e4 tre · f4 quattro · g4 tre · h4 quattro · a3 due · b3 uno · c3 quattro · d3 tre · e3 due · f3 tre · g3 quattro · h3 cinque · a2 tre · b2 quattro · c2 uno · d2 due · e2 tre · f2 quattro · g2 tre · h2 quattro · a1 cavallo del bianco · b1 tre · c1 due · d1 tre · e1 due · f1 tre · g1 quattro · h1 cinque | 5 |
| 4 | a8 cinque · b8 quattro · c8 cinque · d8 quattro · e8 cinque · f8 quattro · g8 cinque · h8 sei · a7 quattro · b7 tre · c7 quattro · d7 tre · e7 quattro · f7 cinque · g7 quattro · h7 cinque · a6 tre · b6 quattro · c6 tre · d6 quattro · e6 tre · f6 quattro · g6 cinque · h6 quattro · a5 due · b5 tre · c5 due · d5 tre · e5 quattro · f5 tre · g5 quattro · h5 cinque · a4 tre · b4 due · c4 tre · d4 due · e4 tre · f4 quattro · g4 tre · h4 quattro · a3 due · b3 uno · c3 quattro · d3 tre · e3 due · f3 tre · g3 quattro · h3 cinque · a2 tre · b2 quattro · c2 uno · d2 due · e2 tre · f2 quattro · g2 tre · h2 quattro · a1 cavallo del bianco · b1 tre · c1 due · d1 tre · e1 due · f1 tre · g1 quattro · h1 cinque | a8 cinque · b8 quattro · c8 cinque · d8 quattro · e8 cinque · f8 quattro · g8 cinque · h8 sei · a7 quattro · b7 tre · c7 quattro · d7 tre · e7 quattro · f7 cinque · g7 quattro · h7 cinque · a6 tre · b6 quattro · c6 tre · d6 quattro · e6 tre · f6 quattro · g6 cinque · h6 quattro · a5 due · b5 tre · c5 due · d5 tre · e5 quattro · f5 tre · g5 quattro · h5 cinque · a4 tre · b4 due · c4 tre · d4 due · e4 tre · f4 quattro · g4 tre · h4 quattro · a3 due · b3 uno · c3 quattro · d3 tre · e3 due · f3 tre · g3 quattro · h3 cinque · a2 tre · b2 quattro · c2 uno · d2 due · e2 tre · f2 quattro · g2 tre · h2 quattro · a1 cavallo del bianco · b1 tre · c1 due · d1 tre · e1 due · f1 tre · g1 quattro · h1 cinque | a8 cinque · b8 quattro · c8 cinque · d8 quattro · e8 cinque · f8 quattro · g8 cinque · h8 sei · a7 quattro · b7 tre · c7 quattro · d7 tre · e7 quattro · f7 cinque · g7 quattro · h7 cinque · a6 tre · b6 quattro · c6 tre · d6 quattro · e6 tre · f6 quattro · g6 cinque · h6 quattro · a5 due · b5 tre · c5 due · d5 tre · e5 quattro · f5 tre · g5 quattro · h5 cinque · a4 tre · b4 due · c4 tre · d4 due · e4 tre · f4 quattro · g4 tre · h4 quattro · a3 due · b3 uno · c3 quattro · d3 tre · e3 due · f3 tre · g3 quattro · h3 cinque · a2 tre · b2 quattro · c2 uno · d2 due · e2 tre · f2 quattro · g2 tre · h2 quattro · a1 cavallo del bianco · b1 tre · c1 due · d1 tre · e1 due · f1 tre · g1 quattro · h1 cinque | a8 cinque · b8 quattro · c8 cinque · d8 quattro · e8 cinque · f8 quattro · g8 cinque · h8 sei · a7 quattro · b7 tre · c7 quattro · d7 tre · e7 quattro · f7 cinque · g7 quattro · h7 cinque · a6 tre · b6 quattro · c6 tre · d6 quattro · e6 tre · f6 quattro · g6 cinque · h6 quattro · a5 due · b5 tre · c5 due · d5 tre · e5 quattro · f5 tre · g5 quattro · h5 cinque · a4 tre · b4 due · c4 tre · d4 due · e4 tre · f4 quattro · g4 tre · h4 quattro · a3 due · b3 uno · c3 quattro · d3 tre · e3 due · f3 tre · g3 quattro · h3 cinque · a2 tre · b2 quattro · c2 uno · d2 due · e2 tre · f2 quattro · g2 tre · h2 quattro · a1 cavallo del bianco · b1 tre · c1 due · d1 tre · e1 due · f1 tre · g1 quattro · h1 cinque | a8 cinque · b8 quattro · c8 cinque · d8 quattro · e8 cinque · f8 quattro · g8 cinque · h8 sei · a7 quattro · b7 tre · c7 quattro · d7 tre · e7 quattro · f7 cinque · g7 quattro · h7 cinque · a6 tre · b6 quattro · c6 tre · d6 quattro · e6 tre · f6 quattro · g6 cinque · h6 quattro · a5 due · b5 tre · c5 due · d5 tre · e5 quattro · f5 tre · g5 quattro · h5 cinque · a4 tre · b4 due · c4 tre · d4 due · e4 tre · f4 quattro · g4 tre · h4 quattro · a3 due · b3 uno · c3 quattro · d3 tre · e3 due · f3 tre · g3 quattro · h3 cinque · a2 tre · b2 quattro · c2 uno · d2 due · e2 tre · f2 quattro · g2 tre · h2 quattro · a1 cavallo del bianco · b1 tre · c1 due · d1 tre · e1 due · f1 tre · g1 quattro · h1 cinque | a8 cinque · b8 quattro · c8 cinque · d8 quattro · e8 cinque · f8 quattro · g8 cinque · h8 sei · a7 quattro · b7 tre · c7 quattro · d7 tre · e7 quattro · f7 cinque · g7 quattro · h7 cinque · a6 tre · b6 quattro · c6 tre · d6 quattro · e6 tre · f6 quattro · g6 cinque · h6 quattro · a5 due · b5 tre · c5 due · d5 tre · e5 quattro · f5 tre · g5 quattro · h5 cinque · a4 tre · b4 due · c4 tre · d4 due · e4 tre · f4 quattro · g4 tre · h4 quattro · a3 due · b3 uno · c3 quattro · d3 tre · e3 due · f3 tre · g3 quattro · h3 cinque · a2 tre · b2 quattro · c2 uno · d2 due · e2 tre · f2 quattro · g2 tre · h2 quattro · a1 cavallo del bianco · b1 tre · c1 due · d1 tre · e1 due · f1 tre · g1 quattro · h1 cinque | a8 cinque · b8 quattro · c8 cinque · d8 quattro · e8 cinque · f8 quattro · g8 cinque · h8 sei · a7 quattro · b7 tre · c7 quattro · d7 tre · e7 quattro · f7 cinque · g7 quattro · h7 cinque · a6 tre · b6 quattro · c6 tre · d6 quattro · e6 tre · f6 quattro · g6 cinque · h6 quattro · a5 due · b5 tre · c5 due · d5 tre · e5 quattro · f5 tre · g5 quattro · h5 cinque · a4 tre · b4 due · c4 tre · d4 due · e4 tre · f4 quattro · g4 tre · h4 quattro · a3 due · b3 uno · c3 quattro · d3 tre · e3 due · f3 tre · g3 quattro · h3 cinque · a2 tre · b2 quattro · c2 uno · d2 due · e2 tre · f2 quattro · g2 tre · h2 quattro · a1 cavallo del bianco · b1 tre · c1 due · d1 tre · e1 due · f1 tre · g1 quattro · h1 cinque | a8 cinque · b8 quattro · c8 cinque · d8 quattro · e8 cinque · f8 quattro · g8 cinque · h8 sei · a7 quattro · b7 tre · c7 quattro · d7 tre · e7 quattro · f7 cinque · g7 quattro · h7 cinque · a6 tre · b6 quattro · c6 tre · d6 quattro · e6 tre · f6 quattro · g6 cinque · h6 quattro · a5 due · b5 tre · c5 due · d5 tre · e5 quattro · f5 tre · g5 quattro · h5 cinque · a4 tre · b4 due · c4 tre · d4 due · e4 tre · f4 quattro · g4 tre · h4 quattro · a3 due · b3 uno · c3 quattro · d3 tre · e3 due · f3 tre · g3 quattro · h3 cinque · a2 tre · b2 quattro · c2 uno · d2 due · e2 tre · f2 quattro · g2 tre · h2 quattro · a1 cavallo del bianco · b1 tre · c1 due · d1 tre · e1 due · f1 tre · g1 quattro · h1 cinque | 4 |
| 3 | a8 cinque · b8 quattro · c8 cinque · d8 quattro · e8 cinque · f8 quattro · g8 cinque · h8 sei · a7 quattro · b7 tre · c7 quattro · d7 tre · e7 quattro · f7 cinque · g7 quattro · h7 cinque · a6 tre · b6 quattro · c6 tre · d6 quattro · e6 tre · f6 quattro · g6 cinque · h6 quattro · a5 due · b5 tre · c5 due · d5 tre · e5 quattro · f5 tre · g5 quattro · h5 cinque · a4 tre · b4 due · c4 tre · d4 due · e4 tre · f4 quattro · g4 tre · h4 quattro · a3 due · b3 uno · c3 quattro · d3 tre · e3 due · f3 tre · g3 quattro · h3 cinque · a2 tre · b2 quattro · c2 uno · d2 due · e2 tre · f2 quattro · g2 tre · h2 quattro · a1 cavallo del bianco · b1 tre · c1 due · d1 tre · e1 due · f1 tre · g1 quattro · h1 cinque | a8 cinque · b8 quattro · c8 cinque · d8 quattro · e8 cinque · f8 quattro · g8 cinque · h8 sei · a7 quattro · b7 tre · c7 quattro · d7 tre · e7 quattro · f7 cinque · g7 quattro · h7 cinque · a6 tre · b6 quattro · c6 tre · d6 quattro · e6 tre · f6 quattro · g6 cinque · h6 quattro · a5 due · b5 tre · c5 due · d5 tre · e5 quattro · f5 tre · g5 quattro · h5 cinque · a4 tre · b4 due · c4 tre · d4 due · e4 tre · f4 quattro · g4 tre · h4 quattro · a3 due · b3 uno · c3 quattro · d3 tre · e3 due · f3 tre · g3 quattro · h3 cinque · a2 tre · b2 quattro · c2 uno · d2 due · e2 tre · f2 quattro · g2 tre · h2 quattro · a1 cavallo del bianco · b1 tre · c1 due · d1 tre · e1 due · f1 tre · g1 quattro · h1 cinque | a8 cinque · b8 quattro · c8 cinque · d8 quattro · e8 cinque · f8 quattro · g8 cinque · h8 sei · a7 quattro · b7 tre · c7 quattro · d7 tre · e7 quattro · f7 cinque · g7 quattro · h7 cinque · a6 tre · b6 quattro · c6 tre · d6 quattro · e6 tre · f6 quattro · g6 cinque · h6 quattro · a5 due · b5 tre · c5 due · d5 tre · e5 quattro · f5 tre · g5 quattro · h5 cinque · a4 tre · b4 due · c4 tre · d4 due · e4 tre · f4 quattro · g4 tre · h4 quattro · a3 due · b3 uno · c3 quattro · d3 tre · e3 due · f3 tre · g3 quattro · h3 cinque · a2 tre · b2 quattro · c2 uno · d2 due · e2 tre · f2 quattro · g2 tre · h2 quattro · a1 cavallo del bianco · b1 tre · c1 due · d1 tre · e1 due · f1 tre · g1 quattro · h1 cinque | a8 cinque · b8 quattro · c8 cinque · d8 quattro · e8 cinque · f8 quattro · g8 cinque · h8 sei · a7 quattro · b7 tre · c7 quattro · d7 tre · e7 quattro · f7 cinque · g7 quattro · h7 cinque · a6 tre · b6 quattro · c6 tre · d6 quattro · e6 tre · f6 quattro · g6 cinque · h6 quattro · a5 due · b5 tre · c5 due · d5 tre · e5 quattro · f5 tre · g5 quattro · h5 cinque · a4 tre · b4 due · c4 tre · d4 due · e4 tre · f4 quattro · g4 tre · h4 quattro · a3 due · b3 uno · c3 quattro · d3 tre · e3 due · f3 tre · g3 quattro · h3 cinque · a2 tre · b2 quattro · c2 uno · d2 due · e2 tre · f2 quattro · g2 tre · h2 quattro · a1 cavallo del bianco · b1 tre · c1 due · d1 tre · e1 due · f1 tre · g1 quattro · h1 cinque | a8 cinque · b8 quattro · c8 cinque · d8 quattro · e8 cinque · f8 quattro · g8 cinque · h8 sei · a7 quattro · b7 tre · c7 quattro · d7 tre · e7 quattro · f7 cinque · g7 quattro · h7 cinque · a6 tre · b6 quattro · c6 tre · d6 quattro · e6 tre · f6 quattro · g6 cinque · h6 quattro · a5 due · b5 tre · c5 due · d5 tre · e5 quattro · f5 tre · g5 quattro · h5 cinque · a4 tre · b4 due · c4 tre · d4 due · e4 tre · f4 quattro · g4 tre · h4 quattro · a3 due · b3 uno · c3 quattro · d3 tre · e3 due · f3 tre · g3 quattro · h3 cinque · a2 tre · b2 quattro · c2 uno · d2 due · e2 tre · f2 quattro · g2 tre · h2 quattro · a1 cavallo del bianco · b1 tre · c1 due · d1 tre · e1 due · f1 tre · g1 quattro · h1 cinque | a8 cinque · b8 quattro · c8 cinque · d8 quattro · e8 cinque · f8 quattro · g8 cinque · h8 sei · a7 quattro · b7 tre · c7 quattro · d7 tre · e7 quattro · f7 cinque · g7 quattro · h7 cinque · a6 tre · b6 quattro · c6 tre · d6 quattro · e6 tre · f6 quattro · g6 cinque · h6 quattro · a5 due · b5 tre · c5 due · d5 tre · e5 quattro · f5 tre · g5 quattro · h5 cinque · a4 tre · b4 due · c4 tre · d4 due · e4 tre · f4 quattro · g4 tre · h4 quattro · a3 due · b3 uno · c3 quattro · d3 tre · e3 due · f3 tre · g3 quattro · h3 cinque · a2 tre · b2 quattro · c2 uno · d2 due · e2 tre · f2 quattro · g2 tre · h2 quattro · a1 cavallo del bianco · b1 tre · c1 due · d1 tre · e1 due · f1 tre · g1 quattro · h1 cinque | a8 cinque · b8 quattro · c8 cinque · d8 quattro · e8 cinque · f8 quattro · g8 cinque · h8 sei · a7 quattro · b7 tre · c7 quattro · d7 tre · e7 quattro · f7 cinque · g7 quattro · h7 cinque · a6 tre · b6 quattro · c6 tre · d6 quattro · e6 tre · f6 quattro · g6 cinque · h6 quattro · a5 due · b5 tre · c5 due · d5 tre · e5 quattro · f5 tre · g5 quattro · h5 cinque · a4 tre · b4 due · c4 tre · d4 due · e4 tre · f4 quattro · g4 tre · h4 quattro · a3 due · b3 uno · c3 quattro · d3 tre · e3 due · f3 tre · g3 quattro · h3 cinque · a2 tre · b2 quattro · c2 uno · d2 due · e2 tre · f2 quattro · g2 tre · h2 quattro · a1 cavallo del bianco · b1 tre · c1 due · d1 tre · e1 due · f1 tre · g1 quattro · h1 cinque | a8 cinque · b8 quattro · c8 cinque · d8 quattro · e8 cinque · f8 quattro · g8 cinque · h8 sei · a7 quattro · b7 tre · c7 quattro · d7 tre · e7 quattro · f7 cinque · g7 quattro · h7 cinque · a6 tre · b6 quattro · c6 tre · d6 quattro · e6 tre · f6 quattro · g6 cinque · h6 quattro · a5 due · b5 tre · c5 due · d5 tre · e5 quattro · f5 tre · g5 quattro · h5 cinque · a4 tre · b4 due · c4 tre · d4 due · e4 tre · f4 quattro · g4 tre · h4 quattro · a3 due · b3 uno · c3 quattro · d3 tre · e3 due · f3 tre · g3 quattro · h3 cinque · a2 tre · b2 quattro · c2 uno · d2 due · e2 tre · f2 quattro · g2 tre · h2 quattro · a1 cavallo del bianco · b1 tre · c1 due · d1 tre · e1 due · f1 tre · g1 quattro · h1 cinque | 3 |
| 2 | a8 cinque · b8 quattro · c8 cinque · d8 quattro · e8 cinque · f8 quattro · g8 cinque · h8 sei · a7 quattro · b7 tre · c7 quattro · d7 tre · e7 quattro · f7 cinque · g7 quattro · h7 cinque · a6 tre · b6 quattro · c6 tre · d6 quattro · e6 tre · f6 quattro · g6 cinque · h6 quattro · a5 due · b5 tre · c5 due · d5 tre · e5 quattro · f5 tre · g5 quattro · h5 cinque · a4 tre · b4 due · c4 tre · d4 due · e4 tre · f4 quattro · g4 tre · h4 quattro · a3 due · b3 uno · c3 quattro · d3 tre · e3 due · f3 tre · g3 quattro · h3 cinque · a2 tre · b2 quattro · c2 uno · d2 due · e2 tre · f2 quattro · g2 tre · h2 quattro · a1 cavallo del bianco · b1 tre · c1 due · d1 tre · e1 due · f1 tre · g1 quattro · h1 cinque | a8 cinque · b8 quattro · c8 cinque · d8 quattro · e8 cinque · f8 quattro · g8 cinque · h8 sei · a7 quattro · b7 tre · c7 quattro · d7 tre · e7 quattro · f7 cinque · g7 quattro · h7 cinque · a6 tre · b6 quattro · c6 tre · d6 quattro · e6 tre · f6 quattro · g6 cinque · h6 quattro · a5 due · b5 tre · c5 due · d5 tre · e5 quattro · f5 tre · g5 quattro · h5 cinque · a4 tre · b4 due · c4 tre · d4 due · e4 tre · f4 quattro · g4 tre · h4 quattro · a3 due · b3 uno · c3 quattro · d3 tre · e3 due · f3 tre · g3 quattro · h3 cinque · a2 tre · b2 quattro · c2 uno · d2 due · e2 tre · f2 quattro · g2 tre · h2 quattro · a1 cavallo del bianco · b1 tre · c1 due · d1 tre · e1 due · f1 tre · g1 quattro · h1 cinque | a8 cinque · b8 quattro · c8 cinque · d8 quattro · e8 cinque · f8 quattro · g8 cinque · h8 sei · a7 quattro · b7 tre · c7 quattro · d7 tre · e7 quattro · f7 cinque · g7 quattro · h7 cinque · a6 tre · b6 quattro · c6 tre · d6 quattro · e6 tre · f6 quattro · g6 cinque · h6 quattro · a5 due · b5 tre · c5 due · d5 tre · e5 quattro · f5 tre · g5 quattro · h5 cinque · a4 tre · b4 due · c4 tre · d4 due · e4 tre · f4 quattro · g4 tre · h4 quattro · a3 due · b3 uno · c3 quattro · d3 tre · e3 due · f3 tre · g3 quattro · h3 cinque · a2 tre · b2 quattro · c2 uno · d2 due · e2 tre · f2 quattro · g2 tre · h2 quattro · a1 cavallo del bianco · b1 tre · c1 due · d1 tre · e1 due · f1 tre · g1 quattro · h1 cinque | a8 cinque · b8 quattro · c8 cinque · d8 quattro · e8 cinque · f8 quattro · g8 cinque · h8 sei · a7 quattro · b7 tre · c7 quattro · d7 tre · e7 quattro · f7 cinque · g7 quattro · h7 cinque · a6 tre · b6 quattro · c6 tre · d6 quattro · e6 tre · f6 quattro · g6 cinque · h6 quattro · a5 due · b5 tre · c5 due · d5 tre · e5 quattro · f5 tre · g5 quattro · h5 cinque · a4 tre · b4 due · c4 tre · d4 due · e4 tre · f4 quattro · g4 tre · h4 quattro · a3 due · b3 uno · c3 quattro · d3 tre · e3 due · f3 tre · g3 quattro · h3 cinque · a2 tre · b2 quattro · c2 uno · d2 due · e2 tre · f2 quattro · g2 tre · h2 quattro · a1 cavallo del bianco · b1 tre · c1 due · d1 tre · e1 due · f1 tre · g1 quattro · h1 cinque | a8 cinque · b8 quattro · c8 cinque · d8 quattro · e8 cinque · f8 quattro · g8 cinque · h8 sei · a7 quattro · b7 tre · c7 quattro · d7 tre · e7 quattro · f7 cinque · g7 quattro · h7 cinque · a6 tre · b6 quattro · c6 tre · d6 quattro · e6 tre · f6 quattro · g6 cinque · h6 quattro · a5 due · b5 tre · c5 due · d5 tre · e5 quattro · f5 tre · g5 quattro · h5 cinque · a4 tre · b4 due · c4 tre · d4 due · e4 tre · f4 quattro · g4 tre · h4 quattro · a3 due · b3 uno · c3 quattro · d3 tre · e3 due · f3 tre · g3 quattro · h3 cinque · a2 tre · b2 quattro · c2 uno · d2 due · e2 tre · f2 quattro · g2 tre · h2 quattro · a1 cavallo del bianco · b1 tre · c1 due · d1 tre · e1 due · f1 tre · g1 quattro · h1 cinque | a8 cinque · b8 quattro · c8 cinque · d8 quattro · e8 cinque · f8 quattro · g8 cinque · h8 sei · a7 quattro · b7 tre · c7 quattro · d7 tre · e7 quattro · f7 cinque · g7 quattro · h7 cinque · a6 tre · b6 quattro · c6 tre · d6 quattro · e6 tre · f6 quattro · g6 cinque · h6 quattro · a5 due · b5 tre · c5 due · d5 tre · e5 quattro · f5 tre · g5 quattro · h5 cinque · a4 tre · b4 due · c4 tre · d4 due · e4 tre · f4 quattro · g4 tre · h4 quattro · a3 due · b3 uno · c3 quattro · d3 tre · e3 due · f3 tre · g3 quattro · h3 cinque · a2 tre · b2 quattro · c2 uno · d2 due · e2 tre · f2 quattro · g2 tre · h2 quattro · a1 cavallo del bianco · b1 tre · c1 due · d1 tre · e1 due · f1 tre · g1 quattro · h1 cinque | a8 cinque · b8 quattro · c8 cinque · d8 quattro · e8 cinque · f8 quattro · g8 cinque · h8 sei · a7 quattro · b7 tre · c7 quattro · d7 tre · e7 quattro · f7 cinque · g7 quattro · h7 cinque · a6 tre · b6 quattro · c6 tre · d6 quattro · e6 tre · f6 quattro · g6 cinque · h6 quattro · a5 due · b5 tre · c5 due · d5 tre · e5 quattro · f5 tre · g5 quattro · h5 cinque · a4 tre · b4 due · c4 tre · d4 due · e4 tre · f4 quattro · g4 tre · h4 quattro · a3 due · b3 uno · c3 quattro · d3 tre · e3 due · f3 tre · g3 quattro · h3 cinque · a2 tre · b2 quattro · c2 uno · d2 due · e2 tre · f2 quattro · g2 tre · h2 quattro · a1 cavallo del bianco · b1 tre · c1 due · d1 tre · e1 due · f1 tre · g1 quattro · h1 cinque | a8 cinque · b8 quattro · c8 cinque · d8 quattro · e8 cinque · f8 quattro · g8 cinque · h8 sei · a7 quattro · b7 tre · c7 quattro · d7 tre · e7 quattro · f7 cinque · g7 quattro · h7 cinque · a6 tre · b6 quattro · c6 tre · d6 quattro · e6 tre · f6 quattro · g6 cinque · h6 quattro · a5 due · b5 tre · c5 due · d5 tre · e5 quattro · f5 tre · g5 quattro · h5 cinque · a4 tre · b4 due · c4 tre · d4 due · e4 tre · f4 quattro · g4 tre · h4 quattro · a3 due · b3 uno · c3 quattro · d3 tre · e3 due · f3 tre · g3 quattro · h3 cinque · a2 tre · b2 quattro · c2 uno · d2 due · e2 tre · f2 quattro · g2 tre · h2 quattro · a1 cavallo del bianco · b1 tre · c1 due · d1 tre · e1 due · f1 tre · g1 quattro · h1 cinque | 2 |
| 1 | a8 cinque · b8 quattro · c8 cinque · d8 quattro · e8 cinque · f8 quattro · g8 cinque · h8 sei · a7 quattro · b7 tre · c7 quattro · d7 tre · e7 quattro · f7 cinque · g7 quattro · h7 cinque · a6 tre · b6 quattro · c6 tre · d6 quattro · e6 tre · f6 quattro · g6 cinque · h6 quattro · a5 due · b5 tre · c5 due · d5 tre · e5 quattro · f5 tre · g5 quattro · h5 cinque · a4 tre · b4 due · c4 tre · d4 due · e4 tre · f4 quattro · g4 tre · h4 quattro · a3 due · b3 uno · c3 quattro · d3 tre · e3 due · f3 tre · g3 quattro · h3 cinque · a2 tre · b2 quattro · c2 uno · d2 due · e2 tre · f2 quattro · g2 tre · h2 quattro · a1 cavallo del bianco · b1 tre · c1 due · d1 tre · e1 due · f1 tre · g1 quattro · h1 cinque | a8 cinque · b8 quattro · c8 cinque · d8 quattro · e8 cinque · f8 quattro · g8 cinque · h8 sei · a7 quattro · b7 tre · c7 quattro · d7 tre · e7 quattro · f7 cinque · g7 quattro · h7 cinque · a6 tre · b6 quattro · c6 tre · d6 quattro · e6 tre · f6 quattro · g6 cinque · h6 quattro · a5 due · b5 tre · c5 due · d5 tre · e5 quattro · f5 tre · g5 quattro · h5 cinque · a4 tre · b4 due · c4 tre · d4 due · e4 tre · f4 quattro · g4 tre · h4 quattro · a3 due · b3 uno · c3 quattro · d3 tre · e3 due · f3 tre · g3 quattro · h3 cinque · a2 tre · b2 quattro · c2 uno · d2 due · e2 tre · f2 quattro · g2 tre · h2 quattro · a1 cavallo del bianco · b1 tre · c1 due · d1 tre · e1 due · f1 tre · g1 quattro · h1 cinque | a8 cinque · b8 quattro · c8 cinque · d8 quattro · e8 cinque · f8 quattro · g8 cinque · h8 sei · a7 quattro · b7 tre · c7 quattro · d7 tre · e7 quattro · f7 cinque · g7 quattro · h7 cinque · a6 tre · b6 quattro · c6 tre · d6 quattro · e6 tre · f6 quattro · g6 cinque · h6 quattro · a5 due · b5 tre · c5 due · d5 tre · e5 quattro · f5 tre · g5 quattro · h5 cinque · a4 tre · b4 due · c4 tre · d4 due · e4 tre · f4 quattro · g4 tre · h4 quattro · a3 due · b3 uno · c3 quattro · d3 tre · e3 due · f3 tre · g3 quattro · h3 cinque · a2 tre · b2 quattro · c2 uno · d2 due · e2 tre · f2 quattro · g2 tre · h2 quattro · a1 cavallo del bianco · b1 tre · c1 due · d1 tre · e1 due · f1 tre · g1 quattro · h1 cinque | a8 cinque · b8 quattro · c8 cinque · d8 quattro · e8 cinque · f8 quattro · g8 cinque · h8 sei · a7 quattro · b7 tre · c7 quattro · d7 tre · e7 quattro · f7 cinque · g7 quattro · h7 cinque · a6 tre · b6 quattro · c6 tre · d6 quattro · e6 tre · f6 quattro · g6 cinque · h6 quattro · a5 due · b5 tre · c5 due · d5 tre · e5 quattro · f5 tre · g5 quattro · h5 cinque · a4 tre · b4 due · c4 tre · d4 due · e4 tre · f4 quattro · g4 tre · h4 quattro · a3 due · b3 uno · c3 quattro · d3 tre · e3 due · f3 tre · g3 quattro · h3 cinque · a2 tre · b2 quattro · c2 uno · d2 due · e2 tre · f2 quattro · g2 tre · h2 quattro · a1 cavallo del bianco · b1 tre · c1 due · d1 tre · e1 due · f1 tre · g1 quattro · h1 cinque | a8 cinque · b8 quattro · c8 cinque · d8 quattro · e8 cinque · f8 quattro · g8 cinque · h8 sei · a7 quattro · b7 tre · c7 quattro · d7 tre · e7 quattro · f7 cinque · g7 quattro · h7 cinque · a6 tre · b6 quattro · c6 tre · d6 quattro · e6 tre · f6 quattro · g6 cinque · h6 quattro · a5 due · b5 tre · c5 due · d5 tre · e5 quattro · f5 tre · g5 quattro · h5 cinque · a4 tre · b4 due · c4 tre · d4 due · e4 tre · f4 quattro · g4 tre · h4 quattro · a3 due · b3 uno · c3 quattro · d3 tre · e3 due · f3 tre · g3 quattro · h3 cinque · a2 tre · b2 quattro · c2 uno · d2 due · e2 tre · f2 quattro · g2 tre · h2 quattro · a1 cavallo del bianco · b1 tre · c1 due · d1 tre · e1 due · f1 tre · g1 quattro · h1 cinque | a8 cinque · b8 quattro · c8 cinque · d8 quattro · e8 cinque · f8 quattro · g8 cinque · h8 sei · a7 quattro · b7 tre · c7 quattro · d7 tre · e7 quattro · f7 cinque · g7 quattro · h7 cinque · a6 tre · b6 quattro · c6 tre · d6 quattro · e6 tre · f6 quattro · g6 cinque · h6 quattro · a5 due · b5 tre · c5 due · d5 tre · e5 quattro · f5 tre · g5 quattro · h5 cinque · a4 tre · b4 due · c4 tre · d4 due · e4 tre · f4 quattro · g4 tre · h4 quattro · a3 due · b3 uno · c3 quattro · d3 tre · e3 due · f3 tre · g3 quattro · h3 cinque · a2 tre · b2 quattro · c2 uno · d2 due · e2 tre · f2 quattro · g2 tre · h2 quattro · a1 cavallo del bianco · b1 tre · c1 due · d1 tre · e1 due · f1 tre · g1 quattro · h1 cinque | a8 cinque · b8 quattro · c8 cinque · d8 quattro · e8 cinque · f8 quattro · g8 cinque · h8 sei · a7 quattro · b7 tre · c7 quattro · d7 tre · e7 quattro · f7 cinque · g7 quattro · h7 cinque · a6 tre · b6 quattro · c6 tre · d6 quattro · e6 tre · f6 quattro · g6 cinque · h6 quattro · a5 due · b5 tre · c5 due · d5 tre · e5 quattro · f5 tre · g5 quattro · h5 cinque · a4 tre · b4 due · c4 tre · d4 due · e4 tre · f4 quattro · g4 tre · h4 quattro · a3 due · b3 uno · c3 quattro · d3 tre · e3 due · f3 tre · g3 quattro · h3 cinque · a2 tre · b2 quattro · c2 uno · d2 due · e2 tre · f2 quattro · g2 tre · h2 quattro · a1 cavallo del bianco · b1 tre · c1 due · d1 tre · e1 due · f1 tre · g1 quattro · h1 cinque | a8 cinque · b8 quattro · c8 cinque · d8 quattro · e8 cinque · f8 quattro · g8 cinque · h8 sei · a7 quattro · b7 tre · c7 quattro · d7 tre · e7 quattro · f7 cinque · g7 quattro · h7 cinque · a6 tre · b6 quattro · c6 tre · d6 quattro · e6 tre · f6 quattro · g6 cinque · h6 quattro · a5 due · b5 tre · c5 due · d5 tre · e5 quattro · f5 tre · g5 quattro · h5 cinque · a4 tre · b4 due · c4 tre · d4 due · e4 tre · f4 quattro · g4 tre · h4 quattro · a3 due · b3 uno · c3 quattro · d3 tre · e3 due · f3 tre · g3 quattro · h3 cinque · a2 tre · b2 quattro · c2 uno · d2 due · e2 tre · f2 quattro · g2 tre · h2 quattro · a1 cavallo del bianco · b1 tre · c1 due · d1 tre · e1 due · f1 tre · g1 quattro · h1 cinque | 1 |
|   | a | b | c | d | e | f | g | h |   |

|   | a | b | c | d | e | f | g | h |   |
| 8 | a8 quattro · b8 tre · c8 due · d8 tre · e8 due · f8 tre · g8 due · h8 tre · a7 tre · b7 due · c7 tre · d7 quattro · e7 uno · f7 due · g7 uno · h7 quattro · a6 quattro · b6 tre · c6 due · d6 uno · e6 due · f6 tre · g6 due · h6 uno · a5 tre · b5 due · c5 tre · d5 due · e5 tre · f5 cavallo del bianco · g5 tre · h5 due · a4 quattro · b4 tre · c4 due · d4 uno · e4 due · f4 tre · g4 due · h4 uno · a3 tre · b3 due · c3 tre · d3 quattro · e3 uno · f3 due · g3 uno · h3 quattro · a2 quattro · b2 tre · c2 due · d2 tre · e2 due · f2 tre · g2 due · h2 tre · a1 tre · b1 quattro · c1 tre · d1 due · e1 tre · f1 due · g1 tre · h1 due | a8 quattro · b8 tre · c8 due · d8 tre · e8 due · f8 tre · g8 due · h8 tre · a7 tre · b7 due · c7 tre · d7 quattro · e7 uno · f7 due · g7 uno · h7 quattro · a6 quattro · b6 tre · c6 due · d6 uno · e6 due · f6 tre · g6 due · h6 uno · a5 tre · b5 due · c5 tre · d5 due · e5 tre · f5 cavallo del bianco · g5 tre · h5 due · a4 quattro · b4 tre · c4 due · d4 uno · e4 due · f4 tre · g4 due · h4 uno · a3 tre · b3 due · c3 tre · d3 quattro · e3 uno · f3 due · g3 uno · h3 quattro · a2 quattro · b2 tre · c2 due · d2 tre · e2 due · f2 tre · g2 due · h2 tre · a1 tre · b1 quattro · c1 tre · d1 due · e1 tre · f1 due · g1 tre · h1 due | a8 quattro · b8 tre · c8 due · d8 tre · e8 due · f8 tre · g8 due · h8 tre · a7 tre · b7 due · c7 tre · d7 quattro · e7 uno · f7 due · g7 uno · h7 quattro · a6 quattro · b6 tre · c6 due · d6 uno · e6 due · f6 tre · g6 due · h6 uno · a5 tre · b5 due · c5 tre · d5 due · e5 tre · f5 cavallo del bianco · g5 tre · h5 due · a4 quattro · b4 tre · c4 due · d4 uno · e4 due · f4 tre · g4 due · h4 uno · a3 tre · b3 due · c3 tre · d3 quattro · e3 uno · f3 due · g3 uno · h3 quattro · a2 quattro · b2 tre · c2 due · d2 tre · e2 due · f2 tre · g2 due · h2 tre · a1 tre · b1 quattro · c1 tre · d1 due · e1 tre · f1 due · g1 tre · h1 due | a8 quattro · b8 tre · c8 due · d8 tre · e8 due · f8 tre · g8 due · h8 tre · a7 tre · b7 due · c7 tre · d7 quattro · e7 uno · f7 due · g7 uno · h7 quattro · a6 quattro · b6 tre · c6 due · d6 uno · e6 due · f6 tre · g6 due · h6 uno · a5 tre · b5 due · c5 tre · d5 due · e5 tre · f5 cavallo del bianco · g5 tre · h5 due · a4 quattro · b4 tre · c4 due · d4 uno · e4 due · f4 tre · g4 due · h4 uno · a3 tre · b3 due · c3 tre · d3 quattro · e3 uno · f3 due · g3 uno · h3 quattro · a2 quattro · b2 tre · c2 due · d2 tre · e2 due · f2 tre · g2 due · h2 tre · a1 tre · b1 quattro · c1 tre · d1 due · e1 tre · f1 due · g1 tre · h1 due | a8 quattro · b8 tre · c8 due · d8 tre · e8 due · f8 tre · g8 due · h8 tre · a7 tre · b7 due · c7 tre · d7 quattro · e7 uno · f7 due · g7 uno · h7 quattro · a6 quattro · b6 tre · c6 due · d6 uno · e6 due · f6 tre · g6 due · h6 uno · a5 tre · b5 due · c5 tre · d5 due · e5 tre · f5 cavallo del bianco · g5 tre · h5 due · a4 quattro · b4 tre · c4 due · d4 uno · e4 due · f4 tre · g4 due · h4 uno · a3 tre · b3 due · c3 tre · d3 quattro · e3 uno · f3 due · g3 uno · h3 quattro · a2 quattro · b2 tre · c2 due · d2 tre · e2 due · f2 tre · g2 due · h2 tre · a1 tre · b1 quattro · c1 tre · d1 due · e1 tre · f1 due · g1 tre · h1 due | a8 quattro · b8 tre · c8 due · d8 tre · e8 due · f8 tre · g8 due · h8 tre · a7 tre · b7 due · c7 tre · d7 quattro · e7 uno · f7 due · g7 uno · h7 quattro · a6 quattro · b6 tre · c6 due · d6 uno · e6 due · f6 tre · g6 due · h6 uno · a5 tre · b5 due · c5 tre · d5 due · e5 tre · f5 cavallo del bianco · g5 tre · h5 due · a4 quattro · b4 tre · c4 due · d4 uno · e4 due · f4 tre · g4 due · h4 uno · a3 tre · b3 due · c3 tre · d3 quattro · e3 uno · f3 due · g3 uno · h3 quattro · a2 quattro · b2 tre · c2 due · d2 tre · e2 due · f2 tre · g2 due · h2 tre · a1 tre · b1 quattro · c1 tre · d1 due · e1 tre · f1 due · g1 tre · h1 due | a8 quattro · b8 tre · c8 due · d8 tre · e8 due · f8 tre · g8 due · h8 tre · a7 tre · b7 due · c7 tre · d7 quattro · e7 uno · f7 due · g7 uno · h7 quattro · a6 quattro · b6 tre · c6 due · d6 uno · e6 due · f6 tre · g6 due · h6 uno · a5 tre · b5 due · c5 tre · d5 due · e5 tre · f5 cavallo del bianco · g5 tre · h5 due · a4 quattro · b4 tre · c4 due · d4 uno · e4 due · f4 tre · g4 due · h4 uno · a3 tre · b3 due · c3 tre · d3 quattro · e3 uno · f3 due · g3 uno · h3 quattro · a2 quattro · b2 tre · c2 due · d2 tre · e2 due · f2 tre · g2 due · h2 tre · a1 tre · b1 quattro · c1 tre · d1 due · e1 tre · f1 due · g1 tre · h1 due | a8 quattro · b8 tre · c8 due · d8 tre · e8 due · f8 tre · g8 due · h8 tre · a7 tre · b7 due · c7 tre · d7 quattro · e7 uno · f7 due · g7 uno · h7 quattro · a6 quattro · b6 tre · c6 due · d6 uno · e6 due · f6 tre · g6 due · h6 uno · a5 tre · b5 due · c5 tre · d5 due · e5 tre · f5 cavallo del bianco · g5 tre · h5 due · a4 quattro · b4 tre · c4 due · d4 uno · e4 due · f4 tre · g4 due · h4 uno · a3 tre · b3 due · c3 tre · d3 quattro · e3 uno · f3 due · g3 uno · h3 quattro · a2 quattro · b2 tre · c2 due · d2 tre · e2 due · f2 tre · g2 due · h2 tre · a1 tre · b1 quattro · c1 tre · d1 due · e1 tre · f1 due · g1 tre · h1 due | 8 |
| 7 | a8 quattro · b8 tre · c8 due · d8 tre · e8 due · f8 tre · g8 due · h8 tre · a7 tre · b7 due · c7 tre · d7 quattro · e7 uno · f7 due · g7 uno · h7 quattro · a6 quattro · b6 tre · c6 due · d6 uno · e6 due · f6 tre · g6 due · h6 uno · a5 tre · b5 due · c5 tre · d5 due · e5 tre · f5 cavallo del bianco · g5 tre · h5 due · a4 quattro · b4 tre · c4 due · d4 uno · e4 due · f4 tre · g4 due · h4 uno · a3 tre · b3 due · c3 tre · d3 quattro · e3 uno · f3 due · g3 uno · h3 quattro · a2 quattro · b2 tre · c2 due · d2 tre · e2 due · f2 tre · g2 due · h2 tre · a1 tre · b1 quattro · c1 tre · d1 due · e1 tre · f1 due · g1 tre · h1 due | a8 quattro · b8 tre · c8 due · d8 tre · e8 due · f8 tre · g8 due · h8 tre · a7 tre · b7 due · c7 tre · d7 quattro · e7 uno · f7 due · g7 uno · h7 quattro · a6 quattro · b6 tre · c6 due · d6 uno · e6 due · f6 tre · g6 due · h6 uno · a5 tre · b5 due · c5 tre · d5 due · e5 tre · f5 cavallo del bianco · g5 tre · h5 due · a4 quattro · b4 tre · c4 due · d4 uno · e4 due · f4 tre · g4 due · h4 uno · a3 tre · b3 due · c3 tre · d3 quattro · e3 uno · f3 due · g3 uno · h3 quattro · a2 quattro · b2 tre · c2 due · d2 tre · e2 due · f2 tre · g2 due · h2 tre · a1 tre · b1 quattro · c1 tre · d1 due · e1 tre · f1 due · g1 tre · h1 due | a8 quattro · b8 tre · c8 due · d8 tre · e8 due · f8 tre · g8 due · h8 tre · a7 tre · b7 due · c7 tre · d7 quattro · e7 uno · f7 due · g7 uno · h7 quattro · a6 quattro · b6 tre · c6 due · d6 uno · e6 due · f6 tre · g6 due · h6 uno · a5 tre · b5 due · c5 tre · d5 due · e5 tre · f5 cavallo del bianco · g5 tre · h5 due · a4 quattro · b4 tre · c4 due · d4 uno · e4 due · f4 tre · g4 due · h4 uno · a3 tre · b3 due · c3 tre · d3 quattro · e3 uno · f3 due · g3 uno · h3 quattro · a2 quattro · b2 tre · c2 due · d2 tre · e2 due · f2 tre · g2 due · h2 tre · a1 tre · b1 quattro · c1 tre · d1 due · e1 tre · f1 due · g1 tre · h1 due | a8 quattro · b8 tre · c8 due · d8 tre · e8 due · f8 tre · g8 due · h8 tre · a7 tre · b7 due · c7 tre · d7 quattro · e7 uno · f7 due · g7 uno · h7 quattro · a6 quattro · b6 tre · c6 due · d6 uno · e6 due · f6 tre · g6 due · h6 uno · a5 tre · b5 due · c5 tre · d5 due · e5 tre · f5 cavallo del bianco · g5 tre · h5 due · a4 quattro · b4 tre · c4 due · d4 uno · e4 due · f4 tre · g4 due · h4 uno · a3 tre · b3 due · c3 tre · d3 quattro · e3 uno · f3 due · g3 uno · h3 quattro · a2 quattro · b2 tre · c2 due · d2 tre · e2 due · f2 tre · g2 due · h2 tre · a1 tre · b1 quattro · c1 tre · d1 due · e1 tre · f1 due · g1 tre · h1 due | a8 quattro · b8 tre · c8 due · d8 tre · e8 due · f8 tre · g8 due · h8 tre · a7 tre · b7 due · c7 tre · d7 quattro · e7 uno · f7 due · g7 uno · h7 quattro · a6 quattro · b6 tre · c6 due · d6 uno · e6 due · f6 tre · g6 due · h6 uno · a5 tre · b5 due · c5 tre · d5 due · e5 tre · f5 cavallo del bianco · g5 tre · h5 due · a4 quattro · b4 tre · c4 due · d4 uno · e4 due · f4 tre · g4 due · h4 uno · a3 tre · b3 due · c3 tre · d3 quattro · e3 uno · f3 due · g3 uno · h3 quattro · a2 quattro · b2 tre · c2 due · d2 tre · e2 due · f2 tre · g2 due · h2 tre · a1 tre · b1 quattro · c1 tre · d1 due · e1 tre · f1 due · g1 tre · h1 due | a8 quattro · b8 tre · c8 due · d8 tre · e8 due · f8 tre · g8 due · h8 tre · a7 tre · b7 due · c7 tre · d7 quattro · e7 uno · f7 due · g7 uno · h7 quattro · a6 quattro · b6 tre · c6 due · d6 uno · e6 due · f6 tre · g6 due · h6 uno · a5 tre · b5 due · c5 tre · d5 due · e5 tre · f5 cavallo del bianco · g5 tre · h5 due · a4 quattro · b4 tre · c4 due · d4 uno · e4 due · f4 tre · g4 due · h4 uno · a3 tre · b3 due · c3 tre · d3 quattro · e3 uno · f3 due · g3 uno · h3 quattro · a2 quattro · b2 tre · c2 due · d2 tre · e2 due · f2 tre · g2 due · h2 tre · a1 tre · b1 quattro · c1 tre · d1 due · e1 tre · f1 due · g1 tre · h1 due | a8 quattro · b8 tre · c8 due · d8 tre · e8 due · f8 tre · g8 due · h8 tre · a7 tre · b7 due · c7 tre · d7 quattro · e7 uno · f7 due · g7 uno · h7 quattro · a6 quattro · b6 tre · c6 due · d6 uno · e6 due · f6 tre · g6 due · h6 uno · a5 tre · b5 due · c5 tre · d5 due · e5 tre · f5 cavallo del bianco · g5 tre · h5 due · a4 quattro · b4 tre · c4 due · d4 uno · e4 due · f4 tre · g4 due · h4 uno · a3 tre · b3 due · c3 tre · d3 quattro · e3 uno · f3 due · g3 uno · h3 quattro · a2 quattro · b2 tre · c2 due · d2 tre · e2 due · f2 tre · g2 due · h2 tre · a1 tre · b1 quattro · c1 tre · d1 due · e1 tre · f1 due · g1 tre · h1 due | a8 quattro · b8 tre · c8 due · d8 tre · e8 due · f8 tre · g8 due · h8 tre · a7 tre · b7 due · c7 tre · d7 quattro · e7 uno · f7 due · g7 uno · h7 quattro · a6 quattro · b6 tre · c6 due · d6 uno · e6 due · f6 tre · g6 due · h6 uno · a5 tre · b5 due · c5 tre · d5 due · e5 tre · f5 cavallo del bianco · g5 tre · h5 due · a4 quattro · b4 tre · c4 due · d4 uno · e4 due · f4 tre · g4 due · h4 uno · a3 tre · b3 due · c3 tre · d3 quattro · e3 uno · f3 due · g3 uno · h3 quattro · a2 quattro · b2 tre · c2 due · d2 tre · e2 due · f2 tre · g2 due · h2 tre · a1 tre · b1 quattro · c1 tre · d1 due · e1 tre · f1 due · g1 tre · h1 due | 7 |
| 6 | a8 quattro · b8 tre · c8 due · d8 tre · e8 due · f8 tre · g8 due · h8 tre · a7 tre · b7 due · c7 tre · d7 quattro · e7 uno · f7 due · g7 uno · h7 quattro · a6 quattro · b6 tre · c6 due · d6 uno · e6 due · f6 tre · g6 due · h6 uno · a5 tre · b5 due · c5 tre · d5 due · e5 tre · f5 cavallo del bianco · g5 tre · h5 due · a4 quattro · b4 tre · c4 due · d4 uno · e4 due · f4 tre · g4 due · h4 uno · a3 tre · b3 due · c3 tre · d3 quattro · e3 uno · f3 due · g3 uno · h3 quattro · a2 quattro · b2 tre · c2 due · d2 tre · e2 due · f2 tre · g2 due · h2 tre · a1 tre · b1 quattro · c1 tre · d1 due · e1 tre · f1 due · g1 tre · h1 due | a8 quattro · b8 tre · c8 due · d8 tre · e8 due · f8 tre · g8 due · h8 tre · a7 tre · b7 due · c7 tre · d7 quattro · e7 uno · f7 due · g7 uno · h7 quattro · a6 quattro · b6 tre · c6 due · d6 uno · e6 due · f6 tre · g6 due · h6 uno · a5 tre · b5 due · c5 tre · d5 due · e5 tre · f5 cavallo del bianco · g5 tre · h5 due · a4 quattro · b4 tre · c4 due · d4 uno · e4 due · f4 tre · g4 due · h4 uno · a3 tre · b3 due · c3 tre · d3 quattro · e3 uno · f3 due · g3 uno · h3 quattro · a2 quattro · b2 tre · c2 due · d2 tre · e2 due · f2 tre · g2 due · h2 tre · a1 tre · b1 quattro · c1 tre · d1 due · e1 tre · f1 due · g1 tre · h1 due | a8 quattro · b8 tre · c8 due · d8 tre · e8 due · f8 tre · g8 due · h8 tre · a7 tre · b7 due · c7 tre · d7 quattro · e7 uno · f7 due · g7 uno · h7 quattro · a6 quattro · b6 tre · c6 due · d6 uno · e6 due · f6 tre · g6 due · h6 uno · a5 tre · b5 due · c5 tre · d5 due · e5 tre · f5 cavallo del bianco · g5 tre · h5 due · a4 quattro · b4 tre · c4 due · d4 uno · e4 due · f4 tre · g4 due · h4 uno · a3 tre · b3 due · c3 tre · d3 quattro · e3 uno · f3 due · g3 uno · h3 quattro · a2 quattro · b2 tre · c2 due · d2 tre · e2 due · f2 tre · g2 due · h2 tre · a1 tre · b1 quattro · c1 tre · d1 due · e1 tre · f1 due · g1 tre · h1 due | a8 quattro · b8 tre · c8 due · d8 tre · e8 due · f8 tre · g8 due · h8 tre · a7 tre · b7 due · c7 tre · d7 quattro · e7 uno · f7 due · g7 uno · h7 quattro · a6 quattro · b6 tre · c6 due · d6 uno · e6 due · f6 tre · g6 due · h6 uno · a5 tre · b5 due · c5 tre · d5 due · e5 tre · f5 cavallo del bianco · g5 tre · h5 due · a4 quattro · b4 tre · c4 due · d4 uno · e4 due · f4 tre · g4 due · h4 uno · a3 tre · b3 due · c3 tre · d3 quattro · e3 uno · f3 due · g3 uno · h3 quattro · a2 quattro · b2 tre · c2 due · d2 tre · e2 due · f2 tre · g2 due · h2 tre · a1 tre · b1 quattro · c1 tre · d1 due · e1 tre · f1 due · g1 tre · h1 due | a8 quattro · b8 tre · c8 due · d8 tre · e8 due · f8 tre · g8 due · h8 tre · a7 tre · b7 due · c7 tre · d7 quattro · e7 uno · f7 due · g7 uno · h7 quattro · a6 quattro · b6 tre · c6 due · d6 uno · e6 due · f6 tre · g6 due · h6 uno · a5 tre · b5 due · c5 tre · d5 due · e5 tre · f5 cavallo del bianco · g5 tre · h5 due · a4 quattro · b4 tre · c4 due · d4 uno · e4 due · f4 tre · g4 due · h4 uno · a3 tre · b3 due · c3 tre · d3 quattro · e3 uno · f3 due · g3 uno · h3 quattro · a2 quattro · b2 tre · c2 due · d2 tre · e2 due · f2 tre · g2 due · h2 tre · a1 tre · b1 quattro · c1 tre · d1 due · e1 tre · f1 due · g1 tre · h1 due | a8 quattro · b8 tre · c8 due · d8 tre · e8 due · f8 tre · g8 due · h8 tre · a7 tre · b7 due · c7 tre · d7 quattro · e7 uno · f7 due · g7 uno · h7 quattro · a6 quattro · b6 tre · c6 due · d6 uno · e6 due · f6 tre · g6 due · h6 uno · a5 tre · b5 due · c5 tre · d5 due · e5 tre · f5 cavallo del bianco · g5 tre · h5 due · a4 quattro · b4 tre · c4 due · d4 uno · e4 due · f4 tre · g4 due · h4 uno · a3 tre · b3 due · c3 tre · d3 quattro · e3 uno · f3 due · g3 uno · h3 quattro · a2 quattro · b2 tre · c2 due · d2 tre · e2 due · f2 tre · g2 due · h2 tre · a1 tre · b1 quattro · c1 tre · d1 due · e1 tre · f1 due · g1 tre · h1 due | a8 quattro · b8 tre · c8 due · d8 tre · e8 due · f8 tre · g8 due · h8 tre · a7 tre · b7 due · c7 tre · d7 quattro · e7 uno · f7 due · g7 uno · h7 quattro · a6 quattro · b6 tre · c6 due · d6 uno · e6 due · f6 tre · g6 due · h6 uno · a5 tre · b5 due · c5 tre · d5 due · e5 tre · f5 cavallo del bianco · g5 tre · h5 due · a4 quattro · b4 tre · c4 due · d4 uno · e4 due · f4 tre · g4 due · h4 uno · a3 tre · b3 due · c3 tre · d3 quattro · e3 uno · f3 due · g3 uno · h3 quattro · a2 quattro · b2 tre · c2 due · d2 tre · e2 due · f2 tre · g2 due · h2 tre · a1 tre · b1 quattro · c1 tre · d1 due · e1 tre · f1 due · g1 tre · h1 due | a8 quattro · b8 tre · c8 due · d8 tre · e8 due · f8 tre · g8 due · h8 tre · a7 tre · b7 due · c7 tre · d7 quattro · e7 uno · f7 due · g7 uno · h7 quattro · a6 quattro · b6 tre · c6 due · d6 uno · e6 due · f6 tre · g6 due · h6 uno · a5 tre · b5 due · c5 tre · d5 due · e5 tre · f5 cavallo del bianco · g5 tre · h5 due · a4 quattro · b4 tre · c4 due · d4 uno · e4 due · f4 tre · g4 due · h4 uno · a3 tre · b3 due · c3 tre · d3 quattro · e3 uno · f3 due · g3 uno · h3 quattro · a2 quattro · b2 tre · c2 due · d2 tre · e2 due · f2 tre · g2 due · h2 tre · a1 tre · b1 quattro · c1 tre · d1 due · e1 tre · f1 due · g1 tre · h1 due | 6 |
| 5 | a8 quattro · b8 tre · c8 due · d8 tre · e8 due · f8 tre · g8 due · h8 tre · a7 tre · b7 due · c7 tre · d7 quattro · e7 uno · f7 due · g7 uno · h7 quattro · a6 quattro · b6 tre · c6 due · d6 uno · e6 due · f6 tre · g6 due · h6 uno · a5 tre · b5 due · c5 tre · d5 due · e5 tre · f5 cavallo del bianco · g5 tre · h5 due · a4 quattro · b4 tre · c4 due · d4 uno · e4 due · f4 tre · g4 due · h4 uno · a3 tre · b3 due · c3 tre · d3 quattro · e3 uno · f3 due · g3 uno · h3 quattro · a2 quattro · b2 tre · c2 due · d2 tre · e2 due · f2 tre · g2 due · h2 tre · a1 tre · b1 quattro · c1 tre · d1 due · e1 tre · f1 due · g1 tre · h1 due | a8 quattro · b8 tre · c8 due · d8 tre · e8 due · f8 tre · g8 due · h8 tre · a7 tre · b7 due · c7 tre · d7 quattro · e7 uno · f7 due · g7 uno · h7 quattro · a6 quattro · b6 tre · c6 due · d6 uno · e6 due · f6 tre · g6 due · h6 uno · a5 tre · b5 due · c5 tre · d5 due · e5 tre · f5 cavallo del bianco · g5 tre · h5 due · a4 quattro · b4 tre · c4 due · d4 uno · e4 due · f4 tre · g4 due · h4 uno · a3 tre · b3 due · c3 tre · d3 quattro · e3 uno · f3 due · g3 uno · h3 quattro · a2 quattro · b2 tre · c2 due · d2 tre · e2 due · f2 tre · g2 due · h2 tre · a1 tre · b1 quattro · c1 tre · d1 due · e1 tre · f1 due · g1 tre · h1 due | a8 quattro · b8 tre · c8 due · d8 tre · e8 due · f8 tre · g8 due · h8 tre · a7 tre · b7 due · c7 tre · d7 quattro · e7 uno · f7 due · g7 uno · h7 quattro · a6 quattro · b6 tre · c6 due · d6 uno · e6 due · f6 tre · g6 due · h6 uno · a5 tre · b5 due · c5 tre · d5 due · e5 tre · f5 cavallo del bianco · g5 tre · h5 due · a4 quattro · b4 tre · c4 due · d4 uno · e4 due · f4 tre · g4 due · h4 uno · a3 tre · b3 due · c3 tre · d3 quattro · e3 uno · f3 due · g3 uno · h3 quattro · a2 quattro · b2 tre · c2 due · d2 tre · e2 due · f2 tre · g2 due · h2 tre · a1 tre · b1 quattro · c1 tre · d1 due · e1 tre · f1 due · g1 tre · h1 due | a8 quattro · b8 tre · c8 due · d8 tre · e8 due · f8 tre · g8 due · h8 tre · a7 tre · b7 due · c7 tre · d7 quattro · e7 uno · f7 due · g7 uno · h7 quattro · a6 quattro · b6 tre · c6 due · d6 uno · e6 due · f6 tre · g6 due · h6 uno · a5 tre · b5 due · c5 tre · d5 due · e5 tre · f5 cavallo del bianco · g5 tre · h5 due · a4 quattro · b4 tre · c4 due · d4 uno · e4 due · f4 tre · g4 due · h4 uno · a3 tre · b3 due · c3 tre · d3 quattro · e3 uno · f3 due · g3 uno · h3 quattro · a2 quattro · b2 tre · c2 due · d2 tre · e2 due · f2 tre · g2 due · h2 tre · a1 tre · b1 quattro · c1 tre · d1 due · e1 tre · f1 due · g1 tre · h1 due | a8 quattro · b8 tre · c8 due · d8 tre · e8 due · f8 tre · g8 due · h8 tre · a7 tre · b7 due · c7 tre · d7 quattro · e7 uno · f7 due · g7 uno · h7 quattro · a6 quattro · b6 tre · c6 due · d6 uno · e6 due · f6 tre · g6 due · h6 uno · a5 tre · b5 due · c5 tre · d5 due · e5 tre · f5 cavallo del bianco · g5 tre · h5 due · a4 quattro · b4 tre · c4 due · d4 uno · e4 due · f4 tre · g4 due · h4 uno · a3 tre · b3 due · c3 tre · d3 quattro · e3 uno · f3 due · g3 uno · h3 quattro · a2 quattro · b2 tre · c2 due · d2 tre · e2 due · f2 tre · g2 due · h2 tre · a1 tre · b1 quattro · c1 tre · d1 due · e1 tre · f1 due · g1 tre · h1 due | a8 quattro · b8 tre · c8 due · d8 tre · e8 due · f8 tre · g8 due · h8 tre · a7 tre · b7 due · c7 tre · d7 quattro · e7 uno · f7 due · g7 uno · h7 quattro · a6 quattro · b6 tre · c6 due · d6 uno · e6 due · f6 tre · g6 due · h6 uno · a5 tre · b5 due · c5 tre · d5 due · e5 tre · f5 cavallo del bianco · g5 tre · h5 due · a4 quattro · b4 tre · c4 due · d4 uno · e4 due · f4 tre · g4 due · h4 uno · a3 tre · b3 due · c3 tre · d3 quattro · e3 uno · f3 due · g3 uno · h3 quattro · a2 quattro · b2 tre · c2 due · d2 tre · e2 due · f2 tre · g2 due · h2 tre · a1 tre · b1 quattro · c1 tre · d1 due · e1 tre · f1 due · g1 tre · h1 due | a8 quattro · b8 tre · c8 due · d8 tre · e8 due · f8 tre · g8 due · h8 tre · a7 tre · b7 due · c7 tre · d7 quattro · e7 uno · f7 due · g7 uno · h7 quattro · a6 quattro · b6 tre · c6 due · d6 uno · e6 due · f6 tre · g6 due · h6 uno · a5 tre · b5 due · c5 tre · d5 due · e5 tre · f5 cavallo del bianco · g5 tre · h5 due · a4 quattro · b4 tre · c4 due · d4 uno · e4 due · f4 tre · g4 due · h4 uno · a3 tre · b3 due · c3 tre · d3 quattro · e3 uno · f3 due · g3 uno · h3 quattro · a2 quattro · b2 tre · c2 due · d2 tre · e2 due · f2 tre · g2 due · h2 tre · a1 tre · b1 quattro · c1 tre · d1 due · e1 tre · f1 due · g1 tre · h1 due | a8 quattro · b8 tre · c8 due · d8 tre · e8 due · f8 tre · g8 due · h8 tre · a7 tre · b7 due · c7 tre · d7 quattro · e7 uno · f7 due · g7 uno · h7 quattro · a6 quattro · b6 tre · c6 due · d6 uno · e6 due · f6 tre · g6 due · h6 uno · a5 tre · b5 due · c5 tre · d5 due · e5 tre · f5 cavallo del bianco · g5 tre · h5 due · a4 quattro · b4 tre · c4 due · d4 uno · e4 due · f4 tre · g4 due · h4 uno · a3 tre · b3 due · c3 tre · d3 quattro · e3 uno · f3 due · g3 uno · h3 quattro · a2 quattro · b2 tre · c2 due · d2 tre · e2 due · f2 tre · g2 due · h2 tre · a1 tre · b1 quattro · c1 tre · d1 due · e1 tre · f1 due · g1 tre · h1 due | 5 |
| 4 | a8 quattro · b8 tre · c8 due · d8 tre · e8 due · f8 tre · g8 due · h8 tre · a7 tre · b7 due · c7 tre · d7 quattro · e7 uno · f7 due · g7 uno · h7 quattro · a6 quattro · b6 tre · c6 due · d6 uno · e6 due · f6 tre · g6 due · h6 uno · a5 tre · b5 due · c5 tre · d5 due · e5 tre · f5 cavallo del bianco · g5 tre · h5 due · a4 quattro · b4 tre · c4 due · d4 uno · e4 due · f4 tre · g4 due · h4 uno · a3 tre · b3 due · c3 tre · d3 quattro · e3 uno · f3 due · g3 uno · h3 quattro · a2 quattro · b2 tre · c2 due · d2 tre · e2 due · f2 tre · g2 due · h2 tre · a1 tre · b1 quattro · c1 tre · d1 due · e1 tre · f1 due · g1 tre · h1 due | a8 quattro · b8 tre · c8 due · d8 tre · e8 due · f8 tre · g8 due · h8 tre · a7 tre · b7 due · c7 tre · d7 quattro · e7 uno · f7 due · g7 uno · h7 quattro · a6 quattro · b6 tre · c6 due · d6 uno · e6 due · f6 tre · g6 due · h6 uno · a5 tre · b5 due · c5 tre · d5 due · e5 tre · f5 cavallo del bianco · g5 tre · h5 due · a4 quattro · b4 tre · c4 due · d4 uno · e4 due · f4 tre · g4 due · h4 uno · a3 tre · b3 due · c3 tre · d3 quattro · e3 uno · f3 due · g3 uno · h3 quattro · a2 quattro · b2 tre · c2 due · d2 tre · e2 due · f2 tre · g2 due · h2 tre · a1 tre · b1 quattro · c1 tre · d1 due · e1 tre · f1 due · g1 tre · h1 due | a8 quattro · b8 tre · c8 due · d8 tre · e8 due · f8 tre · g8 due · h8 tre · a7 tre · b7 due · c7 tre · d7 quattro · e7 uno · f7 due · g7 uno · h7 quattro · a6 quattro · b6 tre · c6 due · d6 uno · e6 due · f6 tre · g6 due · h6 uno · a5 tre · b5 due · c5 tre · d5 due · e5 tre · f5 cavallo del bianco · g5 tre · h5 due · a4 quattro · b4 tre · c4 due · d4 uno · e4 due · f4 tre · g4 due · h4 uno · a3 tre · b3 due · c3 tre · d3 quattro · e3 uno · f3 due · g3 uno · h3 quattro · a2 quattro · b2 tre · c2 due · d2 tre · e2 due · f2 tre · g2 due · h2 tre · a1 tre · b1 quattro · c1 tre · d1 due · e1 tre · f1 due · g1 tre · h1 due | a8 quattro · b8 tre · c8 due · d8 tre · e8 due · f8 tre · g8 due · h8 tre · a7 tre · b7 due · c7 tre · d7 quattro · e7 uno · f7 due · g7 uno · h7 quattro · a6 quattro · b6 tre · c6 due · d6 uno · e6 due · f6 tre · g6 due · h6 uno · a5 tre · b5 due · c5 tre · d5 due · e5 tre · f5 cavallo del bianco · g5 tre · h5 due · a4 quattro · b4 tre · c4 due · d4 uno · e4 due · f4 tre · g4 due · h4 uno · a3 tre · b3 due · c3 tre · d3 quattro · e3 uno · f3 due · g3 uno · h3 quattro · a2 quattro · b2 tre · c2 due · d2 tre · e2 due · f2 tre · g2 due · h2 tre · a1 tre · b1 quattro · c1 tre · d1 due · e1 tre · f1 due · g1 tre · h1 due | a8 quattro · b8 tre · c8 due · d8 tre · e8 due · f8 tre · g8 due · h8 tre · a7 tre · b7 due · c7 tre · d7 quattro · e7 uno · f7 due · g7 uno · h7 quattro · a6 quattro · b6 tre · c6 due · d6 uno · e6 due · f6 tre · g6 due · h6 uno · a5 tre · b5 due · c5 tre · d5 due · e5 tre · f5 cavallo del bianco · g5 tre · h5 due · a4 quattro · b4 tre · c4 due · d4 uno · e4 due · f4 tre · g4 due · h4 uno · a3 tre · b3 due · c3 tre · d3 quattro · e3 uno · f3 due · g3 uno · h3 quattro · a2 quattro · b2 tre · c2 due · d2 tre · e2 due · f2 tre · g2 due · h2 tre · a1 tre · b1 quattro · c1 tre · d1 due · e1 tre · f1 due · g1 tre · h1 due | a8 quattro · b8 tre · c8 due · d8 tre · e8 due · f8 tre · g8 due · h8 tre · a7 tre · b7 due · c7 tre · d7 quattro · e7 uno · f7 due · g7 uno · h7 quattro · a6 quattro · b6 tre · c6 due · d6 uno · e6 due · f6 tre · g6 due · h6 uno · a5 tre · b5 due · c5 tre · d5 due · e5 tre · f5 cavallo del bianco · g5 tre · h5 due · a4 quattro · b4 tre · c4 due · d4 uno · e4 due · f4 tre · g4 due · h4 uno · a3 tre · b3 due · c3 tre · d3 quattro · e3 uno · f3 due · g3 uno · h3 quattro · a2 quattro · b2 tre · c2 due · d2 tre · e2 due · f2 tre · g2 due · h2 tre · a1 tre · b1 quattro · c1 tre · d1 due · e1 tre · f1 due · g1 tre · h1 due | a8 quattro · b8 tre · c8 due · d8 tre · e8 due · f8 tre · g8 due · h8 tre · a7 tre · b7 due · c7 tre · d7 quattro · e7 uno · f7 due · g7 uno · h7 quattro · a6 quattro · b6 tre · c6 due · d6 uno · e6 due · f6 tre · g6 due · h6 uno · a5 tre · b5 due · c5 tre · d5 due · e5 tre · f5 cavallo del bianco · g5 tre · h5 due · a4 quattro · b4 tre · c4 due · d4 uno · e4 due · f4 tre · g4 due · h4 uno · a3 tre · b3 due · c3 tre · d3 quattro · e3 uno · f3 due · g3 uno · h3 quattro · a2 quattro · b2 tre · c2 due · d2 tre · e2 due · f2 tre · g2 due · h2 tre · a1 tre · b1 quattro · c1 tre · d1 due · e1 tre · f1 due · g1 tre · h1 due | a8 quattro · b8 tre · c8 due · d8 tre · e8 due · f8 tre · g8 due · h8 tre · a7 tre · b7 due · c7 tre · d7 quattro · e7 uno · f7 due · g7 uno · h7 quattro · a6 quattro · b6 tre · c6 due · d6 uno · e6 due · f6 tre · g6 due · h6 uno · a5 tre · b5 due · c5 tre · d5 due · e5 tre · f5 cavallo del bianco · g5 tre · h5 due · a4 quattro · b4 tre · c4 due · d4 uno · e4 due · f4 tre · g4 due · h4 uno · a3 tre · b3 due · c3 tre · d3 quattro · e3 uno · f3 due · g3 uno · h3 quattro · a2 quattro · b2 tre · c2 due · d2 tre · e2 due · f2 tre · g2 due · h2 tre · a1 tre · b1 quattro · c1 tre · d1 due · e1 tre · f1 due · g1 tre · h1 due | 4 |
| 3 | a8 quattro · b8 tre · c8 due · d8 tre · e8 due · f8 tre · g8 due · h8 tre · a7 tre · b7 due · c7 tre · d7 quattro · e7 uno · f7 due · g7 uno · h7 quattro · a6 quattro · b6 tre · c6 due · d6 uno · e6 due · f6 tre · g6 due · h6 uno · a5 tre · b5 due · c5 tre · d5 due · e5 tre · f5 cavallo del bianco · g5 tre · h5 due · a4 quattro · b4 tre · c4 due · d4 uno · e4 due · f4 tre · g4 due · h4 uno · a3 tre · b3 due · c3 tre · d3 quattro · e3 uno · f3 due · g3 uno · h3 quattro · a2 quattro · b2 tre · c2 due · d2 tre · e2 due · f2 tre · g2 due · h2 tre · a1 tre · b1 quattro · c1 tre · d1 due · e1 tre · f1 due · g1 tre · h1 due | a8 quattro · b8 tre · c8 due · d8 tre · e8 due · f8 tre · g8 due · h8 tre · a7 tre · b7 due · c7 tre · d7 quattro · e7 uno · f7 due · g7 uno · h7 quattro · a6 quattro · b6 tre · c6 due · d6 uno · e6 due · f6 tre · g6 due · h6 uno · a5 tre · b5 due · c5 tre · d5 due · e5 tre · f5 cavallo del bianco · g5 tre · h5 due · a4 quattro · b4 tre · c4 due · d4 uno · e4 due · f4 tre · g4 due · h4 uno · a3 tre · b3 due · c3 tre · d3 quattro · e3 uno · f3 due · g3 uno · h3 quattro · a2 quattro · b2 tre · c2 due · d2 tre · e2 due · f2 tre · g2 due · h2 tre · a1 tre · b1 quattro · c1 tre · d1 due · e1 tre · f1 due · g1 tre · h1 due | a8 quattro · b8 tre · c8 due · d8 tre · e8 due · f8 tre · g8 due · h8 tre · a7 tre · b7 due · c7 tre · d7 quattro · e7 uno · f7 due · g7 uno · h7 quattro · a6 quattro · b6 tre · c6 due · d6 uno · e6 due · f6 tre · g6 due · h6 uno · a5 tre · b5 due · c5 tre · d5 due · e5 tre · f5 cavallo del bianco · g5 tre · h5 due · a4 quattro · b4 tre · c4 due · d4 uno · e4 due · f4 tre · g4 due · h4 uno · a3 tre · b3 due · c3 tre · d3 quattro · e3 uno · f3 due · g3 uno · h3 quattro · a2 quattro · b2 tre · c2 due · d2 tre · e2 due · f2 tre · g2 due · h2 tre · a1 tre · b1 quattro · c1 tre · d1 due · e1 tre · f1 due · g1 tre · h1 due | a8 quattro · b8 tre · c8 due · d8 tre · e8 due · f8 tre · g8 due · h8 tre · a7 tre · b7 due · c7 tre · d7 quattro · e7 uno · f7 due · g7 uno · h7 quattro · a6 quattro · b6 tre · c6 due · d6 uno · e6 due · f6 tre · g6 due · h6 uno · a5 tre · b5 due · c5 tre · d5 due · e5 tre · f5 cavallo del bianco · g5 tre · h5 due · a4 quattro · b4 tre · c4 due · d4 uno · e4 due · f4 tre · g4 due · h4 uno · a3 tre · b3 due · c3 tre · d3 quattro · e3 uno · f3 due · g3 uno · h3 quattro · a2 quattro · b2 tre · c2 due · d2 tre · e2 due · f2 tre · g2 due · h2 tre · a1 tre · b1 quattro · c1 tre · d1 due · e1 tre · f1 due · g1 tre · h1 due | a8 quattro · b8 tre · c8 due · d8 tre · e8 due · f8 tre · g8 due · h8 tre · a7 tre · b7 due · c7 tre · d7 quattro · e7 uno · f7 due · g7 uno · h7 quattro · a6 quattro · b6 tre · c6 due · d6 uno · e6 due · f6 tre · g6 due · h6 uno · a5 tre · b5 due · c5 tre · d5 due · e5 tre · f5 cavallo del bianco · g5 tre · h5 due · a4 quattro · b4 tre · c4 due · d4 uno · e4 due · f4 tre · g4 due · h4 uno · a3 tre · b3 due · c3 tre · d3 quattro · e3 uno · f3 due · g3 uno · h3 quattro · a2 quattro · b2 tre · c2 due · d2 tre · e2 due · f2 tre · g2 due · h2 tre · a1 tre · b1 quattro · c1 tre · d1 due · e1 tre · f1 due · g1 tre · h1 due | a8 quattro · b8 tre · c8 due · d8 tre · e8 due · f8 tre · g8 due · h8 tre · a7 tre · b7 due · c7 tre · d7 quattro · e7 uno · f7 due · g7 uno · h7 quattro · a6 quattro · b6 tre · c6 due · d6 uno · e6 due · f6 tre · g6 due · h6 uno · a5 tre · b5 due · c5 tre · d5 due · e5 tre · f5 cavallo del bianco · g5 tre · h5 due · a4 quattro · b4 tre · c4 due · d4 uno · e4 due · f4 tre · g4 due · h4 uno · a3 tre · b3 due · c3 tre · d3 quattro · e3 uno · f3 due · g3 uno · h3 quattro · a2 quattro · b2 tre · c2 due · d2 tre · e2 due · f2 tre · g2 due · h2 tre · a1 tre · b1 quattro · c1 tre · d1 due · e1 tre · f1 due · g1 tre · h1 due | a8 quattro · b8 tre · c8 due · d8 tre · e8 due · f8 tre · g8 due · h8 tre · a7 tre · b7 due · c7 tre · d7 quattro · e7 uno · f7 due · g7 uno · h7 quattro · a6 quattro · b6 tre · c6 due · d6 uno · e6 due · f6 tre · g6 due · h6 uno · a5 tre · b5 due · c5 tre · d5 due · e5 tre · f5 cavallo del bianco · g5 tre · h5 due · a4 quattro · b4 tre · c4 due · d4 uno · e4 due · f4 tre · g4 due · h4 uno · a3 tre · b3 due · c3 tre · d3 quattro · e3 uno · f3 due · g3 uno · h3 quattro · a2 quattro · b2 tre · c2 due · d2 tre · e2 due · f2 tre · g2 due · h2 tre · a1 tre · b1 quattro · c1 tre · d1 due · e1 tre · f1 due · g1 tre · h1 due | a8 quattro · b8 tre · c8 due · d8 tre · e8 due · f8 tre · g8 due · h8 tre · a7 tre · b7 due · c7 tre · d7 quattro · e7 uno · f7 due · g7 uno · h7 quattro · a6 quattro · b6 tre · c6 due · d6 uno · e6 due · f6 tre · g6 due · h6 uno · a5 tre · b5 due · c5 tre · d5 due · e5 tre · f5 cavallo del bianco · g5 tre · h5 due · a4 quattro · b4 tre · c4 due · d4 uno · e4 due · f4 tre · g4 due · h4 uno · a3 tre · b3 due · c3 tre · d3 quattro · e3 uno · f3 due · g3 uno · h3 quattro · a2 quattro · b2 tre · c2 due · d2 tre · e2 due · f2 tre · g2 due · h2 tre · a1 tre · b1 quattro · c1 tre · d1 due · e1 tre · f1 due · g1 tre · h1 due | 3 |
| 2 | a8 quattro · b8 tre · c8 due · d8 tre · e8 due · f8 tre · g8 due · h8 tre · a7 tre · b7 due · c7 tre · d7 quattro · e7 uno · f7 due · g7 uno · h7 quattro · a6 quattro · b6 tre · c6 due · d6 uno · e6 due · f6 tre · g6 due · h6 uno · a5 tre · b5 due · c5 tre · d5 due · e5 tre · f5 cavallo del bianco · g5 tre · h5 due · a4 quattro · b4 tre · c4 due · d4 uno · e4 due · f4 tre · g4 due · h4 uno · a3 tre · b3 due · c3 tre · d3 quattro · e3 uno · f3 due · g3 uno · h3 quattro · a2 quattro · b2 tre · c2 due · d2 tre · e2 due · f2 tre · g2 due · h2 tre · a1 tre · b1 quattro · c1 tre · d1 due · e1 tre · f1 due · g1 tre · h1 due | a8 quattro · b8 tre · c8 due · d8 tre · e8 due · f8 tre · g8 due · h8 tre · a7 tre · b7 due · c7 tre · d7 quattro · e7 uno · f7 due · g7 uno · h7 quattro · a6 quattro · b6 tre · c6 due · d6 uno · e6 due · f6 tre · g6 due · h6 uno · a5 tre · b5 due · c5 tre · d5 due · e5 tre · f5 cavallo del bianco · g5 tre · h5 due · a4 quattro · b4 tre · c4 due · d4 uno · e4 due · f4 tre · g4 due · h4 uno · a3 tre · b3 due · c3 tre · d3 quattro · e3 uno · f3 due · g3 uno · h3 quattro · a2 quattro · b2 tre · c2 due · d2 tre · e2 due · f2 tre · g2 due · h2 tre · a1 tre · b1 quattro · c1 tre · d1 due · e1 tre · f1 due · g1 tre · h1 due | a8 quattro · b8 tre · c8 due · d8 tre · e8 due · f8 tre · g8 due · h8 tre · a7 tre · b7 due · c7 tre · d7 quattro · e7 uno · f7 due · g7 uno · h7 quattro · a6 quattro · b6 tre · c6 due · d6 uno · e6 due · f6 tre · g6 due · h6 uno · a5 tre · b5 due · c5 tre · d5 due · e5 tre · f5 cavallo del bianco · g5 tre · h5 due · a4 quattro · b4 tre · c4 due · d4 uno · e4 due · f4 tre · g4 due · h4 uno · a3 tre · b3 due · c3 tre · d3 quattro · e3 uno · f3 due · g3 uno · h3 quattro · a2 quattro · b2 tre · c2 due · d2 tre · e2 due · f2 tre · g2 due · h2 tre · a1 tre · b1 quattro · c1 tre · d1 due · e1 tre · f1 due · g1 tre · h1 due | a8 quattro · b8 tre · c8 due · d8 tre · e8 due · f8 tre · g8 due · h8 tre · a7 tre · b7 due · c7 tre · d7 quattro · e7 uno · f7 due · g7 uno · h7 quattro · a6 quattro · b6 tre · c6 due · d6 uno · e6 due · f6 tre · g6 due · h6 uno · a5 tre · b5 due · c5 tre · d5 due · e5 tre · f5 cavallo del bianco · g5 tre · h5 due · a4 quattro · b4 tre · c4 due · d4 uno · e4 due · f4 tre · g4 due · h4 uno · a3 tre · b3 due · c3 tre · d3 quattro · e3 uno · f3 due · g3 uno · h3 quattro · a2 quattro · b2 tre · c2 due · d2 tre · e2 due · f2 tre · g2 due · h2 tre · a1 tre · b1 quattro · c1 tre · d1 due · e1 tre · f1 due · g1 tre · h1 due | a8 quattro · b8 tre · c8 due · d8 tre · e8 due · f8 tre · g8 due · h8 tre · a7 tre · b7 due · c7 tre · d7 quattro · e7 uno · f7 due · g7 uno · h7 quattro · a6 quattro · b6 tre · c6 due · d6 uno · e6 due · f6 tre · g6 due · h6 uno · a5 tre · b5 due · c5 tre · d5 due · e5 tre · f5 cavallo del bianco · g5 tre · h5 due · a4 quattro · b4 tre · c4 due · d4 uno · e4 due · f4 tre · g4 due · h4 uno · a3 tre · b3 due · c3 tre · d3 quattro · e3 uno · f3 due · g3 uno · h3 quattro · a2 quattro · b2 tre · c2 due · d2 tre · e2 due · f2 tre · g2 due · h2 tre · a1 tre · b1 quattro · c1 tre · d1 due · e1 tre · f1 due · g1 tre · h1 due | a8 quattro · b8 tre · c8 due · d8 tre · e8 due · f8 tre · g8 due · h8 tre · a7 tre · b7 due · c7 tre · d7 quattro · e7 uno · f7 due · g7 uno · h7 quattro · a6 quattro · b6 tre · c6 due · d6 uno · e6 due · f6 tre · g6 due · h6 uno · a5 tre · b5 due · c5 tre · d5 due · e5 tre · f5 cavallo del bianco · g5 tre · h5 due · a4 quattro · b4 tre · c4 due · d4 uno · e4 due · f4 tre · g4 due · h4 uno · a3 tre · b3 due · c3 tre · d3 quattro · e3 uno · f3 due · g3 uno · h3 quattro · a2 quattro · b2 tre · c2 due · d2 tre · e2 due · f2 tre · g2 due · h2 tre · a1 tre · b1 quattro · c1 tre · d1 due · e1 tre · f1 due · g1 tre · h1 due | a8 quattro · b8 tre · c8 due · d8 tre · e8 due · f8 tre · g8 due · h8 tre · a7 tre · b7 due · c7 tre · d7 quattro · e7 uno · f7 due · g7 uno · h7 quattro · a6 quattro · b6 tre · c6 due · d6 uno · e6 due · f6 tre · g6 due · h6 uno · a5 tre · b5 due · c5 tre · d5 due · e5 tre · f5 cavallo del bianco · g5 tre · h5 due · a4 quattro · b4 tre · c4 due · d4 uno · e4 due · f4 tre · g4 due · h4 uno · a3 tre · b3 due · c3 tre · d3 quattro · e3 uno · f3 due · g3 uno · h3 quattro · a2 quattro · b2 tre · c2 due · d2 tre · e2 due · f2 tre · g2 due · h2 tre · a1 tre · b1 quattro · c1 tre · d1 due · e1 tre · f1 due · g1 tre · h1 due | a8 quattro · b8 tre · c8 due · d8 tre · e8 due · f8 tre · g8 due · h8 tre · a7 tre · b7 due · c7 tre · d7 quattro · e7 uno · f7 due · g7 uno · h7 quattro · a6 quattro · b6 tre · c6 due · d6 uno · e6 due · f6 tre · g6 due · h6 uno · a5 tre · b5 due · c5 tre · d5 due · e5 tre · f5 cavallo del bianco · g5 tre · h5 due · a4 quattro · b4 tre · c4 due · d4 uno · e4 due · f4 tre · g4 due · h4 uno · a3 tre · b3 due · c3 tre · d3 quattro · e3 uno · f3 due · g3 uno · h3 quattro · a2 quattro · b2 tre · c2 due · d2 tre · e2 due · f2 tre · g2 due · h2 tre · a1 tre · b1 quattro · c1 tre · d1 due · e1 tre · f1 due · g1 tre · h1 due | 2 |
| 1 | a8 quattro · b8 tre · c8 due · d8 tre · e8 due · f8 tre · g8 due · h8 tre · a7 tre · b7 due · c7 tre · d7 quattro · e7 uno · f7 due · g7 uno · h7 quattro · a6 quattro · b6 tre · c6 due · d6 uno · e6 due · f6 tre · g6 due · h6 uno · a5 tre · b5 due · c5 tre · d5 due · e5 tre · f5 cavallo del bianco · g5 tre · h5 due · a4 quattro · b4 tre · c4 due · d4 uno · e4 due · f4 tre · g4 due · h4 uno · a3 tre · b3 due · c3 tre · d3 quattro · e3 uno · f3 due · g3 uno · h3 quattro · a2 quattro · b2 tre · c2 due · d2 tre · e2 due · f2 tre · g2 due · h2 tre · a1 tre · b1 quattro · c1 tre · d1 due · e1 tre · f1 due · g1 tre · h1 due | a8 quattro · b8 tre · c8 due · d8 tre · e8 due · f8 tre · g8 due · h8 tre · a7 tre · b7 due · c7 tre · d7 quattro · e7 uno · f7 due · g7 uno · h7 quattro · a6 quattro · b6 tre · c6 due · d6 uno · e6 due · f6 tre · g6 due · h6 uno · a5 tre · b5 due · c5 tre · d5 due · e5 tre · f5 cavallo del bianco · g5 tre · h5 due · a4 quattro · b4 tre · c4 due · d4 uno · e4 due · f4 tre · g4 due · h4 uno · a3 tre · b3 due · c3 tre · d3 quattro · e3 uno · f3 due · g3 uno · h3 quattro · a2 quattro · b2 tre · c2 due · d2 tre · e2 due · f2 tre · g2 due · h2 tre · a1 tre · b1 quattro · c1 tre · d1 due · e1 tre · f1 due · g1 tre · h1 due | a8 quattro · b8 tre · c8 due · d8 tre · e8 due · f8 tre · g8 due · h8 tre · a7 tre · b7 due · c7 tre · d7 quattro · e7 uno · f7 due · g7 uno · h7 quattro · a6 quattro · b6 tre · c6 due · d6 uno · e6 due · f6 tre · g6 due · h6 uno · a5 tre · b5 due · c5 tre · d5 due · e5 tre · f5 cavallo del bianco · g5 tre · h5 due · a4 quattro · b4 tre · c4 due · d4 uno · e4 due · f4 tre · g4 due · h4 uno · a3 tre · b3 due · c3 tre · d3 quattro · e3 uno · f3 due · g3 uno · h3 quattro · a2 quattro · b2 tre · c2 due · d2 tre · e2 due · f2 tre · g2 due · h2 tre · a1 tre · b1 quattro · c1 tre · d1 due · e1 tre · f1 due · g1 tre · h1 due | a8 quattro · b8 tre · c8 due · d8 tre · e8 due · f8 tre · g8 due · h8 tre · a7 tre · b7 due · c7 tre · d7 quattro · e7 uno · f7 due · g7 uno · h7 quattro · a6 quattro · b6 tre · c6 due · d6 uno · e6 due · f6 tre · g6 due · h6 uno · a5 tre · b5 due · c5 tre · d5 due · e5 tre · f5 cavallo del bianco · g5 tre · h5 due · a4 quattro · b4 tre · c4 due · d4 uno · e4 due · f4 tre · g4 due · h4 uno · a3 tre · b3 due · c3 tre · d3 quattro · e3 uno · f3 due · g3 uno · h3 quattro · a2 quattro · b2 tre · c2 due · d2 tre · e2 due · f2 tre · g2 due · h2 tre · a1 tre · b1 quattro · c1 tre · d1 due · e1 tre · f1 due · g1 tre · h1 due | a8 quattro · b8 tre · c8 due · d8 tre · e8 due · f8 tre · g8 due · h8 tre · a7 tre · b7 due · c7 tre · d7 quattro · e7 uno · f7 due · g7 uno · h7 quattro · a6 quattro · b6 tre · c6 due · d6 uno · e6 due · f6 tre · g6 due · h6 uno · a5 tre · b5 due · c5 tre · d5 due · e5 tre · f5 cavallo del bianco · g5 tre · h5 due · a4 quattro · b4 tre · c4 due · d4 uno · e4 due · f4 tre · g4 due · h4 uno · a3 tre · b3 due · c3 tre · d3 quattro · e3 uno · f3 due · g3 uno · h3 quattro · a2 quattro · b2 tre · c2 due · d2 tre · e2 due · f2 tre · g2 due · h2 tre · a1 tre · b1 quattro · c1 tre · d1 due · e1 tre · f1 due · g1 tre · h1 due | a8 quattro · b8 tre · c8 due · d8 tre · e8 due · f8 tre · g8 due · h8 tre · a7 tre · b7 due · c7 tre · d7 quattro · e7 uno · f7 due · g7 uno · h7 quattro · a6 quattro · b6 tre · c6 due · d6 uno · e6 due · f6 tre · g6 due · h6 uno · a5 tre · b5 due · c5 tre · d5 due · e5 tre · f5 cavallo del bianco · g5 tre · h5 due · a4 quattro · b4 tre · c4 due · d4 uno · e4 due · f4 tre · g4 due · h4 uno · a3 tre · b3 due · c3 tre · d3 quattro · e3 uno · f3 due · g3 uno · h3 quattro · a2 quattro · b2 tre · c2 due · d2 tre · e2 due · f2 tre · g2 due · h2 tre · a1 tre · b1 quattro · c1 tre · d1 due · e1 tre · f1 due · g1 tre · h1 due | a8 quattro · b8 tre · c8 due · d8 tre · e8 due · f8 tre · g8 due · h8 tre · a7 tre · b7 due · c7 tre · d7 quattro · e7 uno · f7 due · g7 uno · h7 quattro · a6 quattro · b6 tre · c6 due · d6 uno · e6 due · f6 tre · g6 due · h6 uno · a5 tre · b5 due · c5 tre · d5 due · e5 tre · f5 cavallo del bianco · g5 tre · h5 due · a4 quattro · b4 tre · c4 due · d4 uno · e4 due · f4 tre · g4 due · h4 uno · a3 tre · b3 due · c3 tre · d3 quattro · e3 uno · f3 due · g3 uno · h3 quattro · a2 quattro · b2 tre · c2 due · d2 tre · e2 due · f2 tre · g2 due · h2 tre · a1 tre · b1 quattro · c1 tre · d1 due · e1 tre · f1 due · g1 tre · h1 due | a8 quattro · b8 tre · c8 due · d8 tre · e8 due · f8 tre · g8 due · h8 tre · a7 tre · b7 due · c7 tre · d7 quattro · e7 uno · f7 due · g7 uno · h7 quattro · a6 quattro · b6 tre · c6 due · d6 uno · e6 due · f6 tre · g6 due · h6 uno · a5 tre · b5 due · c5 tre · d5 due · e5 tre · f5 cavallo del bianco · g5 tre · h5 due · a4 quattro · b4 tre · c4 due · d4 uno · e4 due · f4 tre · g4 due · h4 uno · a3 tre · b3 due · c3 tre · d3 quattro · e3 uno · f3 due · g3 uno · h3 quattro · a2 quattro · b2 tre · c2 due · d2 tre · e2 due · f2 tre · g2 due · h2 tre · a1 tre · b1 quattro · c1 tre · d1 due · e1 tre · f1 due · g1 tre · h1 due | 1 |
|   | a | b | c | d | e | f | g | h |   |

|   | a | b | c | d | e | f | g | h |   |
| 8 | c8 cerchio nero · e8 cerchio nero · g8 cerchio nero · b7 cerchio nero · e7 cerchio nero · f7 cerchio nero · g7 cerchio nero · c6 cerchio nero · d6 cerchio nero · e6 cerchio nero · g6 cerchio nero · h6 cerchio nero · b5 cerchio nero · d5 cerchio nero · f5 cavallo del nero · h5 cerchio nero · c4 cerchio nero · d4 cerchio nero · e4 cerchio nero · g4 cerchio nero · h4 cerchio nero · b3 cerchio nero · e3 cerchio nero · f3 cerchio nero · g3 cerchio nero · c2 cerchio nero · e2 cerchio nero · g2 cerchio nero · d1 cerchio nero · f1 cerchio nero · h1 cerchio nero | c8 cerchio nero · e8 cerchio nero · g8 cerchio nero · b7 cerchio nero · e7 cerchio nero · f7 cerchio nero · g7 cerchio nero · c6 cerchio nero · d6 cerchio nero · e6 cerchio nero · g6 cerchio nero · h6 cerchio nero · b5 cerchio nero · d5 cerchio nero · f5 cavallo del nero · h5 cerchio nero · c4 cerchio nero · d4 cerchio nero · e4 cerchio nero · g4 cerchio nero · h4 cerchio nero · b3 cerchio nero · e3 cerchio nero · f3 cerchio nero · g3 cerchio nero · c2 cerchio nero · e2 cerchio nero · g2 cerchio nero · d1 cerchio nero · f1 cerchio nero · h1 cerchio nero | c8 cerchio nero · e8 cerchio nero · g8 cerchio nero · b7 cerchio nero · e7 cerchio nero · f7 cerchio nero · g7 cerchio nero · c6 cerchio nero · d6 cerchio nero · e6 cerchio nero · g6 cerchio nero · h6 cerchio nero · b5 cerchio nero · d5 cerchio nero · f5 cavallo del nero · h5 cerchio nero · c4 cerchio nero · d4 cerchio nero · e4 cerchio nero · g4 cerchio nero · h4 cerchio nero · b3 cerchio nero · e3 cerchio nero · f3 cerchio nero · g3 cerchio nero · c2 cerchio nero · e2 cerchio nero · g2 cerchio nero · d1 cerchio nero · f1 cerchio nero · h1 cerchio nero | c8 cerchio nero · e8 cerchio nero · g8 cerchio nero · b7 cerchio nero · e7 cerchio nero · f7 cerchio nero · g7 cerchio nero · c6 cerchio nero · d6 cerchio nero · e6 cerchio nero · g6 cerchio nero · h6 cerchio nero · b5 cerchio nero · d5 cerchio nero · f5 cavallo del nero · h5 cerchio nero · c4 cerchio nero · d4 cerchio nero · e4 cerchio nero · g4 cerchio nero · h4 cerchio nero · b3 cerchio nero · e3 cerchio nero · f3 cerchio nero · g3 cerchio nero · c2 cerchio nero · e2 cerchio nero · g2 cerchio nero · d1 cerchio nero · f1 cerchio nero · h1 cerchio nero | c8 cerchio nero · e8 cerchio nero · g8 cerchio nero · b7 cerchio nero · e7 cerchio nero · f7 cerchio nero · g7 cerchio nero · c6 cerchio nero · d6 cerchio nero · e6 cerchio nero · g6 cerchio nero · h6 cerchio nero · b5 cerchio nero · d5 cerchio nero · f5 cavallo del nero · h5 cerchio nero · c4 cerchio nero · d4 cerchio nero · e4 cerchio nero · g4 cerchio nero · h4 cerchio nero · b3 cerchio nero · e3 cerchio nero · f3 cerchio nero · g3 cerchio nero · c2 cerchio nero · e2 cerchio nero · g2 cerchio nero · d1 cerchio nero · f1 cerchio nero · h1 cerchio nero | c8 cerchio nero · e8 cerchio nero · g8 cerchio nero · b7 cerchio nero · e7 cerchio nero · f7 cerchio nero · g7 cerchio nero · c6 cerchio nero · d6 cerchio nero · e6 cerchio nero · g6 cerchio nero · h6 cerchio nero · b5 cerchio nero · d5 cerchio nero · f5 cavallo del nero · h5 cerchio nero · c4 cerchio nero · d4 cerchio nero · e4 cerchio nero · g4 cerchio nero · h4 cerchio nero · b3 cerchio nero · e3 cerchio nero · f3 cerchio nero · g3 cerchio nero · c2 cerchio nero · e2 cerchio nero · g2 cerchio nero · d1 cerchio nero · f1 cerchio nero · h1 cerchio nero | c8 cerchio nero · e8 cerchio nero · g8 cerchio nero · b7 cerchio nero · e7 cerchio nero · f7 cerchio nero · g7 cerchio nero · c6 cerchio nero · d6 cerchio nero · e6 cerchio nero · g6 cerchio nero · h6 cerchio nero · b5 cerchio nero · d5 cerchio nero · f5 cavallo del nero · h5 cerchio nero · c4 cerchio nero · d4 cerchio nero · e4 cerchio nero · g4 cerchio nero · h4 cerchio nero · b3 cerchio nero · e3 cerchio nero · f3 cerchio nero · g3 cerchio nero · c2 cerchio nero · e2 cerchio nero · g2 cerchio nero · d1 cerchio nero · f1 cerchio nero · h1 cerchio nero | c8 cerchio nero · e8 cerchio nero · g8 cerchio nero · b7 cerchio nero · e7 cerchio nero · f7 cerchio nero · g7 cerchio nero · c6 cerchio nero · d6 cerchio nero · e6 cerchio nero · g6 cerchio nero · h6 cerchio nero · b5 cerchio nero · d5 cerchio nero · f5 cavallo del nero · h5 cerchio nero · c4 cerchio nero · d4 cerchio nero · e4 cerchio nero · g4 cerchio nero · h4 cerchio nero · b3 cerchio nero · e3 cerchio nero · f3 cerchio nero · g3 cerchio nero · c2 cerchio nero · e2 cerchio nero · g2 cerchio nero · d1 cerchio nero · f1 cerchio nero · h1 cerchio nero | 8 |
| 7 | c8 cerchio nero · e8 cerchio nero · g8 cerchio nero · b7 cerchio nero · e7 cerchio nero · f7 cerchio nero · g7 cerchio nero · c6 cerchio nero · d6 cerchio nero · e6 cerchio nero · g6 cerchio nero · h6 cerchio nero · b5 cerchio nero · d5 cerchio nero · f5 cavallo del nero · h5 cerchio nero · c4 cerchio nero · d4 cerchio nero · e4 cerchio nero · g4 cerchio nero · h4 cerchio nero · b3 cerchio nero · e3 cerchio nero · f3 cerchio nero · g3 cerchio nero · c2 cerchio nero · e2 cerchio nero · g2 cerchio nero · d1 cerchio nero · f1 cerchio nero · h1 cerchio nero | c8 cerchio nero · e8 cerchio nero · g8 cerchio nero · b7 cerchio nero · e7 cerchio nero · f7 cerchio nero · g7 cerchio nero · c6 cerchio nero · d6 cerchio nero · e6 cerchio nero · g6 cerchio nero · h6 cerchio nero · b5 cerchio nero · d5 cerchio nero · f5 cavallo del nero · h5 cerchio nero · c4 cerchio nero · d4 cerchio nero · e4 cerchio nero · g4 cerchio nero · h4 cerchio nero · b3 cerchio nero · e3 cerchio nero · f3 cerchio nero · g3 cerchio nero · c2 cerchio nero · e2 cerchio nero · g2 cerchio nero · d1 cerchio nero · f1 cerchio nero · h1 cerchio nero | c8 cerchio nero · e8 cerchio nero · g8 cerchio nero · b7 cerchio nero · e7 cerchio nero · f7 cerchio nero · g7 cerchio nero · c6 cerchio nero · d6 cerchio nero · e6 cerchio nero · g6 cerchio nero · h6 cerchio nero · b5 cerchio nero · d5 cerchio nero · f5 cavallo del nero · h5 cerchio nero · c4 cerchio nero · d4 cerchio nero · e4 cerchio nero · g4 cerchio nero · h4 cerchio nero · b3 cerchio nero · e3 cerchio nero · f3 cerchio nero · g3 cerchio nero · c2 cerchio nero · e2 cerchio nero · g2 cerchio nero · d1 cerchio nero · f1 cerchio nero · h1 cerchio nero | c8 cerchio nero · e8 cerchio nero · g8 cerchio nero · b7 cerchio nero · e7 cerchio nero · f7 cerchio nero · g7 cerchio nero · c6 cerchio nero · d6 cerchio nero · e6 cerchio nero · g6 cerchio nero · h6 cerchio nero · b5 cerchio nero · d5 cerchio nero · f5 cavallo del nero · h5 cerchio nero · c4 cerchio nero · d4 cerchio nero · e4 cerchio nero · g4 cerchio nero · h4 cerchio nero · b3 cerchio nero · e3 cerchio nero · f3 cerchio nero · g3 cerchio nero · c2 cerchio nero · e2 cerchio nero · g2 cerchio nero · d1 cerchio nero · f1 cerchio nero · h1 cerchio nero | c8 cerchio nero · e8 cerchio nero · g8 cerchio nero · b7 cerchio nero · e7 cerchio nero · f7 cerchio nero · g7 cerchio nero · c6 cerchio nero · d6 cerchio nero · e6 cerchio nero · g6 cerchio nero · h6 cerchio nero · b5 cerchio nero · d5 cerchio nero · f5 cavallo del nero · h5 cerchio nero · c4 cerchio nero · d4 cerchio nero · e4 cerchio nero · g4 cerchio nero · h4 cerchio nero · b3 cerchio nero · e3 cerchio nero · f3 cerchio nero · g3 cerchio nero · c2 cerchio nero · e2 cerchio nero · g2 cerchio nero · d1 cerchio nero · f1 cerchio nero · h1 cerchio nero | c8 cerchio nero · e8 cerchio nero · g8 cerchio nero · b7 cerchio nero · e7 cerchio nero · f7 cerchio nero · g7 cerchio nero · c6 cerchio nero · d6 cerchio nero · e6 cerchio nero · g6 cerchio nero · h6 cerchio nero · b5 cerchio nero · d5 cerchio nero · f5 cavallo del nero · h5 cerchio nero · c4 cerchio nero · d4 cerchio nero · e4 cerchio nero · g4 cerchio nero · h4 cerchio nero · b3 cerchio nero · e3 cerchio nero · f3 cerchio nero · g3 cerchio nero · c2 cerchio nero · e2 cerchio nero · g2 cerchio nero · d1 cerchio nero · f1 cerchio nero · h1 cerchio nero | c8 cerchio nero · e8 cerchio nero · g8 cerchio nero · b7 cerchio nero · e7 cerchio nero · f7 cerchio nero · g7 cerchio nero · c6 cerchio nero · d6 cerchio nero · e6 cerchio nero · g6 cerchio nero · h6 cerchio nero · b5 cerchio nero · d5 cerchio nero · f5 cavallo del nero · h5 cerchio nero · c4 cerchio nero · d4 cerchio nero · e4 cerchio nero · g4 cerchio nero · h4 cerchio nero · b3 cerchio nero · e3 cerchio nero · f3 cerchio nero · g3 cerchio nero · c2 cerchio nero · e2 cerchio nero · g2 cerchio nero · d1 cerchio nero · f1 cerchio nero · h1 cerchio nero | c8 cerchio nero · e8 cerchio nero · g8 cerchio nero · b7 cerchio nero · e7 cerchio nero · f7 cerchio nero · g7 cerchio nero · c6 cerchio nero · d6 cerchio nero · e6 cerchio nero · g6 cerchio nero · h6 cerchio nero · b5 cerchio nero · d5 cerchio nero · f5 cavallo del nero · h5 cerchio nero · c4 cerchio nero · d4 cerchio nero · e4 cerchio nero · g4 cerchio nero · h4 cerchio nero · b3 cerchio nero · e3 cerchio nero · f3 cerchio nero · g3 cerchio nero · c2 cerchio nero · e2 cerchio nero · g2 cerchio nero · d1 cerchio nero · f1 cerchio nero · h1 cerchio nero | 7 |
| 6 | c8 cerchio nero · e8 cerchio nero · g8 cerchio nero · b7 cerchio nero · e7 cerchio nero · f7 cerchio nero · g7 cerchio nero · c6 cerchio nero · d6 cerchio nero · e6 cerchio nero · g6 cerchio nero · h6 cerchio nero · b5 cerchio nero · d5 cerchio nero · f5 cavallo del nero · h5 cerchio nero · c4 cerchio nero · d4 cerchio nero · e4 cerchio nero · g4 cerchio nero · h4 cerchio nero · b3 cerchio nero · e3 cerchio nero · f3 cerchio nero · g3 cerchio nero · c2 cerchio nero · e2 cerchio nero · g2 cerchio nero · d1 cerchio nero · f1 cerchio nero · h1 cerchio nero | c8 cerchio nero · e8 cerchio nero · g8 cerchio nero · b7 cerchio nero · e7 cerchio nero · f7 cerchio nero · g7 cerchio nero · c6 cerchio nero · d6 cerchio nero · e6 cerchio nero · g6 cerchio nero · h6 cerchio nero · b5 cerchio nero · d5 cerchio nero · f5 cavallo del nero · h5 cerchio nero · c4 cerchio nero · d4 cerchio nero · e4 cerchio nero · g4 cerchio nero · h4 cerchio nero · b3 cerchio nero · e3 cerchio nero · f3 cerchio nero · g3 cerchio nero · c2 cerchio nero · e2 cerchio nero · g2 cerchio nero · d1 cerchio nero · f1 cerchio nero · h1 cerchio nero | c8 cerchio nero · e8 cerchio nero · g8 cerchio nero · b7 cerchio nero · e7 cerchio nero · f7 cerchio nero · g7 cerchio nero · c6 cerchio nero · d6 cerchio nero · e6 cerchio nero · g6 cerchio nero · h6 cerchio nero · b5 cerchio nero · d5 cerchio nero · f5 cavallo del nero · h5 cerchio nero · c4 cerchio nero · d4 cerchio nero · e4 cerchio nero · g4 cerchio nero · h4 cerchio nero · b3 cerchio nero · e3 cerchio nero · f3 cerchio nero · g3 cerchio nero · c2 cerchio nero · e2 cerchio nero · g2 cerchio nero · d1 cerchio nero · f1 cerchio nero · h1 cerchio nero | c8 cerchio nero · e8 cerchio nero · g8 cerchio nero · b7 cerchio nero · e7 cerchio nero · f7 cerchio nero · g7 cerchio nero · c6 cerchio nero · d6 cerchio nero · e6 cerchio nero · g6 cerchio nero · h6 cerchio nero · b5 cerchio nero · d5 cerchio nero · f5 cavallo del nero · h5 cerchio nero · c4 cerchio nero · d4 cerchio nero · e4 cerchio nero · g4 cerchio nero · h4 cerchio nero · b3 cerchio nero · e3 cerchio nero · f3 cerchio nero · g3 cerchio nero · c2 cerchio nero · e2 cerchio nero · g2 cerchio nero · d1 cerchio nero · f1 cerchio nero · h1 cerchio nero | c8 cerchio nero · e8 cerchio nero · g8 cerchio nero · b7 cerchio nero · e7 cerchio nero · f7 cerchio nero · g7 cerchio nero · c6 cerchio nero · d6 cerchio nero · e6 cerchio nero · g6 cerchio nero · h6 cerchio nero · b5 cerchio nero · d5 cerchio nero · f5 cavallo del nero · h5 cerchio nero · c4 cerchio nero · d4 cerchio nero · e4 cerchio nero · g4 cerchio nero · h4 cerchio nero · b3 cerchio nero · e3 cerchio nero · f3 cerchio nero · g3 cerchio nero · c2 cerchio nero · e2 cerchio nero · g2 cerchio nero · d1 cerchio nero · f1 cerchio nero · h1 cerchio nero | c8 cerchio nero · e8 cerchio nero · g8 cerchio nero · b7 cerchio nero · e7 cerchio nero · f7 cerchio nero · g7 cerchio nero · c6 cerchio nero · d6 cerchio nero · e6 cerchio nero · g6 cerchio nero · h6 cerchio nero · b5 cerchio nero · d5 cerchio nero · f5 cavallo del nero · h5 cerchio nero · c4 cerchio nero · d4 cerchio nero · e4 cerchio nero · g4 cerchio nero · h4 cerchio nero · b3 cerchio nero · e3 cerchio nero · f3 cerchio nero · g3 cerchio nero · c2 cerchio nero · e2 cerchio nero · g2 cerchio nero · d1 cerchio nero · f1 cerchio nero · h1 cerchio nero | c8 cerchio nero · e8 cerchio nero · g8 cerchio nero · b7 cerchio nero · e7 cerchio nero · f7 cerchio nero · g7 cerchio nero · c6 cerchio nero · d6 cerchio nero · e6 cerchio nero · g6 cerchio nero · h6 cerchio nero · b5 cerchio nero · d5 cerchio nero · f5 cavallo del nero · h5 cerchio nero · c4 cerchio nero · d4 cerchio nero · e4 cerchio nero · g4 cerchio nero · h4 cerchio nero · b3 cerchio nero · e3 cerchio nero · f3 cerchio nero · g3 cerchio nero · c2 cerchio nero · e2 cerchio nero · g2 cerchio nero · d1 cerchio nero · f1 cerchio nero · h1 cerchio nero | c8 cerchio nero · e8 cerchio nero · g8 cerchio nero · b7 cerchio nero · e7 cerchio nero · f7 cerchio nero · g7 cerchio nero · c6 cerchio nero · d6 cerchio nero · e6 cerchio nero · g6 cerchio nero · h6 cerchio nero · b5 cerchio nero · d5 cerchio nero · f5 cavallo del nero · h5 cerchio nero · c4 cerchio nero · d4 cerchio nero · e4 cerchio nero · g4 cerchio nero · h4 cerchio nero · b3 cerchio nero · e3 cerchio nero · f3 cerchio nero · g3 cerchio nero · c2 cerchio nero · e2 cerchio nero · g2 cerchio nero · d1 cerchio nero · f1 cerchio nero · h1 cerchio nero | 6 |
| 5 | c8 cerchio nero · e8 cerchio nero · g8 cerchio nero · b7 cerchio nero · e7 cerchio nero · f7 cerchio nero · g7 cerchio nero · c6 cerchio nero · d6 cerchio nero · e6 cerchio nero · g6 cerchio nero · h6 cerchio nero · b5 cerchio nero · d5 cerchio nero · f5 cavallo del nero · h5 cerchio nero · c4 cerchio nero · d4 cerchio nero · e4 cerchio nero · g4 cerchio nero · h4 cerchio nero · b3 cerchio nero · e3 cerchio nero · f3 cerchio nero · g3 cerchio nero · c2 cerchio nero · e2 cerchio nero · g2 cerchio nero · d1 cerchio nero · f1 cerchio nero · h1 cerchio nero | c8 cerchio nero · e8 cerchio nero · g8 cerchio nero · b7 cerchio nero · e7 cerchio nero · f7 cerchio nero · g7 cerchio nero · c6 cerchio nero · d6 cerchio nero · e6 cerchio nero · g6 cerchio nero · h6 cerchio nero · b5 cerchio nero · d5 cerchio nero · f5 cavallo del nero · h5 cerchio nero · c4 cerchio nero · d4 cerchio nero · e4 cerchio nero · g4 cerchio nero · h4 cerchio nero · b3 cerchio nero · e3 cerchio nero · f3 cerchio nero · g3 cerchio nero · c2 cerchio nero · e2 cerchio nero · g2 cerchio nero · d1 cerchio nero · f1 cerchio nero · h1 cerchio nero | c8 cerchio nero · e8 cerchio nero · g8 cerchio nero · b7 cerchio nero · e7 cerchio nero · f7 cerchio nero · g7 cerchio nero · c6 cerchio nero · d6 cerchio nero · e6 cerchio nero · g6 cerchio nero · h6 cerchio nero · b5 cerchio nero · d5 cerchio nero · f5 cavallo del nero · h5 cerchio nero · c4 cerchio nero · d4 cerchio nero · e4 cerchio nero · g4 cerchio nero · h4 cerchio nero · b3 cerchio nero · e3 cerchio nero · f3 cerchio nero · g3 cerchio nero · c2 cerchio nero · e2 cerchio nero · g2 cerchio nero · d1 cerchio nero · f1 cerchio nero · h1 cerchio nero | c8 cerchio nero · e8 cerchio nero · g8 cerchio nero · b7 cerchio nero · e7 cerchio nero · f7 cerchio nero · g7 cerchio nero · c6 cerchio nero · d6 cerchio nero · e6 cerchio nero · g6 cerchio nero · h6 cerchio nero · b5 cerchio nero · d5 cerchio nero · f5 cavallo del nero · h5 cerchio nero · c4 cerchio nero · d4 cerchio nero · e4 cerchio nero · g4 cerchio nero · h4 cerchio nero · b3 cerchio nero · e3 cerchio nero · f3 cerchio nero · g3 cerchio nero · c2 cerchio nero · e2 cerchio nero · g2 cerchio nero · d1 cerchio nero · f1 cerchio nero · h1 cerchio nero | c8 cerchio nero · e8 cerchio nero · g8 cerchio nero · b7 cerchio nero · e7 cerchio nero · f7 cerchio nero · g7 cerchio nero · c6 cerchio nero · d6 cerchio nero · e6 cerchio nero · g6 cerchio nero · h6 cerchio nero · b5 cerchio nero · d5 cerchio nero · f5 cavallo del nero · h5 cerchio nero · c4 cerchio nero · d4 cerchio nero · e4 cerchio nero · g4 cerchio nero · h4 cerchio nero · b3 cerchio nero · e3 cerchio nero · f3 cerchio nero · g3 cerchio nero · c2 cerchio nero · e2 cerchio nero · g2 cerchio nero · d1 cerchio nero · f1 cerchio nero · h1 cerchio nero | c8 cerchio nero · e8 cerchio nero · g8 cerchio nero · b7 cerchio nero · e7 cerchio nero · f7 cerchio nero · g7 cerchio nero · c6 cerchio nero · d6 cerchio nero · e6 cerchio nero · g6 cerchio nero · h6 cerchio nero · b5 cerchio nero · d5 cerchio nero · f5 cavallo del nero · h5 cerchio nero · c4 cerchio nero · d4 cerchio nero · e4 cerchio nero · g4 cerchio nero · h4 cerchio nero · b3 cerchio nero · e3 cerchio nero · f3 cerchio nero · g3 cerchio nero · c2 cerchio nero · e2 cerchio nero · g2 cerchio nero · d1 cerchio nero · f1 cerchio nero · h1 cerchio nero | c8 cerchio nero · e8 cerchio nero · g8 cerchio nero · b7 cerchio nero · e7 cerchio nero · f7 cerchio nero · g7 cerchio nero · c6 cerchio nero · d6 cerchio nero · e6 cerchio nero · g6 cerchio nero · h6 cerchio nero · b5 cerchio nero · d5 cerchio nero · f5 cavallo del nero · h5 cerchio nero · c4 cerchio nero · d4 cerchio nero · e4 cerchio nero · g4 cerchio nero · h4 cerchio nero · b3 cerchio nero · e3 cerchio nero · f3 cerchio nero · g3 cerchio nero · c2 cerchio nero · e2 cerchio nero · g2 cerchio nero · d1 cerchio nero · f1 cerchio nero · h1 cerchio nero | c8 cerchio nero · e8 cerchio nero · g8 cerchio nero · b7 cerchio nero · e7 cerchio nero · f7 cerchio nero · g7 cerchio nero · c6 cerchio nero · d6 cerchio nero · e6 cerchio nero · g6 cerchio nero · h6 cerchio nero · b5 cerchio nero · d5 cerchio nero · f5 cavallo del nero · h5 cerchio nero · c4 cerchio nero · d4 cerchio nero · e4 cerchio nero · g4 cerchio nero · h4 cerchio nero · b3 cerchio nero · e3 cerchio nero · f3 cerchio nero · g3 cerchio nero · c2 cerchio nero · e2 cerchio nero · g2 cerchio nero · d1 cerchio nero · f1 cerchio nero · h1 cerchio nero | 5 |
| 4 | c8 cerchio nero · e8 cerchio nero · g8 cerchio nero · b7 cerchio nero · e7 cerchio nero · f7 cerchio nero · g7 cerchio nero · c6 cerchio nero · d6 cerchio nero · e6 cerchio nero · g6 cerchio nero · h6 cerchio nero · b5 cerchio nero · d5 cerchio nero · f5 cavallo del nero · h5 cerchio nero · c4 cerchio nero · d4 cerchio nero · e4 cerchio nero · g4 cerchio nero · h4 cerchio nero · b3 cerchio nero · e3 cerchio nero · f3 cerchio nero · g3 cerchio nero · c2 cerchio nero · e2 cerchio nero · g2 cerchio nero · d1 cerchio nero · f1 cerchio nero · h1 cerchio nero | c8 cerchio nero · e8 cerchio nero · g8 cerchio nero · b7 cerchio nero · e7 cerchio nero · f7 cerchio nero · g7 cerchio nero · c6 cerchio nero · d6 cerchio nero · e6 cerchio nero · g6 cerchio nero · h6 cerchio nero · b5 cerchio nero · d5 cerchio nero · f5 cavallo del nero · h5 cerchio nero · c4 cerchio nero · d4 cerchio nero · e4 cerchio nero · g4 cerchio nero · h4 cerchio nero · b3 cerchio nero · e3 cerchio nero · f3 cerchio nero · g3 cerchio nero · c2 cerchio nero · e2 cerchio nero · g2 cerchio nero · d1 cerchio nero · f1 cerchio nero · h1 cerchio nero | c8 cerchio nero · e8 cerchio nero · g8 cerchio nero · b7 cerchio nero · e7 cerchio nero · f7 cerchio nero · g7 cerchio nero · c6 cerchio nero · d6 cerchio nero · e6 cerchio nero · g6 cerchio nero · h6 cerchio nero · b5 cerchio nero · d5 cerchio nero · f5 cavallo del nero · h5 cerchio nero · c4 cerchio nero · d4 cerchio nero · e4 cerchio nero · g4 cerchio nero · h4 cerchio nero · b3 cerchio nero · e3 cerchio nero · f3 cerchio nero · g3 cerchio nero · c2 cerchio nero · e2 cerchio nero · g2 cerchio nero · d1 cerchio nero · f1 cerchio nero · h1 cerchio nero | c8 cerchio nero · e8 cerchio nero · g8 cerchio nero · b7 cerchio nero · e7 cerchio nero · f7 cerchio nero · g7 cerchio nero · c6 cerchio nero · d6 cerchio nero · e6 cerchio nero · g6 cerchio nero · h6 cerchio nero · b5 cerchio nero · d5 cerchio nero · f5 cavallo del nero · h5 cerchio nero · c4 cerchio nero · d4 cerchio nero · e4 cerchio nero · g4 cerchio nero · h4 cerchio nero · b3 cerchio nero · e3 cerchio nero · f3 cerchio nero · g3 cerchio nero · c2 cerchio nero · e2 cerchio nero · g2 cerchio nero · d1 cerchio nero · f1 cerchio nero · h1 cerchio nero | c8 cerchio nero · e8 cerchio nero · g8 cerchio nero · b7 cerchio nero · e7 cerchio nero · f7 cerchio nero · g7 cerchio nero · c6 cerchio nero · d6 cerchio nero · e6 cerchio nero · g6 cerchio nero · h6 cerchio nero · b5 cerchio nero · d5 cerchio nero · f5 cavallo del nero · h5 cerchio nero · c4 cerchio nero · d4 cerchio nero · e4 cerchio nero · g4 cerchio nero · h4 cerchio nero · b3 cerchio nero · e3 cerchio nero · f3 cerchio nero · g3 cerchio nero · c2 cerchio nero · e2 cerchio nero · g2 cerchio nero · d1 cerchio nero · f1 cerchio nero · h1 cerchio nero | c8 cerchio nero · e8 cerchio nero · g8 cerchio nero · b7 cerchio nero · e7 cerchio nero · f7 cerchio nero · g7 cerchio nero · c6 cerchio nero · d6 cerchio nero · e6 cerchio nero · g6 cerchio nero · h6 cerchio nero · b5 cerchio nero · d5 cerchio nero · f5 cavallo del nero · h5 cerchio nero · c4 cerchio nero · d4 cerchio nero · e4 cerchio nero · g4 cerchio nero · h4 cerchio nero · b3 cerchio nero · e3 cerchio nero · f3 cerchio nero · g3 cerchio nero · c2 cerchio nero · e2 cerchio nero · g2 cerchio nero · d1 cerchio nero · f1 cerchio nero · h1 cerchio nero | c8 cerchio nero · e8 cerchio nero · g8 cerchio nero · b7 cerchio nero · e7 cerchio nero · f7 cerchio nero · g7 cerchio nero · c6 cerchio nero · d6 cerchio nero · e6 cerchio nero · g6 cerchio nero · h6 cerchio nero · b5 cerchio nero · d5 cerchio nero · f5 cavallo del nero · h5 cerchio nero · c4 cerchio nero · d4 cerchio nero · e4 cerchio nero · g4 cerchio nero · h4 cerchio nero · b3 cerchio nero · e3 cerchio nero · f3 cerchio nero · g3 cerchio nero · c2 cerchio nero · e2 cerchio nero · g2 cerchio nero · d1 cerchio nero · f1 cerchio nero · h1 cerchio nero | c8 cerchio nero · e8 cerchio nero · g8 cerchio nero · b7 cerchio nero · e7 cerchio nero · f7 cerchio nero · g7 cerchio nero · c6 cerchio nero · d6 cerchio nero · e6 cerchio nero · g6 cerchio nero · h6 cerchio nero · b5 cerchio nero · d5 cerchio nero · f5 cavallo del nero · h5 cerchio nero · c4 cerchio nero · d4 cerchio nero · e4 cerchio nero · g4 cerchio nero · h4 cerchio nero · b3 cerchio nero · e3 cerchio nero · f3 cerchio nero · g3 cerchio nero · c2 cerchio nero · e2 cerchio nero · g2 cerchio nero · d1 cerchio nero · f1 cerchio nero · h1 cerchio nero | 4 |
| 3 | c8 cerchio nero · e8 cerchio nero · g8 cerchio nero · b7 cerchio nero · e7 cerchio nero · f7 cerchio nero · g7 cerchio nero · c6 cerchio nero · d6 cerchio nero · e6 cerchio nero · g6 cerchio nero · h6 cerchio nero · b5 cerchio nero · d5 cerchio nero · f5 cavallo del nero · h5 cerchio nero · c4 cerchio nero · d4 cerchio nero · e4 cerchio nero · g4 cerchio nero · h4 cerchio nero · b3 cerchio nero · e3 cerchio nero · f3 cerchio nero · g3 cerchio nero · c2 cerchio nero · e2 cerchio nero · g2 cerchio nero · d1 cerchio nero · f1 cerchio nero · h1 cerchio nero | c8 cerchio nero · e8 cerchio nero · g8 cerchio nero · b7 cerchio nero · e7 cerchio nero · f7 cerchio nero · g7 cerchio nero · c6 cerchio nero · d6 cerchio nero · e6 cerchio nero · g6 cerchio nero · h6 cerchio nero · b5 cerchio nero · d5 cerchio nero · f5 cavallo del nero · h5 cerchio nero · c4 cerchio nero · d4 cerchio nero · e4 cerchio nero · g4 cerchio nero · h4 cerchio nero · b3 cerchio nero · e3 cerchio nero · f3 cerchio nero · g3 cerchio nero · c2 cerchio nero · e2 cerchio nero · g2 cerchio nero · d1 cerchio nero · f1 cerchio nero · h1 cerchio nero | c8 cerchio nero · e8 cerchio nero · g8 cerchio nero · b7 cerchio nero · e7 cerchio nero · f7 cerchio nero · g7 cerchio nero · c6 cerchio nero · d6 cerchio nero · e6 cerchio nero · g6 cerchio nero · h6 cerchio nero · b5 cerchio nero · d5 cerchio nero · f5 cavallo del nero · h5 cerchio nero · c4 cerchio nero · d4 cerchio nero · e4 cerchio nero · g4 cerchio nero · h4 cerchio nero · b3 cerchio nero · e3 cerchio nero · f3 cerchio nero · g3 cerchio nero · c2 cerchio nero · e2 cerchio nero · g2 cerchio nero · d1 cerchio nero · f1 cerchio nero · h1 cerchio nero | c8 cerchio nero · e8 cerchio nero · g8 cerchio nero · b7 cerchio nero · e7 cerchio nero · f7 cerchio nero · g7 cerchio nero · c6 cerchio nero · d6 cerchio nero · e6 cerchio nero · g6 cerchio nero · h6 cerchio nero · b5 cerchio nero · d5 cerchio nero · f5 cavallo del nero · h5 cerchio nero · c4 cerchio nero · d4 cerchio nero · e4 cerchio nero · g4 cerchio nero · h4 cerchio nero · b3 cerchio nero · e3 cerchio nero · f3 cerchio nero · g3 cerchio nero · c2 cerchio nero · e2 cerchio nero · g2 cerchio nero · d1 cerchio nero · f1 cerchio nero · h1 cerchio nero | c8 cerchio nero · e8 cerchio nero · g8 cerchio nero · b7 cerchio nero · e7 cerchio nero · f7 cerchio nero · g7 cerchio nero · c6 cerchio nero · d6 cerchio nero · e6 cerchio nero · g6 cerchio nero · h6 cerchio nero · b5 cerchio nero · d5 cerchio nero · f5 cavallo del nero · h5 cerchio nero · c4 cerchio nero · d4 cerchio nero · e4 cerchio nero · g4 cerchio nero · h4 cerchio nero · b3 cerchio nero · e3 cerchio nero · f3 cerchio nero · g3 cerchio nero · c2 cerchio nero · e2 cerchio nero · g2 cerchio nero · d1 cerchio nero · f1 cerchio nero · h1 cerchio nero | c8 cerchio nero · e8 cerchio nero · g8 cerchio nero · b7 cerchio nero · e7 cerchio nero · f7 cerchio nero · g7 cerchio nero · c6 cerchio nero · d6 cerchio nero · e6 cerchio nero · g6 cerchio nero · h6 cerchio nero · b5 cerchio nero · d5 cerchio nero · f5 cavallo del nero · h5 cerchio nero · c4 cerchio nero · d4 cerchio nero · e4 cerchio nero · g4 cerchio nero · h4 cerchio nero · b3 cerchio nero · e3 cerchio nero · f3 cerchio nero · g3 cerchio nero · c2 cerchio nero · e2 cerchio nero · g2 cerchio nero · d1 cerchio nero · f1 cerchio nero · h1 cerchio nero | c8 cerchio nero · e8 cerchio nero · g8 cerchio nero · b7 cerchio nero · e7 cerchio nero · f7 cerchio nero · g7 cerchio nero · c6 cerchio nero · d6 cerchio nero · e6 cerchio nero · g6 cerchio nero · h6 cerchio nero · b5 cerchio nero · d5 cerchio nero · f5 cavallo del nero · h5 cerchio nero · c4 cerchio nero · d4 cerchio nero · e4 cerchio nero · g4 cerchio nero · h4 cerchio nero · b3 cerchio nero · e3 cerchio nero · f3 cerchio nero · g3 cerchio nero · c2 cerchio nero · e2 cerchio nero · g2 cerchio nero · d1 cerchio nero · f1 cerchio nero · h1 cerchio nero | c8 cerchio nero · e8 cerchio nero · g8 cerchio nero · b7 cerchio nero · e7 cerchio nero · f7 cerchio nero · g7 cerchio nero · c6 cerchio nero · d6 cerchio nero · e6 cerchio nero · g6 cerchio nero · h6 cerchio nero · b5 cerchio nero · d5 cerchio nero · f5 cavallo del nero · h5 cerchio nero · c4 cerchio nero · d4 cerchio nero · e4 cerchio nero · g4 cerchio nero · h4 cerchio nero · b3 cerchio nero · e3 cerchio nero · f3 cerchio nero · g3 cerchio nero · c2 cerchio nero · e2 cerchio nero · g2 cerchio nero · d1 cerchio nero · f1 cerchio nero · h1 cerchio nero | 3 |
| 2 | c8 cerchio nero · e8 cerchio nero · g8 cerchio nero · b7 cerchio nero · e7 cerchio nero · f7 cerchio nero · g7 cerchio nero · c6 cerchio nero · d6 cerchio nero · e6 cerchio nero · g6 cerchio nero · h6 cerchio nero · b5 cerchio nero · d5 cerchio nero · f5 cavallo del nero · h5 cerchio nero · c4 cerchio nero · d4 cerchio nero · e4 cerchio nero · g4 cerchio nero · h4 cerchio nero · b3 cerchio nero · e3 cerchio nero · f3 cerchio nero · g3 cerchio nero · c2 cerchio nero · e2 cerchio nero · g2 cerchio nero · d1 cerchio nero · f1 cerchio nero · h1 cerchio nero | c8 cerchio nero · e8 cerchio nero · g8 cerchio nero · b7 cerchio nero · e7 cerchio nero · f7 cerchio nero · g7 cerchio nero · c6 cerchio nero · d6 cerchio nero · e6 cerchio nero · g6 cerchio nero · h6 cerchio nero · b5 cerchio nero · d5 cerchio nero · f5 cavallo del nero · h5 cerchio nero · c4 cerchio nero · d4 cerchio nero · e4 cerchio nero · g4 cerchio nero · h4 cerchio nero · b3 cerchio nero · e3 cerchio nero · f3 cerchio nero · g3 cerchio nero · c2 cerchio nero · e2 cerchio nero · g2 cerchio nero · d1 cerchio nero · f1 cerchio nero · h1 cerchio nero | c8 cerchio nero · e8 cerchio nero · g8 cerchio nero · b7 cerchio nero · e7 cerchio nero · f7 cerchio nero · g7 cerchio nero · c6 cerchio nero · d6 cerchio nero · e6 cerchio nero · g6 cerchio nero · h6 cerchio nero · b5 cerchio nero · d5 cerchio nero · f5 cavallo del nero · h5 cerchio nero · c4 cerchio nero · d4 cerchio nero · e4 cerchio nero · g4 cerchio nero · h4 cerchio nero · b3 cerchio nero · e3 cerchio nero · f3 cerchio nero · g3 cerchio nero · c2 cerchio nero · e2 cerchio nero · g2 cerchio nero · d1 cerchio nero · f1 cerchio nero · h1 cerchio nero | c8 cerchio nero · e8 cerchio nero · g8 cerchio nero · b7 cerchio nero · e7 cerchio nero · f7 cerchio nero · g7 cerchio nero · c6 cerchio nero · d6 cerchio nero · e6 cerchio nero · g6 cerchio nero · h6 cerchio nero · b5 cerchio nero · d5 cerchio nero · f5 cavallo del nero · h5 cerchio nero · c4 cerchio nero · d4 cerchio nero · e4 cerchio nero · g4 cerchio nero · h4 cerchio nero · b3 cerchio nero · e3 cerchio nero · f3 cerchio nero · g3 cerchio nero · c2 cerchio nero · e2 cerchio nero · g2 cerchio nero · d1 cerchio nero · f1 cerchio nero · h1 cerchio nero | c8 cerchio nero · e8 cerchio nero · g8 cerchio nero · b7 cerchio nero · e7 cerchio nero · f7 cerchio nero · g7 cerchio nero · c6 cerchio nero · d6 cerchio nero · e6 cerchio nero · g6 cerchio nero · h6 cerchio nero · b5 cerchio nero · d5 cerchio nero · f5 cavallo del nero · h5 cerchio nero · c4 cerchio nero · d4 cerchio nero · e4 cerchio nero · g4 cerchio nero · h4 cerchio nero · b3 cerchio nero · e3 cerchio nero · f3 cerchio nero · g3 cerchio nero · c2 cerchio nero · e2 cerchio nero · g2 cerchio nero · d1 cerchio nero · f1 cerchio nero · h1 cerchio nero | c8 cerchio nero · e8 cerchio nero · g8 cerchio nero · b7 cerchio nero · e7 cerchio nero · f7 cerchio nero · g7 cerchio nero · c6 cerchio nero · d6 cerchio nero · e6 cerchio nero · g6 cerchio nero · h6 cerchio nero · b5 cerchio nero · d5 cerchio nero · f5 cavallo del nero · h5 cerchio nero · c4 cerchio nero · d4 cerchio nero · e4 cerchio nero · g4 cerchio nero · h4 cerchio nero · b3 cerchio nero · e3 cerchio nero · f3 cerchio nero · g3 cerchio nero · c2 cerchio nero · e2 cerchio nero · g2 cerchio nero · d1 cerchio nero · f1 cerchio nero · h1 cerchio nero | c8 cerchio nero · e8 cerchio nero · g8 cerchio nero · b7 cerchio nero · e7 cerchio nero · f7 cerchio nero · g7 cerchio nero · c6 cerchio nero · d6 cerchio nero · e6 cerchio nero · g6 cerchio nero · h6 cerchio nero · b5 cerchio nero · d5 cerchio nero · f5 cavallo del nero · h5 cerchio nero · c4 cerchio nero · d4 cerchio nero · e4 cerchio nero · g4 cerchio nero · h4 cerchio nero · b3 cerchio nero · e3 cerchio nero · f3 cerchio nero · g3 cerchio nero · c2 cerchio nero · e2 cerchio nero · g2 cerchio nero · d1 cerchio nero · f1 cerchio nero · h1 cerchio nero | c8 cerchio nero · e8 cerchio nero · g8 cerchio nero · b7 cerchio nero · e7 cerchio nero · f7 cerchio nero · g7 cerchio nero · c6 cerchio nero · d6 cerchio nero · e6 cerchio nero · g6 cerchio nero · h6 cerchio nero · b5 cerchio nero · d5 cerchio nero · f5 cavallo del nero · h5 cerchio nero · c4 cerchio nero · d4 cerchio nero · e4 cerchio nero · g4 cerchio nero · h4 cerchio nero · b3 cerchio nero · e3 cerchio nero · f3 cerchio nero · g3 cerchio nero · c2 cerchio nero · e2 cerchio nero · g2 cerchio nero · d1 cerchio nero · f1 cerchio nero · h1 cerchio nero | 2 |
| 1 | c8 cerchio nero · e8 cerchio nero · g8 cerchio nero · b7 cerchio nero · e7 cerchio nero · f7 cerchio nero · g7 cerchio nero · c6 cerchio nero · d6 cerchio nero · e6 cerchio nero · g6 cerchio nero · h6 cerchio nero · b5 cerchio nero · d5 cerchio nero · f5 cavallo del nero · h5 cerchio nero · c4 cerchio nero · d4 cerchio nero · e4 cerchio nero · g4 cerchio nero · h4 cerchio nero · b3 cerchio nero · e3 cerchio nero · f3 cerchio nero · g3 cerchio nero · c2 cerchio nero · e2 cerchio nero · g2 cerchio nero · d1 cerchio nero · f1 cerchio nero · h1 cerchio nero | c8 cerchio nero · e8 cerchio nero · g8 cerchio nero · b7 cerchio nero · e7 cerchio nero · f7 cerchio nero · g7 cerchio nero · c6 cerchio nero · d6 cerchio nero · e6 cerchio nero · g6 cerchio nero · h6 cerchio nero · b5 cerchio nero · d5 cerchio nero · f5 cavallo del nero · h5 cerchio nero · c4 cerchio nero · d4 cerchio nero · e4 cerchio nero · g4 cerchio nero · h4 cerchio nero · b3 cerchio nero · e3 cerchio nero · f3 cerchio nero · g3 cerchio nero · c2 cerchio nero · e2 cerchio nero · g2 cerchio nero · d1 cerchio nero · f1 cerchio nero · h1 cerchio nero | c8 cerchio nero · e8 cerchio nero · g8 cerchio nero · b7 cerchio nero · e7 cerchio nero · f7 cerchio nero · g7 cerchio nero · c6 cerchio nero · d6 cerchio nero · e6 cerchio nero · g6 cerchio nero · h6 cerchio nero · b5 cerchio nero · d5 cerchio nero · f5 cavallo del nero · h5 cerchio nero · c4 cerchio nero · d4 cerchio nero · e4 cerchio nero · g4 cerchio nero · h4 cerchio nero · b3 cerchio nero · e3 cerchio nero · f3 cerchio nero · g3 cerchio nero · c2 cerchio nero · e2 cerchio nero · g2 cerchio nero · d1 cerchio nero · f1 cerchio nero · h1 cerchio nero | c8 cerchio nero · e8 cerchio nero · g8 cerchio nero · b7 cerchio nero · e7 cerchio nero · f7 cerchio nero · g7 cerchio nero · c6 cerchio nero · d6 cerchio nero · e6 cerchio nero · g6 cerchio nero · h6 cerchio nero · b5 cerchio nero · d5 cerchio nero · f5 cavallo del nero · h5 cerchio nero · c4 cerchio nero · d4 cerchio nero · e4 cerchio nero · g4 cerchio nero · h4 cerchio nero · b3 cerchio nero · e3 cerchio nero · f3 cerchio nero · g3 cerchio nero · c2 cerchio nero · e2 cerchio nero · g2 cerchio nero · d1 cerchio nero · f1 cerchio nero · h1 cerchio nero | c8 cerchio nero · e8 cerchio nero · g8 cerchio nero · b7 cerchio nero · e7 cerchio nero · f7 cerchio nero · g7 cerchio nero · c6 cerchio nero · d6 cerchio nero · e6 cerchio nero · g6 cerchio nero · h6 cerchio nero · b5 cerchio nero · d5 cerchio nero · f5 cavallo del nero · h5 cerchio nero · c4 cerchio nero · d4 cerchio nero · e4 cerchio nero · g4 cerchio nero · h4 cerchio nero · b3 cerchio nero · e3 cerchio nero · f3 cerchio nero · g3 cerchio nero · c2 cerchio nero · e2 cerchio nero · g2 cerchio nero · d1 cerchio nero · f1 cerchio nero · h1 cerchio nero | c8 cerchio nero · e8 cerchio nero · g8 cerchio nero · b7 cerchio nero · e7 cerchio nero · f7 cerchio nero · g7 cerchio nero · c6 cerchio nero · d6 cerchio nero · e6 cerchio nero · g6 cerchio nero · h6 cerchio nero · b5 cerchio nero · d5 cerchio nero · f5 cavallo del nero · h5 cerchio nero · c4 cerchio nero · d4 cerchio nero · e4 cerchio nero · g4 cerchio nero · h4 cerchio nero · b3 cerchio nero · e3 cerchio nero · f3 cerchio nero · g3 cerchio nero · c2 cerchio nero · e2 cerchio nero · g2 cerchio nero · d1 cerchio nero · f1 cerchio nero · h1 cerchio nero | c8 cerchio nero · e8 cerchio nero · g8 cerchio nero · b7 cerchio nero · e7 cerchio nero · f7 cerchio nero · g7 cerchio nero · c6 cerchio nero · d6 cerchio nero · e6 cerchio nero · g6 cerchio nero · h6 cerchio nero · b5 cerchio nero · d5 cerchio nero · f5 cavallo del nero · h5 cerchio nero · c4 cerchio nero · d4 cerchio nero · e4 cerchio nero · g4 cerchio nero · h4 cerchio nero · b3 cerchio nero · e3 cerchio nero · f3 cerchio nero · g3 cerchio nero · c2 cerchio nero · e2 cerchio nero · g2 cerchio nero · d1 cerchio nero · f1 cerchio nero · h1 cerchio nero | c8 cerchio nero · e8 cerchio nero · g8 cerchio nero · b7 cerchio nero · e7 cerchio nero · f7 cerchio nero · g7 cerchio nero · c6 cerchio nero · d6 cerchio nero · e6 cerchio nero · g6 cerchio nero · h6 cerchio nero · b5 cerchio nero · d5 cerchio nero · f5 cavallo del nero · h5 cerchio nero · c4 cerchio nero · d4 cerchio nero · e4 cerchio nero · g4 cerchio nero · h4 cerchio nero · b3 cerchio nero · e3 cerchio nero · f3 cerchio nero · g3 cerchio nero · c2 cerchio nero · e2 cerchio nero · g2 cerchio nero · d1 cerchio nero · f1 cerchio nero · h1 cerchio nero | 1 |
|   | a | b | c | d | e | f | g | h |   |

|   | a | b | c | d | e | f | g | h |   |
| 8 | b8 cerchio nero · c8 cerchio nero · d8 cerchio nero · e8 cerchio nero · f8 cerchio nero · g8 cerchio nero · h8 cerchio nero · a7 cerchio nero · b7 cerchio nero · c7 cerchio nero · e7 cerchio nero · f7 cerchio nero · g7 cerchio nero · b6 cerchio nero · c6 cerchio nero · d6 cerchio nero · e6 cerchio nero · f6 cerchio nero · g6 cerchio nero · h6 cerchio nero · a5 cerchio nero · b5 cerchio nero · c5 cerchio nero · d5 cerchio nero · e5 cerchio nero · f5 cavallo del nero · g5 cerchio nero · h5 cerchio nero · b4 cerchio nero · c4 cerchio nero · d4 cerchio nero · e4 cerchio nero · f4 cerchio nero · g4 cerchio nero · h4 cerchio nero · a3 cerchio nero · b3 cerchio nero · c3 cerchio nero · e3 cerchio nero · f3 cerchio nero · g3 cerchio nero · b2 cerchio nero · c2 cerchio nero · d2 cerchio nero · e2 cerchio nero · f2 cerchio nero · g2 cerchio nero · h2 cerchio nero · a1 cerchio nero · c1 cerchio nero · d1 cerchio nero · e1 cerchio nero · f1 cerchio nero · g1 cerchio nero · h1 cerchio nero | b8 cerchio nero · c8 cerchio nero · d8 cerchio nero · e8 cerchio nero · f8 cerchio nero · g8 cerchio nero · h8 cerchio nero · a7 cerchio nero · b7 cerchio nero · c7 cerchio nero · e7 cerchio nero · f7 cerchio nero · g7 cerchio nero · b6 cerchio nero · c6 cerchio nero · d6 cerchio nero · e6 cerchio nero · f6 cerchio nero · g6 cerchio nero · h6 cerchio nero · a5 cerchio nero · b5 cerchio nero · c5 cerchio nero · d5 cerchio nero · e5 cerchio nero · f5 cavallo del nero · g5 cerchio nero · h5 cerchio nero · b4 cerchio nero · c4 cerchio nero · d4 cerchio nero · e4 cerchio nero · f4 cerchio nero · g4 cerchio nero · h4 cerchio nero · a3 cerchio nero · b3 cerchio nero · c3 cerchio nero · e3 cerchio nero · f3 cerchio nero · g3 cerchio nero · b2 cerchio nero · c2 cerchio nero · d2 cerchio nero · e2 cerchio nero · f2 cerchio nero · g2 cerchio nero · h2 cerchio nero · a1 cerchio nero · c1 cerchio nero · d1 cerchio nero · e1 cerchio nero · f1 cerchio nero · g1 cerchio nero · h1 cerchio nero | b8 cerchio nero · c8 cerchio nero · d8 cerchio nero · e8 cerchio nero · f8 cerchio nero · g8 cerchio nero · h8 cerchio nero · a7 cerchio nero · b7 cerchio nero · c7 cerchio nero · e7 cerchio nero · f7 cerchio nero · g7 cerchio nero · b6 cerchio nero · c6 cerchio nero · d6 cerchio nero · e6 cerchio nero · f6 cerchio nero · g6 cerchio nero · h6 cerchio nero · a5 cerchio nero · b5 cerchio nero · c5 cerchio nero · d5 cerchio nero · e5 cerchio nero · f5 cavallo del nero · g5 cerchio nero · h5 cerchio nero · b4 cerchio nero · c4 cerchio nero · d4 cerchio nero · e4 cerchio nero · f4 cerchio nero · g4 cerchio nero · h4 cerchio nero · a3 cerchio nero · b3 cerchio nero · c3 cerchio nero · e3 cerchio nero · f3 cerchio nero · g3 cerchio nero · b2 cerchio nero · c2 cerchio nero · d2 cerchio nero · e2 cerchio nero · f2 cerchio nero · g2 cerchio nero · h2 cerchio nero · a1 cerchio nero · c1 cerchio nero · d1 cerchio nero · e1 cerchio nero · f1 cerchio nero · g1 cerchio nero · h1 cerchio nero | b8 cerchio nero · c8 cerchio nero · d8 cerchio nero · e8 cerchio nero · f8 cerchio nero · g8 cerchio nero · h8 cerchio nero · a7 cerchio nero · b7 cerchio nero · c7 cerchio nero · e7 cerchio nero · f7 cerchio nero · g7 cerchio nero · b6 cerchio nero · c6 cerchio nero · d6 cerchio nero · e6 cerchio nero · f6 cerchio nero · g6 cerchio nero · h6 cerchio nero · a5 cerchio nero · b5 cerchio nero · c5 cerchio nero · d5 cerchio nero · e5 cerchio nero · f5 cavallo del nero · g5 cerchio nero · h5 cerchio nero · b4 cerchio nero · c4 cerchio nero · d4 cerchio nero · e4 cerchio nero · f4 cerchio nero · g4 cerchio nero · h4 cerchio nero · a3 cerchio nero · b3 cerchio nero · c3 cerchio nero · e3 cerchio nero · f3 cerchio nero · g3 cerchio nero · b2 cerchio nero · c2 cerchio nero · d2 cerchio nero · e2 cerchio nero · f2 cerchio nero · g2 cerchio nero · h2 cerchio nero · a1 cerchio nero · c1 cerchio nero · d1 cerchio nero · e1 cerchio nero · f1 cerchio nero · g1 cerchio nero · h1 cerchio nero | b8 cerchio nero · c8 cerchio nero · d8 cerchio nero · e8 cerchio nero · f8 cerchio nero · g8 cerchio nero · h8 cerchio nero · a7 cerchio nero · b7 cerchio nero · c7 cerchio nero · e7 cerchio nero · f7 cerchio nero · g7 cerchio nero · b6 cerchio nero · c6 cerchio nero · d6 cerchio nero · e6 cerchio nero · f6 cerchio nero · g6 cerchio nero · h6 cerchio nero · a5 cerchio nero · b5 cerchio nero · c5 cerchio nero · d5 cerchio nero · e5 cerchio nero · f5 cavallo del nero · g5 cerchio nero · h5 cerchio nero · b4 cerchio nero · c4 cerchio nero · d4 cerchio nero · e4 cerchio nero · f4 cerchio nero · g4 cerchio nero · h4 cerchio nero · a3 cerchio nero · b3 cerchio nero · c3 cerchio nero · e3 cerchio nero · f3 cerchio nero · g3 cerchio nero · b2 cerchio nero · c2 cerchio nero · d2 cerchio nero · e2 cerchio nero · f2 cerchio nero · g2 cerchio nero · h2 cerchio nero · a1 cerchio nero · c1 cerchio nero · d1 cerchio nero · e1 cerchio nero · f1 cerchio nero · g1 cerchio nero · h1 cerchio nero | b8 cerchio nero · c8 cerchio nero · d8 cerchio nero · e8 cerchio nero · f8 cerchio nero · g8 cerchio nero · h8 cerchio nero · a7 cerchio nero · b7 cerchio nero · c7 cerchio nero · e7 cerchio nero · f7 cerchio nero · g7 cerchio nero · b6 cerchio nero · c6 cerchio nero · d6 cerchio nero · e6 cerchio nero · f6 cerchio nero · g6 cerchio nero · h6 cerchio nero · a5 cerchio nero · b5 cerchio nero · c5 cerchio nero · d5 cerchio nero · e5 cerchio nero · f5 cavallo del nero · g5 cerchio nero · h5 cerchio nero · b4 cerchio nero · c4 cerchio nero · d4 cerchio nero · e4 cerchio nero · f4 cerchio nero · g4 cerchio nero · h4 cerchio nero · a3 cerchio nero · b3 cerchio nero · c3 cerchio nero · e3 cerchio nero · f3 cerchio nero · g3 cerchio nero · b2 cerchio nero · c2 cerchio nero · d2 cerchio nero · e2 cerchio nero · f2 cerchio nero · g2 cerchio nero · h2 cerchio nero · a1 cerchio nero · c1 cerchio nero · d1 cerchio nero · e1 cerchio nero · f1 cerchio nero · g1 cerchio nero · h1 cerchio nero | b8 cerchio nero · c8 cerchio nero · d8 cerchio nero · e8 cerchio nero · f8 cerchio nero · g8 cerchio nero · h8 cerchio nero · a7 cerchio nero · b7 cerchio nero · c7 cerchio nero · e7 cerchio nero · f7 cerchio nero · g7 cerchio nero · b6 cerchio nero · c6 cerchio nero · d6 cerchio nero · e6 cerchio nero · f6 cerchio nero · g6 cerchio nero · h6 cerchio nero · a5 cerchio nero · b5 cerchio nero · c5 cerchio nero · d5 cerchio nero · e5 cerchio nero · f5 cavallo del nero · g5 cerchio nero · h5 cerchio nero · b4 cerchio nero · c4 cerchio nero · d4 cerchio nero · e4 cerchio nero · f4 cerchio nero · g4 cerchio nero · h4 cerchio nero · a3 cerchio nero · b3 cerchio nero · c3 cerchio nero · e3 cerchio nero · f3 cerchio nero · g3 cerchio nero · b2 cerchio nero · c2 cerchio nero · d2 cerchio nero · e2 cerchio nero · f2 cerchio nero · g2 cerchio nero · h2 cerchio nero · a1 cerchio nero · c1 cerchio nero · d1 cerchio nero · e1 cerchio nero · f1 cerchio nero · g1 cerchio nero · h1 cerchio nero | b8 cerchio nero · c8 cerchio nero · d8 cerchio nero · e8 cerchio nero · f8 cerchio nero · g8 cerchio nero · h8 cerchio nero · a7 cerchio nero · b7 cerchio nero · c7 cerchio nero · e7 cerchio nero · f7 cerchio nero · g7 cerchio nero · b6 cerchio nero · c6 cerchio nero · d6 cerchio nero · e6 cerchio nero · f6 cerchio nero · g6 cerchio nero · h6 cerchio nero · a5 cerchio nero · b5 cerchio nero · c5 cerchio nero · d5 cerchio nero · e5 cerchio nero · f5 cavallo del nero · g5 cerchio nero · h5 cerchio nero · b4 cerchio nero · c4 cerchio nero · d4 cerchio nero · e4 cerchio nero · f4 cerchio nero · g4 cerchio nero · h4 cerchio nero · a3 cerchio nero · b3 cerchio nero · c3 cerchio nero · e3 cerchio nero · f3 cerchio nero · g3 cerchio nero · b2 cerchio nero · c2 cerchio nero · d2 cerchio nero · e2 cerchio nero · f2 cerchio nero · g2 cerchio nero · h2 cerchio nero · a1 cerchio nero · c1 cerchio nero · d1 cerchio nero · e1 cerchio nero · f1 cerchio nero · g1 cerchio nero · h1 cerchio nero | 8 |
| 7 | b8 cerchio nero · c8 cerchio nero · d8 cerchio nero · e8 cerchio nero · f8 cerchio nero · g8 cerchio nero · h8 cerchio nero · a7 cerchio nero · b7 cerchio nero · c7 cerchio nero · e7 cerchio nero · f7 cerchio nero · g7 cerchio nero · b6 cerchio nero · c6 cerchio nero · d6 cerchio nero · e6 cerchio nero · f6 cerchio nero · g6 cerchio nero · h6 cerchio nero · a5 cerchio nero · b5 cerchio nero · c5 cerchio nero · d5 cerchio nero · e5 cerchio nero · f5 cavallo del nero · g5 cerchio nero · h5 cerchio nero · b4 cerchio nero · c4 cerchio nero · d4 cerchio nero · e4 cerchio nero · f4 cerchio nero · g4 cerchio nero · h4 cerchio nero · a3 cerchio nero · b3 cerchio nero · c3 cerchio nero · e3 cerchio nero · f3 cerchio nero · g3 cerchio nero · b2 cerchio nero · c2 cerchio nero · d2 cerchio nero · e2 cerchio nero · f2 cerchio nero · g2 cerchio nero · h2 cerchio nero · a1 cerchio nero · c1 cerchio nero · d1 cerchio nero · e1 cerchio nero · f1 cerchio nero · g1 cerchio nero · h1 cerchio nero | b8 cerchio nero · c8 cerchio nero · d8 cerchio nero · e8 cerchio nero · f8 cerchio nero · g8 cerchio nero · h8 cerchio nero · a7 cerchio nero · b7 cerchio nero · c7 cerchio nero · e7 cerchio nero · f7 cerchio nero · g7 cerchio nero · b6 cerchio nero · c6 cerchio nero · d6 cerchio nero · e6 cerchio nero · f6 cerchio nero · g6 cerchio nero · h6 cerchio nero · a5 cerchio nero · b5 cerchio nero · c5 cerchio nero · d5 cerchio nero · e5 cerchio nero · f5 cavallo del nero · g5 cerchio nero · h5 cerchio nero · b4 cerchio nero · c4 cerchio nero · d4 cerchio nero · e4 cerchio nero · f4 cerchio nero · g4 cerchio nero · h4 cerchio nero · a3 cerchio nero · b3 cerchio nero · c3 cerchio nero · e3 cerchio nero · f3 cerchio nero · g3 cerchio nero · b2 cerchio nero · c2 cerchio nero · d2 cerchio nero · e2 cerchio nero · f2 cerchio nero · g2 cerchio nero · h2 cerchio nero · a1 cerchio nero · c1 cerchio nero · d1 cerchio nero · e1 cerchio nero · f1 cerchio nero · g1 cerchio nero · h1 cerchio nero | b8 cerchio nero · c8 cerchio nero · d8 cerchio nero · e8 cerchio nero · f8 cerchio nero · g8 cerchio nero · h8 cerchio nero · a7 cerchio nero · b7 cerchio nero · c7 cerchio nero · e7 cerchio nero · f7 cerchio nero · g7 cerchio nero · b6 cerchio nero · c6 cerchio nero · d6 cerchio nero · e6 cerchio nero · f6 cerchio nero · g6 cerchio nero · h6 cerchio nero · a5 cerchio nero · b5 cerchio nero · c5 cerchio nero · d5 cerchio nero · e5 cerchio nero · f5 cavallo del nero · g5 cerchio nero · h5 cerchio nero · b4 cerchio nero · c4 cerchio nero · d4 cerchio nero · e4 cerchio nero · f4 cerchio nero · g4 cerchio nero · h4 cerchio nero · a3 cerchio nero · b3 cerchio nero · c3 cerchio nero · e3 cerchio nero · f3 cerchio nero · g3 cerchio nero · b2 cerchio nero · c2 cerchio nero · d2 cerchio nero · e2 cerchio nero · f2 cerchio nero · g2 cerchio nero · h2 cerchio nero · a1 cerchio nero · c1 cerchio nero · d1 cerchio nero · e1 cerchio nero · f1 cerchio nero · g1 cerchio nero · h1 cerchio nero | b8 cerchio nero · c8 cerchio nero · d8 cerchio nero · e8 cerchio nero · f8 cerchio nero · g8 cerchio nero · h8 cerchio nero · a7 cerchio nero · b7 cerchio nero · c7 cerchio nero · e7 cerchio nero · f7 cerchio nero · g7 cerchio nero · b6 cerchio nero · c6 cerchio nero · d6 cerchio nero · e6 cerchio nero · f6 cerchio nero · g6 cerchio nero · h6 cerchio nero · a5 cerchio nero · b5 cerchio nero · c5 cerchio nero · d5 cerchio nero · e5 cerchio nero · f5 cavallo del nero · g5 cerchio nero · h5 cerchio nero · b4 cerchio nero · c4 cerchio nero · d4 cerchio nero · e4 cerchio nero · f4 cerchio nero · g4 cerchio nero · h4 cerchio nero · a3 cerchio nero · b3 cerchio nero · c3 cerchio nero · e3 cerchio nero · f3 cerchio nero · g3 cerchio nero · b2 cerchio nero · c2 cerchio nero · d2 cerchio nero · e2 cerchio nero · f2 cerchio nero · g2 cerchio nero · h2 cerchio nero · a1 cerchio nero · c1 cerchio nero · d1 cerchio nero · e1 cerchio nero · f1 cerchio nero · g1 cerchio nero · h1 cerchio nero | b8 cerchio nero · c8 cerchio nero · d8 cerchio nero · e8 cerchio nero · f8 cerchio nero · g8 cerchio nero · h8 cerchio nero · a7 cerchio nero · b7 cerchio nero · c7 cerchio nero · e7 cerchio nero · f7 cerchio nero · g7 cerchio nero · b6 cerchio nero · c6 cerchio nero · d6 cerchio nero · e6 cerchio nero · f6 cerchio nero · g6 cerchio nero · h6 cerchio nero · a5 cerchio nero · b5 cerchio nero · c5 cerchio nero · d5 cerchio nero · e5 cerchio nero · f5 cavallo del nero · g5 cerchio nero · h5 cerchio nero · b4 cerchio nero · c4 cerchio nero · d4 cerchio nero · e4 cerchio nero · f4 cerchio nero · g4 cerchio nero · h4 cerchio nero · a3 cerchio nero · b3 cerchio nero · c3 cerchio nero · e3 cerchio nero · f3 cerchio nero · g3 cerchio nero · b2 cerchio nero · c2 cerchio nero · d2 cerchio nero · e2 cerchio nero · f2 cerchio nero · g2 cerchio nero · h2 cerchio nero · a1 cerchio nero · c1 cerchio nero · d1 cerchio nero · e1 cerchio nero · f1 cerchio nero · g1 cerchio nero · h1 cerchio nero | b8 cerchio nero · c8 cerchio nero · d8 cerchio nero · e8 cerchio nero · f8 cerchio nero · g8 cerchio nero · h8 cerchio nero · a7 cerchio nero · b7 cerchio nero · c7 cerchio nero · e7 cerchio nero · f7 cerchio nero · g7 cerchio nero · b6 cerchio nero · c6 cerchio nero · d6 cerchio nero · e6 cerchio nero · f6 cerchio nero · g6 cerchio nero · h6 cerchio nero · a5 cerchio nero · b5 cerchio nero · c5 cerchio nero · d5 cerchio nero · e5 cerchio nero · f5 cavallo del nero · g5 cerchio nero · h5 cerchio nero · b4 cerchio nero · c4 cerchio nero · d4 cerchio nero · e4 cerchio nero · f4 cerchio nero · g4 cerchio nero · h4 cerchio nero · a3 cerchio nero · b3 cerchio nero · c3 cerchio nero · e3 cerchio nero · f3 cerchio nero · g3 cerchio nero · b2 cerchio nero · c2 cerchio nero · d2 cerchio nero · e2 cerchio nero · f2 cerchio nero · g2 cerchio nero · h2 cerchio nero · a1 cerchio nero · c1 cerchio nero · d1 cerchio nero · e1 cerchio nero · f1 cerchio nero · g1 cerchio nero · h1 cerchio nero | b8 cerchio nero · c8 cerchio nero · d8 cerchio nero · e8 cerchio nero · f8 cerchio nero · g8 cerchio nero · h8 cerchio nero · a7 cerchio nero · b7 cerchio nero · c7 cerchio nero · e7 cerchio nero · f7 cerchio nero · g7 cerchio nero · b6 cerchio nero · c6 cerchio nero · d6 cerchio nero · e6 cerchio nero · f6 cerchio nero · g6 cerchio nero · h6 cerchio nero · a5 cerchio nero · b5 cerchio nero · c5 cerchio nero · d5 cerchio nero · e5 cerchio nero · f5 cavallo del nero · g5 cerchio nero · h5 cerchio nero · b4 cerchio nero · c4 cerchio nero · d4 cerchio nero · e4 cerchio nero · f4 cerchio nero · g4 cerchio nero · h4 cerchio nero · a3 cerchio nero · b3 cerchio nero · c3 cerchio nero · e3 cerchio nero · f3 cerchio nero · g3 cerchio nero · b2 cerchio nero · c2 cerchio nero · d2 cerchio nero · e2 cerchio nero · f2 cerchio nero · g2 cerchio nero · h2 cerchio nero · a1 cerchio nero · c1 cerchio nero · d1 cerchio nero · e1 cerchio nero · f1 cerchio nero · g1 cerchio nero · h1 cerchio nero | b8 cerchio nero · c8 cerchio nero · d8 cerchio nero · e8 cerchio nero · f8 cerchio nero · g8 cerchio nero · h8 cerchio nero · a7 cerchio nero · b7 cerchio nero · c7 cerchio nero · e7 cerchio nero · f7 cerchio nero · g7 cerchio nero · b6 cerchio nero · c6 cerchio nero · d6 cerchio nero · e6 cerchio nero · f6 cerchio nero · g6 cerchio nero · h6 cerchio nero · a5 cerchio nero · b5 cerchio nero · c5 cerchio nero · d5 cerchio nero · e5 cerchio nero · f5 cavallo del nero · g5 cerchio nero · h5 cerchio nero · b4 cerchio nero · c4 cerchio nero · d4 cerchio nero · e4 cerchio nero · f4 cerchio nero · g4 cerchio nero · h4 cerchio nero · a3 cerchio nero · b3 cerchio nero · c3 cerchio nero · e3 cerchio nero · f3 cerchio nero · g3 cerchio nero · b2 cerchio nero · c2 cerchio nero · d2 cerchio nero · e2 cerchio nero · f2 cerchio nero · g2 cerchio nero · h2 cerchio nero · a1 cerchio nero · c1 cerchio nero · d1 cerchio nero · e1 cerchio nero · f1 cerchio nero · g1 cerchio nero · h1 cerchio nero | 7 |
| 6 | b8 cerchio nero · c8 cerchio nero · d8 cerchio nero · e8 cerchio nero · f8 cerchio nero · g8 cerchio nero · h8 cerchio nero · a7 cerchio nero · b7 cerchio nero · c7 cerchio nero · e7 cerchio nero · f7 cerchio nero · g7 cerchio nero · b6 cerchio nero · c6 cerchio nero · d6 cerchio nero · e6 cerchio nero · f6 cerchio nero · g6 cerchio nero · h6 cerchio nero · a5 cerchio nero · b5 cerchio nero · c5 cerchio nero · d5 cerchio nero · e5 cerchio nero · f5 cavallo del nero · g5 cerchio nero · h5 cerchio nero · b4 cerchio nero · c4 cerchio nero · d4 cerchio nero · e4 cerchio nero · f4 cerchio nero · g4 cerchio nero · h4 cerchio nero · a3 cerchio nero · b3 cerchio nero · c3 cerchio nero · e3 cerchio nero · f3 cerchio nero · g3 cerchio nero · b2 cerchio nero · c2 cerchio nero · d2 cerchio nero · e2 cerchio nero · f2 cerchio nero · g2 cerchio nero · h2 cerchio nero · a1 cerchio nero · c1 cerchio nero · d1 cerchio nero · e1 cerchio nero · f1 cerchio nero · g1 cerchio nero · h1 cerchio nero | b8 cerchio nero · c8 cerchio nero · d8 cerchio nero · e8 cerchio nero · f8 cerchio nero · g8 cerchio nero · h8 cerchio nero · a7 cerchio nero · b7 cerchio nero · c7 cerchio nero · e7 cerchio nero · f7 cerchio nero · g7 cerchio nero · b6 cerchio nero · c6 cerchio nero · d6 cerchio nero · e6 cerchio nero · f6 cerchio nero · g6 cerchio nero · h6 cerchio nero · a5 cerchio nero · b5 cerchio nero · c5 cerchio nero · d5 cerchio nero · e5 cerchio nero · f5 cavallo del nero · g5 cerchio nero · h5 cerchio nero · b4 cerchio nero · c4 cerchio nero · d4 cerchio nero · e4 cerchio nero · f4 cerchio nero · g4 cerchio nero · h4 cerchio nero · a3 cerchio nero · b3 cerchio nero · c3 cerchio nero · e3 cerchio nero · f3 cerchio nero · g3 cerchio nero · b2 cerchio nero · c2 cerchio nero · d2 cerchio nero · e2 cerchio nero · f2 cerchio nero · g2 cerchio nero · h2 cerchio nero · a1 cerchio nero · c1 cerchio nero · d1 cerchio nero · e1 cerchio nero · f1 cerchio nero · g1 cerchio nero · h1 cerchio nero | b8 cerchio nero · c8 cerchio nero · d8 cerchio nero · e8 cerchio nero · f8 cerchio nero · g8 cerchio nero · h8 cerchio nero · a7 cerchio nero · b7 cerchio nero · c7 cerchio nero · e7 cerchio nero · f7 cerchio nero · g7 cerchio nero · b6 cerchio nero · c6 cerchio nero · d6 cerchio nero · e6 cerchio nero · f6 cerchio nero · g6 cerchio nero · h6 cerchio nero · a5 cerchio nero · b5 cerchio nero · c5 cerchio nero · d5 cerchio nero · e5 cerchio nero · f5 cavallo del nero · g5 cerchio nero · h5 cerchio nero · b4 cerchio nero · c4 cerchio nero · d4 cerchio nero · e4 cerchio nero · f4 cerchio nero · g4 cerchio nero · h4 cerchio nero · a3 cerchio nero · b3 cerchio nero · c3 cerchio nero · e3 cerchio nero · f3 cerchio nero · g3 cerchio nero · b2 cerchio nero · c2 cerchio nero · d2 cerchio nero · e2 cerchio nero · f2 cerchio nero · g2 cerchio nero · h2 cerchio nero · a1 cerchio nero · c1 cerchio nero · d1 cerchio nero · e1 cerchio nero · f1 cerchio nero · g1 cerchio nero · h1 cerchio nero | b8 cerchio nero · c8 cerchio nero · d8 cerchio nero · e8 cerchio nero · f8 cerchio nero · g8 cerchio nero · h8 cerchio nero · a7 cerchio nero · b7 cerchio nero · c7 cerchio nero · e7 cerchio nero · f7 cerchio nero · g7 cerchio nero · b6 cerchio nero · c6 cerchio nero · d6 cerchio nero · e6 cerchio nero · f6 cerchio nero · g6 cerchio nero · h6 cerchio nero · a5 cerchio nero · b5 cerchio nero · c5 cerchio nero · d5 cerchio nero · e5 cerchio nero · f5 cavallo del nero · g5 cerchio nero · h5 cerchio nero · b4 cerchio nero · c4 cerchio nero · d4 cerchio nero · e4 cerchio nero · f4 cerchio nero · g4 cerchio nero · h4 cerchio nero · a3 cerchio nero · b3 cerchio nero · c3 cerchio nero · e3 cerchio nero · f3 cerchio nero · g3 cerchio nero · b2 cerchio nero · c2 cerchio nero · d2 cerchio nero · e2 cerchio nero · f2 cerchio nero · g2 cerchio nero · h2 cerchio nero · a1 cerchio nero · c1 cerchio nero · d1 cerchio nero · e1 cerchio nero · f1 cerchio nero · g1 cerchio nero · h1 cerchio nero | b8 cerchio nero · c8 cerchio nero · d8 cerchio nero · e8 cerchio nero · f8 cerchio nero · g8 cerchio nero · h8 cerchio nero · a7 cerchio nero · b7 cerchio nero · c7 cerchio nero · e7 cerchio nero · f7 cerchio nero · g7 cerchio nero · b6 cerchio nero · c6 cerchio nero · d6 cerchio nero · e6 cerchio nero · f6 cerchio nero · g6 cerchio nero · h6 cerchio nero · a5 cerchio nero · b5 cerchio nero · c5 cerchio nero · d5 cerchio nero · e5 cerchio nero · f5 cavallo del nero · g5 cerchio nero · h5 cerchio nero · b4 cerchio nero · c4 cerchio nero · d4 cerchio nero · e4 cerchio nero · f4 cerchio nero · g4 cerchio nero · h4 cerchio nero · a3 cerchio nero · b3 cerchio nero · c3 cerchio nero · e3 cerchio nero · f3 cerchio nero · g3 cerchio nero · b2 cerchio nero · c2 cerchio nero · d2 cerchio nero · e2 cerchio nero · f2 cerchio nero · g2 cerchio nero · h2 cerchio nero · a1 cerchio nero · c1 cerchio nero · d1 cerchio nero · e1 cerchio nero · f1 cerchio nero · g1 cerchio nero · h1 cerchio nero | b8 cerchio nero · c8 cerchio nero · d8 cerchio nero · e8 cerchio nero · f8 cerchio nero · g8 cerchio nero · h8 cerchio nero · a7 cerchio nero · b7 cerchio nero · c7 cerchio nero · e7 cerchio nero · f7 cerchio nero · g7 cerchio nero · b6 cerchio nero · c6 cerchio nero · d6 cerchio nero · e6 cerchio nero · f6 cerchio nero · g6 cerchio nero · h6 cerchio nero · a5 cerchio nero · b5 cerchio nero · c5 cerchio nero · d5 cerchio nero · e5 cerchio nero · f5 cavallo del nero · g5 cerchio nero · h5 cerchio nero · b4 cerchio nero · c4 cerchio nero · d4 cerchio nero · e4 cerchio nero · f4 cerchio nero · g4 cerchio nero · h4 cerchio nero · a3 cerchio nero · b3 cerchio nero · c3 cerchio nero · e3 cerchio nero · f3 cerchio nero · g3 cerchio nero · b2 cerchio nero · c2 cerchio nero · d2 cerchio nero · e2 cerchio nero · f2 cerchio nero · g2 cerchio nero · h2 cerchio nero · a1 cerchio nero · c1 cerchio nero · d1 cerchio nero · e1 cerchio nero · f1 cerchio nero · g1 cerchio nero · h1 cerchio nero | b8 cerchio nero · c8 cerchio nero · d8 cerchio nero · e8 cerchio nero · f8 cerchio nero · g8 cerchio nero · h8 cerchio nero · a7 cerchio nero · b7 cerchio nero · c7 cerchio nero · e7 cerchio nero · f7 cerchio nero · g7 cerchio nero · b6 cerchio nero · c6 cerchio nero · d6 cerchio nero · e6 cerchio nero · f6 cerchio nero · g6 cerchio nero · h6 cerchio nero · a5 cerchio nero · b5 cerchio nero · c5 cerchio nero · d5 cerchio nero · e5 cerchio nero · f5 cavallo del nero · g5 cerchio nero · h5 cerchio nero · b4 cerchio nero · c4 cerchio nero · d4 cerchio nero · e4 cerchio nero · f4 cerchio nero · g4 cerchio nero · h4 cerchio nero · a3 cerchio nero · b3 cerchio nero · c3 cerchio nero · e3 cerchio nero · f3 cerchio nero · g3 cerchio nero · b2 cerchio nero · c2 cerchio nero · d2 cerchio nero · e2 cerchio nero · f2 cerchio nero · g2 cerchio nero · h2 cerchio nero · a1 cerchio nero · c1 cerchio nero · d1 cerchio nero · e1 cerchio nero · f1 cerchio nero · g1 cerchio nero · h1 cerchio nero | b8 cerchio nero · c8 cerchio nero · d8 cerchio nero · e8 cerchio nero · f8 cerchio nero · g8 cerchio nero · h8 cerchio nero · a7 cerchio nero · b7 cerchio nero · c7 cerchio nero · e7 cerchio nero · f7 cerchio nero · g7 cerchio nero · b6 cerchio nero · c6 cerchio nero · d6 cerchio nero · e6 cerchio nero · f6 cerchio nero · g6 cerchio nero · h6 cerchio nero · a5 cerchio nero · b5 cerchio nero · c5 cerchio nero · d5 cerchio nero · e5 cerchio nero · f5 cavallo del nero · g5 cerchio nero · h5 cerchio nero · b4 cerchio nero · c4 cerchio nero · d4 cerchio nero · e4 cerchio nero · f4 cerchio nero · g4 cerchio nero · h4 cerchio nero · a3 cerchio nero · b3 cerchio nero · c3 cerchio nero · e3 cerchio nero · f3 cerchio nero · g3 cerchio nero · b2 cerchio nero · c2 cerchio nero · d2 cerchio nero · e2 cerchio nero · f2 cerchio nero · g2 cerchio nero · h2 cerchio nero · a1 cerchio nero · c1 cerchio nero · d1 cerchio nero · e1 cerchio nero · f1 cerchio nero · g1 cerchio nero · h1 cerchio nero | 6 |
| 5 | b8 cerchio nero · c8 cerchio nero · d8 cerchio nero · e8 cerchio nero · f8 cerchio nero · g8 cerchio nero · h8 cerchio nero · a7 cerchio nero · b7 cerchio nero · c7 cerchio nero · e7 cerchio nero · f7 cerchio nero · g7 cerchio nero · b6 cerchio nero · c6 cerchio nero · d6 cerchio nero · e6 cerchio nero · f6 cerchio nero · g6 cerchio nero · h6 cerchio nero · a5 cerchio nero · b5 cerchio nero · c5 cerchio nero · d5 cerchio nero · e5 cerchio nero · f5 cavallo del nero · g5 cerchio nero · h5 cerchio nero · b4 cerchio nero · c4 cerchio nero · d4 cerchio nero · e4 cerchio nero · f4 cerchio nero · g4 cerchio nero · h4 cerchio nero · a3 cerchio nero · b3 cerchio nero · c3 cerchio nero · e3 cerchio nero · f3 cerchio nero · g3 cerchio nero · b2 cerchio nero · c2 cerchio nero · d2 cerchio nero · e2 cerchio nero · f2 cerchio nero · g2 cerchio nero · h2 cerchio nero · a1 cerchio nero · c1 cerchio nero · d1 cerchio nero · e1 cerchio nero · f1 cerchio nero · g1 cerchio nero · h1 cerchio nero | b8 cerchio nero · c8 cerchio nero · d8 cerchio nero · e8 cerchio nero · f8 cerchio nero · g8 cerchio nero · h8 cerchio nero · a7 cerchio nero · b7 cerchio nero · c7 cerchio nero · e7 cerchio nero · f7 cerchio nero · g7 cerchio nero · b6 cerchio nero · c6 cerchio nero · d6 cerchio nero · e6 cerchio nero · f6 cerchio nero · g6 cerchio nero · h6 cerchio nero · a5 cerchio nero · b5 cerchio nero · c5 cerchio nero · d5 cerchio nero · e5 cerchio nero · f5 cavallo del nero · g5 cerchio nero · h5 cerchio nero · b4 cerchio nero · c4 cerchio nero · d4 cerchio nero · e4 cerchio nero · f4 cerchio nero · g4 cerchio nero · h4 cerchio nero · a3 cerchio nero · b3 cerchio nero · c3 cerchio nero · e3 cerchio nero · f3 cerchio nero · g3 cerchio nero · b2 cerchio nero · c2 cerchio nero · d2 cerchio nero · e2 cerchio nero · f2 cerchio nero · g2 cerchio nero · h2 cerchio nero · a1 cerchio nero · c1 cerchio nero · d1 cerchio nero · e1 cerchio nero · f1 cerchio nero · g1 cerchio nero · h1 cerchio nero | b8 cerchio nero · c8 cerchio nero · d8 cerchio nero · e8 cerchio nero · f8 cerchio nero · g8 cerchio nero · h8 cerchio nero · a7 cerchio nero · b7 cerchio nero · c7 cerchio nero · e7 cerchio nero · f7 cerchio nero · g7 cerchio nero · b6 cerchio nero · c6 cerchio nero · d6 cerchio nero · e6 cerchio nero · f6 cerchio nero · g6 cerchio nero · h6 cerchio nero · a5 cerchio nero · b5 cerchio nero · c5 cerchio nero · d5 cerchio nero · e5 cerchio nero · f5 cavallo del nero · g5 cerchio nero · h5 cerchio nero · b4 cerchio nero · c4 cerchio nero · d4 cerchio nero · e4 cerchio nero · f4 cerchio nero · g4 cerchio nero · h4 cerchio nero · a3 cerchio nero · b3 cerchio nero · c3 cerchio nero · e3 cerchio nero · f3 cerchio nero · g3 cerchio nero · b2 cerchio nero · c2 cerchio nero · d2 cerchio nero · e2 cerchio nero · f2 cerchio nero · g2 cerchio nero · h2 cerchio nero · a1 cerchio nero · c1 cerchio nero · d1 cerchio nero · e1 cerchio nero · f1 cerchio nero · g1 cerchio nero · h1 cerchio nero | b8 cerchio nero · c8 cerchio nero · d8 cerchio nero · e8 cerchio nero · f8 cerchio nero · g8 cerchio nero · h8 cerchio nero · a7 cerchio nero · b7 cerchio nero · c7 cerchio nero · e7 cerchio nero · f7 cerchio nero · g7 cerchio nero · b6 cerchio nero · c6 cerchio nero · d6 cerchio nero · e6 cerchio nero · f6 cerchio nero · g6 cerchio nero · h6 cerchio nero · a5 cerchio nero · b5 cerchio nero · c5 cerchio nero · d5 cerchio nero · e5 cerchio nero · f5 cavallo del nero · g5 cerchio nero · h5 cerchio nero · b4 cerchio nero · c4 cerchio nero · d4 cerchio nero · e4 cerchio nero · f4 cerchio nero · g4 cerchio nero · h4 cerchio nero · a3 cerchio nero · b3 cerchio nero · c3 cerchio nero · e3 cerchio nero · f3 cerchio nero · g3 cerchio nero · b2 cerchio nero · c2 cerchio nero · d2 cerchio nero · e2 cerchio nero · f2 cerchio nero · g2 cerchio nero · h2 cerchio nero · a1 cerchio nero · c1 cerchio nero · d1 cerchio nero · e1 cerchio nero · f1 cerchio nero · g1 cerchio nero · h1 cerchio nero | b8 cerchio nero · c8 cerchio nero · d8 cerchio nero · e8 cerchio nero · f8 cerchio nero · g8 cerchio nero · h8 cerchio nero · a7 cerchio nero · b7 cerchio nero · c7 cerchio nero · e7 cerchio nero · f7 cerchio nero · g7 cerchio nero · b6 cerchio nero · c6 cerchio nero · d6 cerchio nero · e6 cerchio nero · f6 cerchio nero · g6 cerchio nero · h6 cerchio nero · a5 cerchio nero · b5 cerchio nero · c5 cerchio nero · d5 cerchio nero · e5 cerchio nero · f5 cavallo del nero · g5 cerchio nero · h5 cerchio nero · b4 cerchio nero · c4 cerchio nero · d4 cerchio nero · e4 cerchio nero · f4 cerchio nero · g4 cerchio nero · h4 cerchio nero · a3 cerchio nero · b3 cerchio nero · c3 cerchio nero · e3 cerchio nero · f3 cerchio nero · g3 cerchio nero · b2 cerchio nero · c2 cerchio nero · d2 cerchio nero · e2 cerchio nero · f2 cerchio nero · g2 cerchio nero · h2 cerchio nero · a1 cerchio nero · c1 cerchio nero · d1 cerchio nero · e1 cerchio nero · f1 cerchio nero · g1 cerchio nero · h1 cerchio nero | b8 cerchio nero · c8 cerchio nero · d8 cerchio nero · e8 cerchio nero · f8 cerchio nero · g8 cerchio nero · h8 cerchio nero · a7 cerchio nero · b7 cerchio nero · c7 cerchio nero · e7 cerchio nero · f7 cerchio nero · g7 cerchio nero · b6 cerchio nero · c6 cerchio nero · d6 cerchio nero · e6 cerchio nero · f6 cerchio nero · g6 cerchio nero · h6 cerchio nero · a5 cerchio nero · b5 cerchio nero · c5 cerchio nero · d5 cerchio nero · e5 cerchio nero · f5 cavallo del nero · g5 cerchio nero · h5 cerchio nero · b4 cerchio nero · c4 cerchio nero · d4 cerchio nero · e4 cerchio nero · f4 cerchio nero · g4 cerchio nero · h4 cerchio nero · a3 cerchio nero · b3 cerchio nero · c3 cerchio nero · e3 cerchio nero · f3 cerchio nero · g3 cerchio nero · b2 cerchio nero · c2 cerchio nero · d2 cerchio nero · e2 cerchio nero · f2 cerchio nero · g2 cerchio nero · h2 cerchio nero · a1 cerchio nero · c1 cerchio nero · d1 cerchio nero · e1 cerchio nero · f1 cerchio nero · g1 cerchio nero · h1 cerchio nero | b8 cerchio nero · c8 cerchio nero · d8 cerchio nero · e8 cerchio nero · f8 cerchio nero · g8 cerchio nero · h8 cerchio nero · a7 cerchio nero · b7 cerchio nero · c7 cerchio nero · e7 cerchio nero · f7 cerchio nero · g7 cerchio nero · b6 cerchio nero · c6 cerchio nero · d6 cerchio nero · e6 cerchio nero · f6 cerchio nero · g6 cerchio nero · h6 cerchio nero · a5 cerchio nero · b5 cerchio nero · c5 cerchio nero · d5 cerchio nero · e5 cerchio nero · f5 cavallo del nero · g5 cerchio nero · h5 cerchio nero · b4 cerchio nero · c4 cerchio nero · d4 cerchio nero · e4 cerchio nero · f4 cerchio nero · g4 cerchio nero · h4 cerchio nero · a3 cerchio nero · b3 cerchio nero · c3 cerchio nero · e3 cerchio nero · f3 cerchio nero · g3 cerchio nero · b2 cerchio nero · c2 cerchio nero · d2 cerchio nero · e2 cerchio nero · f2 cerchio nero · g2 cerchio nero · h2 cerchio nero · a1 cerchio nero · c1 cerchio nero · d1 cerchio nero · e1 cerchio nero · f1 cerchio nero · g1 cerchio nero · h1 cerchio nero | b8 cerchio nero · c8 cerchio nero · d8 cerchio nero · e8 cerchio nero · f8 cerchio nero · g8 cerchio nero · h8 cerchio nero · a7 cerchio nero · b7 cerchio nero · c7 cerchio nero · e7 cerchio nero · f7 cerchio nero · g7 cerchio nero · b6 cerchio nero · c6 cerchio nero · d6 cerchio nero · e6 cerchio nero · f6 cerchio nero · g6 cerchio nero · h6 cerchio nero · a5 cerchio nero · b5 cerchio nero · c5 cerchio nero · d5 cerchio nero · e5 cerchio nero · f5 cavallo del nero · g5 cerchio nero · h5 cerchio nero · b4 cerchio nero · c4 cerchio nero · d4 cerchio nero · e4 cerchio nero · f4 cerchio nero · g4 cerchio nero · h4 cerchio nero · a3 cerchio nero · b3 cerchio nero · c3 cerchio nero · e3 cerchio nero · f3 cerchio nero · g3 cerchio nero · b2 cerchio nero · c2 cerchio nero · d2 cerchio nero · e2 cerchio nero · f2 cerchio nero · g2 cerchio nero · h2 cerchio nero · a1 cerchio nero · c1 cerchio nero · d1 cerchio nero · e1 cerchio nero · f1 cerchio nero · g1 cerchio nero · h1 cerchio nero | 5 |
| 4 | b8 cerchio nero · c8 cerchio nero · d8 cerchio nero · e8 cerchio nero · f8 cerchio nero · g8 cerchio nero · h8 cerchio nero · a7 cerchio nero · b7 cerchio nero · c7 cerchio nero · e7 cerchio nero · f7 cerchio nero · g7 cerchio nero · b6 cerchio nero · c6 cerchio nero · d6 cerchio nero · e6 cerchio nero · f6 cerchio nero · g6 cerchio nero · h6 cerchio nero · a5 cerchio nero · b5 cerchio nero · c5 cerchio nero · d5 cerchio nero · e5 cerchio nero · f5 cavallo del nero · g5 cerchio nero · h5 cerchio nero · b4 cerchio nero · c4 cerchio nero · d4 cerchio nero · e4 cerchio nero · f4 cerchio nero · g4 cerchio nero · h4 cerchio nero · a3 cerchio nero · b3 cerchio nero · c3 cerchio nero · e3 cerchio nero · f3 cerchio nero · g3 cerchio nero · b2 cerchio nero · c2 cerchio nero · d2 cerchio nero · e2 cerchio nero · f2 cerchio nero · g2 cerchio nero · h2 cerchio nero · a1 cerchio nero · c1 cerchio nero · d1 cerchio nero · e1 cerchio nero · f1 cerchio nero · g1 cerchio nero · h1 cerchio nero | b8 cerchio nero · c8 cerchio nero · d8 cerchio nero · e8 cerchio nero · f8 cerchio nero · g8 cerchio nero · h8 cerchio nero · a7 cerchio nero · b7 cerchio nero · c7 cerchio nero · e7 cerchio nero · f7 cerchio nero · g7 cerchio nero · b6 cerchio nero · c6 cerchio nero · d6 cerchio nero · e6 cerchio nero · f6 cerchio nero · g6 cerchio nero · h6 cerchio nero · a5 cerchio nero · b5 cerchio nero · c5 cerchio nero · d5 cerchio nero · e5 cerchio nero · f5 cavallo del nero · g5 cerchio nero · h5 cerchio nero · b4 cerchio nero · c4 cerchio nero · d4 cerchio nero · e4 cerchio nero · f4 cerchio nero · g4 cerchio nero · h4 cerchio nero · a3 cerchio nero · b3 cerchio nero · c3 cerchio nero · e3 cerchio nero · f3 cerchio nero · g3 cerchio nero · b2 cerchio nero · c2 cerchio nero · d2 cerchio nero · e2 cerchio nero · f2 cerchio nero · g2 cerchio nero · h2 cerchio nero · a1 cerchio nero · c1 cerchio nero · d1 cerchio nero · e1 cerchio nero · f1 cerchio nero · g1 cerchio nero · h1 cerchio nero | b8 cerchio nero · c8 cerchio nero · d8 cerchio nero · e8 cerchio nero · f8 cerchio nero · g8 cerchio nero · h8 cerchio nero · a7 cerchio nero · b7 cerchio nero · c7 cerchio nero · e7 cerchio nero · f7 cerchio nero · g7 cerchio nero · b6 cerchio nero · c6 cerchio nero · d6 cerchio nero · e6 cerchio nero · f6 cerchio nero · g6 cerchio nero · h6 cerchio nero · a5 cerchio nero · b5 cerchio nero · c5 cerchio nero · d5 cerchio nero · e5 cerchio nero · f5 cavallo del nero · g5 cerchio nero · h5 cerchio nero · b4 cerchio nero · c4 cerchio nero · d4 cerchio nero · e4 cerchio nero · f4 cerchio nero · g4 cerchio nero · h4 cerchio nero · a3 cerchio nero · b3 cerchio nero · c3 cerchio nero · e3 cerchio nero · f3 cerchio nero · g3 cerchio nero · b2 cerchio nero · c2 cerchio nero · d2 cerchio nero · e2 cerchio nero · f2 cerchio nero · g2 cerchio nero · h2 cerchio nero · a1 cerchio nero · c1 cerchio nero · d1 cerchio nero · e1 cerchio nero · f1 cerchio nero · g1 cerchio nero · h1 cerchio nero | b8 cerchio nero · c8 cerchio nero · d8 cerchio nero · e8 cerchio nero · f8 cerchio nero · g8 cerchio nero · h8 cerchio nero · a7 cerchio nero · b7 cerchio nero · c7 cerchio nero · e7 cerchio nero · f7 cerchio nero · g7 cerchio nero · b6 cerchio nero · c6 cerchio nero · d6 cerchio nero · e6 cerchio nero · f6 cerchio nero · g6 cerchio nero · h6 cerchio nero · a5 cerchio nero · b5 cerchio nero · c5 cerchio nero · d5 cerchio nero · e5 cerchio nero · f5 cavallo del nero · g5 cerchio nero · h5 cerchio nero · b4 cerchio nero · c4 cerchio nero · d4 cerchio nero · e4 cerchio nero · f4 cerchio nero · g4 cerchio nero · h4 cerchio nero · a3 cerchio nero · b3 cerchio nero · c3 cerchio nero · e3 cerchio nero · f3 cerchio nero · g3 cerchio nero · b2 cerchio nero · c2 cerchio nero · d2 cerchio nero · e2 cerchio nero · f2 cerchio nero · g2 cerchio nero · h2 cerchio nero · a1 cerchio nero · c1 cerchio nero · d1 cerchio nero · e1 cerchio nero · f1 cerchio nero · g1 cerchio nero · h1 cerchio nero | b8 cerchio nero · c8 cerchio nero · d8 cerchio nero · e8 cerchio nero · f8 cerchio nero · g8 cerchio nero · h8 cerchio nero · a7 cerchio nero · b7 cerchio nero · c7 cerchio nero · e7 cerchio nero · f7 cerchio nero · g7 cerchio nero · b6 cerchio nero · c6 cerchio nero · d6 cerchio nero · e6 cerchio nero · f6 cerchio nero · g6 cerchio nero · h6 cerchio nero · a5 cerchio nero · b5 cerchio nero · c5 cerchio nero · d5 cerchio nero · e5 cerchio nero · f5 cavallo del nero · g5 cerchio nero · h5 cerchio nero · b4 cerchio nero · c4 cerchio nero · d4 cerchio nero · e4 cerchio nero · f4 cerchio nero · g4 cerchio nero · h4 cerchio nero · a3 cerchio nero · b3 cerchio nero · c3 cerchio nero · e3 cerchio nero · f3 cerchio nero · g3 cerchio nero · b2 cerchio nero · c2 cerchio nero · d2 cerchio nero · e2 cerchio nero · f2 cerchio nero · g2 cerchio nero · h2 cerchio nero · a1 cerchio nero · c1 cerchio nero · d1 cerchio nero · e1 cerchio nero · f1 cerchio nero · g1 cerchio nero · h1 cerchio nero | b8 cerchio nero · c8 cerchio nero · d8 cerchio nero · e8 cerchio nero · f8 cerchio nero · g8 cerchio nero · h8 cerchio nero · a7 cerchio nero · b7 cerchio nero · c7 cerchio nero · e7 cerchio nero · f7 cerchio nero · g7 cerchio nero · b6 cerchio nero · c6 cerchio nero · d6 cerchio nero · e6 cerchio nero · f6 cerchio nero · g6 cerchio nero · h6 cerchio nero · a5 cerchio nero · b5 cerchio nero · c5 cerchio nero · d5 cerchio nero · e5 cerchio nero · f5 cavallo del nero · g5 cerchio nero · h5 cerchio nero · b4 cerchio nero · c4 cerchio nero · d4 cerchio nero · e4 cerchio nero · f4 cerchio nero · g4 cerchio nero · h4 cerchio nero · a3 cerchio nero · b3 cerchio nero · c3 cerchio nero · e3 cerchio nero · f3 cerchio nero · g3 cerchio nero · b2 cerchio nero · c2 cerchio nero · d2 cerchio nero · e2 cerchio nero · f2 cerchio nero · g2 cerchio nero · h2 cerchio nero · a1 cerchio nero · c1 cerchio nero · d1 cerchio nero · e1 cerchio nero · f1 cerchio nero · g1 cerchio nero · h1 cerchio nero | b8 cerchio nero · c8 cerchio nero · d8 cerchio nero · e8 cerchio nero · f8 cerchio nero · g8 cerchio nero · h8 cerchio nero · a7 cerchio nero · b7 cerchio nero · c7 cerchio nero · e7 cerchio nero · f7 cerchio nero · g7 cerchio nero · b6 cerchio nero · c6 cerchio nero · d6 cerchio nero · e6 cerchio nero · f6 cerchio nero · g6 cerchio nero · h6 cerchio nero · a5 cerchio nero · b5 cerchio nero · c5 cerchio nero · d5 cerchio nero · e5 cerchio nero · f5 cavallo del nero · g5 cerchio nero · h5 cerchio nero · b4 cerchio nero · c4 cerchio nero · d4 cerchio nero · e4 cerchio nero · f4 cerchio nero · g4 cerchio nero · h4 cerchio nero · a3 cerchio nero · b3 cerchio nero · c3 cerchio nero · e3 cerchio nero · f3 cerchio nero · g3 cerchio nero · b2 cerchio nero · c2 cerchio nero · d2 cerchio nero · e2 cerchio nero · f2 cerchio nero · g2 cerchio nero · h2 cerchio nero · a1 cerchio nero · c1 cerchio nero · d1 cerchio nero · e1 cerchio nero · f1 cerchio nero · g1 cerchio nero · h1 cerchio nero | b8 cerchio nero · c8 cerchio nero · d8 cerchio nero · e8 cerchio nero · f8 cerchio nero · g8 cerchio nero · h8 cerchio nero · a7 cerchio nero · b7 cerchio nero · c7 cerchio nero · e7 cerchio nero · f7 cerchio nero · g7 cerchio nero · b6 cerchio nero · c6 cerchio nero · d6 cerchio nero · e6 cerchio nero · f6 cerchio nero · g6 cerchio nero · h6 cerchio nero · a5 cerchio nero · b5 cerchio nero · c5 cerchio nero · d5 cerchio nero · e5 cerchio nero · f5 cavallo del nero · g5 cerchio nero · h5 cerchio nero · b4 cerchio nero · c4 cerchio nero · d4 cerchio nero · e4 cerchio nero · f4 cerchio nero · g4 cerchio nero · h4 cerchio nero · a3 cerchio nero · b3 cerchio nero · c3 cerchio nero · e3 cerchio nero · f3 cerchio nero · g3 cerchio nero · b2 cerchio nero · c2 cerchio nero · d2 cerchio nero · e2 cerchio nero · f2 cerchio nero · g2 cerchio nero · h2 cerchio nero · a1 cerchio nero · c1 cerchio nero · d1 cerchio nero · e1 cerchio nero · f1 cerchio nero · g1 cerchio nero · h1 cerchio nero | 4 |
| 3 | b8 cerchio nero · c8 cerchio nero · d8 cerchio nero · e8 cerchio nero · f8 cerchio nero · g8 cerchio nero · h8 cerchio nero · a7 cerchio nero · b7 cerchio nero · c7 cerchio nero · e7 cerchio nero · f7 cerchio nero · g7 cerchio nero · b6 cerchio nero · c6 cerchio nero · d6 cerchio nero · e6 cerchio nero · f6 cerchio nero · g6 cerchio nero · h6 cerchio nero · a5 cerchio nero · b5 cerchio nero · c5 cerchio nero · d5 cerchio nero · e5 cerchio nero · f5 cavallo del nero · g5 cerchio nero · h5 cerchio nero · b4 cerchio nero · c4 cerchio nero · d4 cerchio nero · e4 cerchio nero · f4 cerchio nero · g4 cerchio nero · h4 cerchio nero · a3 cerchio nero · b3 cerchio nero · c3 cerchio nero · e3 cerchio nero · f3 cerchio nero · g3 cerchio nero · b2 cerchio nero · c2 cerchio nero · d2 cerchio nero · e2 cerchio nero · f2 cerchio nero · g2 cerchio nero · h2 cerchio nero · a1 cerchio nero · c1 cerchio nero · d1 cerchio nero · e1 cerchio nero · f1 cerchio nero · g1 cerchio nero · h1 cerchio nero | b8 cerchio nero · c8 cerchio nero · d8 cerchio nero · e8 cerchio nero · f8 cerchio nero · g8 cerchio nero · h8 cerchio nero · a7 cerchio nero · b7 cerchio nero · c7 cerchio nero · e7 cerchio nero · f7 cerchio nero · g7 cerchio nero · b6 cerchio nero · c6 cerchio nero · d6 cerchio nero · e6 cerchio nero · f6 cerchio nero · g6 cerchio nero · h6 cerchio nero · a5 cerchio nero · b5 cerchio nero · c5 cerchio nero · d5 cerchio nero · e5 cerchio nero · f5 cavallo del nero · g5 cerchio nero · h5 cerchio nero · b4 cerchio nero · c4 cerchio nero · d4 cerchio nero · e4 cerchio nero · f4 cerchio nero · g4 cerchio nero · h4 cerchio nero · a3 cerchio nero · b3 cerchio nero · c3 cerchio nero · e3 cerchio nero · f3 cerchio nero · g3 cerchio nero · b2 cerchio nero · c2 cerchio nero · d2 cerchio nero · e2 cerchio nero · f2 cerchio nero · g2 cerchio nero · h2 cerchio nero · a1 cerchio nero · c1 cerchio nero · d1 cerchio nero · e1 cerchio nero · f1 cerchio nero · g1 cerchio nero · h1 cerchio nero | b8 cerchio nero · c8 cerchio nero · d8 cerchio nero · e8 cerchio nero · f8 cerchio nero · g8 cerchio nero · h8 cerchio nero · a7 cerchio nero · b7 cerchio nero · c7 cerchio nero · e7 cerchio nero · f7 cerchio nero · g7 cerchio nero · b6 cerchio nero · c6 cerchio nero · d6 cerchio nero · e6 cerchio nero · f6 cerchio nero · g6 cerchio nero · h6 cerchio nero · a5 cerchio nero · b5 cerchio nero · c5 cerchio nero · d5 cerchio nero · e5 cerchio nero · f5 cavallo del nero · g5 cerchio nero · h5 cerchio nero · b4 cerchio nero · c4 cerchio nero · d4 cerchio nero · e4 cerchio nero · f4 cerchio nero · g4 cerchio nero · h4 cerchio nero · a3 cerchio nero · b3 cerchio nero · c3 cerchio nero · e3 cerchio nero · f3 cerchio nero · g3 cerchio nero · b2 cerchio nero · c2 cerchio nero · d2 cerchio nero · e2 cerchio nero · f2 cerchio nero · g2 cerchio nero · h2 cerchio nero · a1 cerchio nero · c1 cerchio nero · d1 cerchio nero · e1 cerchio nero · f1 cerchio nero · g1 cerchio nero · h1 cerchio nero | b8 cerchio nero · c8 cerchio nero · d8 cerchio nero · e8 cerchio nero · f8 cerchio nero · g8 cerchio nero · h8 cerchio nero · a7 cerchio nero · b7 cerchio nero · c7 cerchio nero · e7 cerchio nero · f7 cerchio nero · g7 cerchio nero · b6 cerchio nero · c6 cerchio nero · d6 cerchio nero · e6 cerchio nero · f6 cerchio nero · g6 cerchio nero · h6 cerchio nero · a5 cerchio nero · b5 cerchio nero · c5 cerchio nero · d5 cerchio nero · e5 cerchio nero · f5 cavallo del nero · g5 cerchio nero · h5 cerchio nero · b4 cerchio nero · c4 cerchio nero · d4 cerchio nero · e4 cerchio nero · f4 cerchio nero · g4 cerchio nero · h4 cerchio nero · a3 cerchio nero · b3 cerchio nero · c3 cerchio nero · e3 cerchio nero · f3 cerchio nero · g3 cerchio nero · b2 cerchio nero · c2 cerchio nero · d2 cerchio nero · e2 cerchio nero · f2 cerchio nero · g2 cerchio nero · h2 cerchio nero · a1 cerchio nero · c1 cerchio nero · d1 cerchio nero · e1 cerchio nero · f1 cerchio nero · g1 cerchio nero · h1 cerchio nero | b8 cerchio nero · c8 cerchio nero · d8 cerchio nero · e8 cerchio nero · f8 cerchio nero · g8 cerchio nero · h8 cerchio nero · a7 cerchio nero · b7 cerchio nero · c7 cerchio nero · e7 cerchio nero · f7 cerchio nero · g7 cerchio nero · b6 cerchio nero · c6 cerchio nero · d6 cerchio nero · e6 cerchio nero · f6 cerchio nero · g6 cerchio nero · h6 cerchio nero · a5 cerchio nero · b5 cerchio nero · c5 cerchio nero · d5 cerchio nero · e5 cerchio nero · f5 cavallo del nero · g5 cerchio nero · h5 cerchio nero · b4 cerchio nero · c4 cerchio nero · d4 cerchio nero · e4 cerchio nero · f4 cerchio nero · g4 cerchio nero · h4 cerchio nero · a3 cerchio nero · b3 cerchio nero · c3 cerchio nero · e3 cerchio nero · f3 cerchio nero · g3 cerchio nero · b2 cerchio nero · c2 cerchio nero · d2 cerchio nero · e2 cerchio nero · f2 cerchio nero · g2 cerchio nero · h2 cerchio nero · a1 cerchio nero · c1 cerchio nero · d1 cerchio nero · e1 cerchio nero · f1 cerchio nero · g1 cerchio nero · h1 cerchio nero | b8 cerchio nero · c8 cerchio nero · d8 cerchio nero · e8 cerchio nero · f8 cerchio nero · g8 cerchio nero · h8 cerchio nero · a7 cerchio nero · b7 cerchio nero · c7 cerchio nero · e7 cerchio nero · f7 cerchio nero · g7 cerchio nero · b6 cerchio nero · c6 cerchio nero · d6 cerchio nero · e6 cerchio nero · f6 cerchio nero · g6 cerchio nero · h6 cerchio nero · a5 cerchio nero · b5 cerchio nero · c5 cerchio nero · d5 cerchio nero · e5 cerchio nero · f5 cavallo del nero · g5 cerchio nero · h5 cerchio nero · b4 cerchio nero · c4 cerchio nero · d4 cerchio nero · e4 cerchio nero · f4 cerchio nero · g4 cerchio nero · h4 cerchio nero · a3 cerchio nero · b3 cerchio nero · c3 cerchio nero · e3 cerchio nero · f3 cerchio nero · g3 cerchio nero · b2 cerchio nero · c2 cerchio nero · d2 cerchio nero · e2 cerchio nero · f2 cerchio nero · g2 cerchio nero · h2 cerchio nero · a1 cerchio nero · c1 cerchio nero · d1 cerchio nero · e1 cerchio nero · f1 cerchio nero · g1 cerchio nero · h1 cerchio nero | b8 cerchio nero · c8 cerchio nero · d8 cerchio nero · e8 cerchio nero · f8 cerchio nero · g8 cerchio nero · h8 cerchio nero · a7 cerchio nero · b7 cerchio nero · c7 cerchio nero · e7 cerchio nero · f7 cerchio nero · g7 cerchio nero · b6 cerchio nero · c6 cerchio nero · d6 cerchio nero · e6 cerchio nero · f6 cerchio nero · g6 cerchio nero · h6 cerchio nero · a5 cerchio nero · b5 cerchio nero · c5 cerchio nero · d5 cerchio nero · e5 cerchio nero · f5 cavallo del nero · g5 cerchio nero · h5 cerchio nero · b4 cerchio nero · c4 cerchio nero · d4 cerchio nero · e4 cerchio nero · f4 cerchio nero · g4 cerchio nero · h4 cerchio nero · a3 cerchio nero · b3 cerchio nero · c3 cerchio nero · e3 cerchio nero · f3 cerchio nero · g3 cerchio nero · b2 cerchio nero · c2 cerchio nero · d2 cerchio nero · e2 cerchio nero · f2 cerchio nero · g2 cerchio nero · h2 cerchio nero · a1 cerchio nero · c1 cerchio nero · d1 cerchio nero · e1 cerchio nero · f1 cerchio nero · g1 cerchio nero · h1 cerchio nero | b8 cerchio nero · c8 cerchio nero · d8 cerchio nero · e8 cerchio nero · f8 cerchio nero · g8 cerchio nero · h8 cerchio nero · a7 cerchio nero · b7 cerchio nero · c7 cerchio nero · e7 cerchio nero · f7 cerchio nero · g7 cerchio nero · b6 cerchio nero · c6 cerchio nero · d6 cerchio nero · e6 cerchio nero · f6 cerchio nero · g6 cerchio nero · h6 cerchio nero · a5 cerchio nero · b5 cerchio nero · c5 cerchio nero · d5 cerchio nero · e5 cerchio nero · f5 cavallo del nero · g5 cerchio nero · h5 cerchio nero · b4 cerchio nero · c4 cerchio nero · d4 cerchio nero · e4 cerchio nero · f4 cerchio nero · g4 cerchio nero · h4 cerchio nero · a3 cerchio nero · b3 cerchio nero · c3 cerchio nero · e3 cerchio nero · f3 cerchio nero · g3 cerchio nero · b2 cerchio nero · c2 cerchio nero · d2 cerchio nero · e2 cerchio nero · f2 cerchio nero · g2 cerchio nero · h2 cerchio nero · a1 cerchio nero · c1 cerchio nero · d1 cerchio nero · e1 cerchio nero · f1 cerchio nero · g1 cerchio nero · h1 cerchio nero | 3 |
| 2 | b8 cerchio nero · c8 cerchio nero · d8 cerchio nero · e8 cerchio nero · f8 cerchio nero · g8 cerchio nero · h8 cerchio nero · a7 cerchio nero · b7 cerchio nero · c7 cerchio nero · e7 cerchio nero · f7 cerchio nero · g7 cerchio nero · b6 cerchio nero · c6 cerchio nero · d6 cerchio nero · e6 cerchio nero · f6 cerchio nero · g6 cerchio nero · h6 cerchio nero · a5 cerchio nero · b5 cerchio nero · c5 cerchio nero · d5 cerchio nero · e5 cerchio nero · f5 cavallo del nero · g5 cerchio nero · h5 cerchio nero · b4 cerchio nero · c4 cerchio nero · d4 cerchio nero · e4 cerchio nero · f4 cerchio nero · g4 cerchio nero · h4 cerchio nero · a3 cerchio nero · b3 cerchio nero · c3 cerchio nero · e3 cerchio nero · f3 cerchio nero · g3 cerchio nero · b2 cerchio nero · c2 cerchio nero · d2 cerchio nero · e2 cerchio nero · f2 cerchio nero · g2 cerchio nero · h2 cerchio nero · a1 cerchio nero · c1 cerchio nero · d1 cerchio nero · e1 cerchio nero · f1 cerchio nero · g1 cerchio nero · h1 cerchio nero | b8 cerchio nero · c8 cerchio nero · d8 cerchio nero · e8 cerchio nero · f8 cerchio nero · g8 cerchio nero · h8 cerchio nero · a7 cerchio nero · b7 cerchio nero · c7 cerchio nero · e7 cerchio nero · f7 cerchio nero · g7 cerchio nero · b6 cerchio nero · c6 cerchio nero · d6 cerchio nero · e6 cerchio nero · f6 cerchio nero · g6 cerchio nero · h6 cerchio nero · a5 cerchio nero · b5 cerchio nero · c5 cerchio nero · d5 cerchio nero · e5 cerchio nero · f5 cavallo del nero · g5 cerchio nero · h5 cerchio nero · b4 cerchio nero · c4 cerchio nero · d4 cerchio nero · e4 cerchio nero · f4 cerchio nero · g4 cerchio nero · h4 cerchio nero · a3 cerchio nero · b3 cerchio nero · c3 cerchio nero · e3 cerchio nero · f3 cerchio nero · g3 cerchio nero · b2 cerchio nero · c2 cerchio nero · d2 cerchio nero · e2 cerchio nero · f2 cerchio nero · g2 cerchio nero · h2 cerchio nero · a1 cerchio nero · c1 cerchio nero · d1 cerchio nero · e1 cerchio nero · f1 cerchio nero · g1 cerchio nero · h1 cerchio nero | b8 cerchio nero · c8 cerchio nero · d8 cerchio nero · e8 cerchio nero · f8 cerchio nero · g8 cerchio nero · h8 cerchio nero · a7 cerchio nero · b7 cerchio nero · c7 cerchio nero · e7 cerchio nero · f7 cerchio nero · g7 cerchio nero · b6 cerchio nero · c6 cerchio nero · d6 cerchio nero · e6 cerchio nero · f6 cerchio nero · g6 cerchio nero · h6 cerchio nero · a5 cerchio nero · b5 cerchio nero · c5 cerchio nero · d5 cerchio nero · e5 cerchio nero · f5 cavallo del nero · g5 cerchio nero · h5 cerchio nero · b4 cerchio nero · c4 cerchio nero · d4 cerchio nero · e4 cerchio nero · f4 cerchio nero · g4 cerchio nero · h4 cerchio nero · a3 cerchio nero · b3 cerchio nero · c3 cerchio nero · e3 cerchio nero · f3 cerchio nero · g3 cerchio nero · b2 cerchio nero · c2 cerchio nero · d2 cerchio nero · e2 cerchio nero · f2 cerchio nero · g2 cerchio nero · h2 cerchio nero · a1 cerchio nero · c1 cerchio nero · d1 cerchio nero · e1 cerchio nero · f1 cerchio nero · g1 cerchio nero · h1 cerchio nero | b8 cerchio nero · c8 cerchio nero · d8 cerchio nero · e8 cerchio nero · f8 cerchio nero · g8 cerchio nero · h8 cerchio nero · a7 cerchio nero · b7 cerchio nero · c7 cerchio nero · e7 cerchio nero · f7 cerchio nero · g7 cerchio nero · b6 cerchio nero · c6 cerchio nero · d6 cerchio nero · e6 cerchio nero · f6 cerchio nero · g6 cerchio nero · h6 cerchio nero · a5 cerchio nero · b5 cerchio nero · c5 cerchio nero · d5 cerchio nero · e5 cerchio nero · f5 cavallo del nero · g5 cerchio nero · h5 cerchio nero · b4 cerchio nero · c4 cerchio nero · d4 cerchio nero · e4 cerchio nero · f4 cerchio nero · g4 cerchio nero · h4 cerchio nero · a3 cerchio nero · b3 cerchio nero · c3 cerchio nero · e3 cerchio nero · f3 cerchio nero · g3 cerchio nero · b2 cerchio nero · c2 cerchio nero · d2 cerchio nero · e2 cerchio nero · f2 cerchio nero · g2 cerchio nero · h2 cerchio nero · a1 cerchio nero · c1 cerchio nero · d1 cerchio nero · e1 cerchio nero · f1 cerchio nero · g1 cerchio nero · h1 cerchio nero | b8 cerchio nero · c8 cerchio nero · d8 cerchio nero · e8 cerchio nero · f8 cerchio nero · g8 cerchio nero · h8 cerchio nero · a7 cerchio nero · b7 cerchio nero · c7 cerchio nero · e7 cerchio nero · f7 cerchio nero · g7 cerchio nero · b6 cerchio nero · c6 cerchio nero · d6 cerchio nero · e6 cerchio nero · f6 cerchio nero · g6 cerchio nero · h6 cerchio nero · a5 cerchio nero · b5 cerchio nero · c5 cerchio nero · d5 cerchio nero · e5 cerchio nero · f5 cavallo del nero · g5 cerchio nero · h5 cerchio nero · b4 cerchio nero · c4 cerchio nero · d4 cerchio nero · e4 cerchio nero · f4 cerchio nero · g4 cerchio nero · h4 cerchio nero · a3 cerchio nero · b3 cerchio nero · c3 cerchio nero · e3 cerchio nero · f3 cerchio nero · g3 cerchio nero · b2 cerchio nero · c2 cerchio nero · d2 cerchio nero · e2 cerchio nero · f2 cerchio nero · g2 cerchio nero · h2 cerchio nero · a1 cerchio nero · c1 cerchio nero · d1 cerchio nero · e1 cerchio nero · f1 cerchio nero · g1 cerchio nero · h1 cerchio nero | b8 cerchio nero · c8 cerchio nero · d8 cerchio nero · e8 cerchio nero · f8 cerchio nero · g8 cerchio nero · h8 cerchio nero · a7 cerchio nero · b7 cerchio nero · c7 cerchio nero · e7 cerchio nero · f7 cerchio nero · g7 cerchio nero · b6 cerchio nero · c6 cerchio nero · d6 cerchio nero · e6 cerchio nero · f6 cerchio nero · g6 cerchio nero · h6 cerchio nero · a5 cerchio nero · b5 cerchio nero · c5 cerchio nero · d5 cerchio nero · e5 cerchio nero · f5 cavallo del nero · g5 cerchio nero · h5 cerchio nero · b4 cerchio nero · c4 cerchio nero · d4 cerchio nero · e4 cerchio nero · f4 cerchio nero · g4 cerchio nero · h4 cerchio nero · a3 cerchio nero · b3 cerchio nero · c3 cerchio nero · e3 cerchio nero · f3 cerchio nero · g3 cerchio nero · b2 cerchio nero · c2 cerchio nero · d2 cerchio nero · e2 cerchio nero · f2 cerchio nero · g2 cerchio nero · h2 cerchio nero · a1 cerchio nero · c1 cerchio nero · d1 cerchio nero · e1 cerchio nero · f1 cerchio nero · g1 cerchio nero · h1 cerchio nero | b8 cerchio nero · c8 cerchio nero · d8 cerchio nero · e8 cerchio nero · f8 cerchio nero · g8 cerchio nero · h8 cerchio nero · a7 cerchio nero · b7 cerchio nero · c7 cerchio nero · e7 cerchio nero · f7 cerchio nero · g7 cerchio nero · b6 cerchio nero · c6 cerchio nero · d6 cerchio nero · e6 cerchio nero · f6 cerchio nero · g6 cerchio nero · h6 cerchio nero · a5 cerchio nero · b5 cerchio nero · c5 cerchio nero · d5 cerchio nero · e5 cerchio nero · f5 cavallo del nero · g5 cerchio nero · h5 cerchio nero · b4 cerchio nero · c4 cerchio nero · d4 cerchio nero · e4 cerchio nero · f4 cerchio nero · g4 cerchio nero · h4 cerchio nero · a3 cerchio nero · b3 cerchio nero · c3 cerchio nero · e3 cerchio nero · f3 cerchio nero · g3 cerchio nero · b2 cerchio nero · c2 cerchio nero · d2 cerchio nero · e2 cerchio nero · f2 cerchio nero · g2 cerchio nero · h2 cerchio nero · a1 cerchio nero · c1 cerchio nero · d1 cerchio nero · e1 cerchio nero · f1 cerchio nero · g1 cerchio nero · h1 cerchio nero | b8 cerchio nero · c8 cerchio nero · d8 cerchio nero · e8 cerchio nero · f8 cerchio nero · g8 cerchio nero · h8 cerchio nero · a7 cerchio nero · b7 cerchio nero · c7 cerchio nero · e7 cerchio nero · f7 cerchio nero · g7 cerchio nero · b6 cerchio nero · c6 cerchio nero · d6 cerchio nero · e6 cerchio nero · f6 cerchio nero · g6 cerchio nero · h6 cerchio nero · a5 cerchio nero · b5 cerchio nero · c5 cerchio nero · d5 cerchio nero · e5 cerchio nero · f5 cavallo del nero · g5 cerchio nero · h5 cerchio nero · b4 cerchio nero · c4 cerchio nero · d4 cerchio nero · e4 cerchio nero · f4 cerchio nero · g4 cerchio nero · h4 cerchio nero · a3 cerchio nero · b3 cerchio nero · c3 cerchio nero · e3 cerchio nero · f3 cerchio nero · g3 cerchio nero · b2 cerchio nero · c2 cerchio nero · d2 cerchio nero · e2 cerchio nero · f2 cerchio nero · g2 cerchio nero · h2 cerchio nero · a1 cerchio nero · c1 cerchio nero · d1 cerchio nero · e1 cerchio nero · f1 cerchio nero · g1 cerchio nero · h1 cerchio nero | 2 |
| 1 | b8 cerchio nero · c8 cerchio nero · d8 cerchio nero · e8 cerchio nero · f8 cerchio nero · g8 cerchio nero · h8 cerchio nero · a7 cerchio nero · b7 cerchio nero · c7 cerchio nero · e7 cerchio nero · f7 cerchio nero · g7 cerchio nero · b6 cerchio nero · c6 cerchio nero · d6 cerchio nero · e6 cerchio nero · f6 cerchio nero · g6 cerchio nero · h6 cerchio nero · a5 cerchio nero · b5 cerchio nero · c5 cerchio nero · d5 cerchio nero · e5 cerchio nero · f5 cavallo del nero · g5 cerchio nero · h5 cerchio nero · b4 cerchio nero · c4 cerchio nero · d4 cerchio nero · e4 cerchio nero · f4 cerchio nero · g4 cerchio nero · h4 cerchio nero · a3 cerchio nero · b3 cerchio nero · c3 cerchio nero · e3 cerchio nero · f3 cerchio nero · g3 cerchio nero · b2 cerchio nero · c2 cerchio nero · d2 cerchio nero · e2 cerchio nero · f2 cerchio nero · g2 cerchio nero · h2 cerchio nero · a1 cerchio nero · c1 cerchio nero · d1 cerchio nero · e1 cerchio nero · f1 cerchio nero · g1 cerchio nero · h1 cerchio nero | b8 cerchio nero · c8 cerchio nero · d8 cerchio nero · e8 cerchio nero · f8 cerchio nero · g8 cerchio nero · h8 cerchio nero · a7 cerchio nero · b7 cerchio nero · c7 cerchio nero · e7 cerchio nero · f7 cerchio nero · g7 cerchio nero · b6 cerchio nero · c6 cerchio nero · d6 cerchio nero · e6 cerchio nero · f6 cerchio nero · g6 cerchio nero · h6 cerchio nero · a5 cerchio nero · b5 cerchio nero · c5 cerchio nero · d5 cerchio nero · e5 cerchio nero · f5 cavallo del nero · g5 cerchio nero · h5 cerchio nero · b4 cerchio nero · c4 cerchio nero · d4 cerchio nero · e4 cerchio nero · f4 cerchio nero · g4 cerchio nero · h4 cerchio nero · a3 cerchio nero · b3 cerchio nero · c3 cerchio nero · e3 cerchio nero · f3 cerchio nero · g3 cerchio nero · b2 cerchio nero · c2 cerchio nero · d2 cerchio nero · e2 cerchio nero · f2 cerchio nero · g2 cerchio nero · h2 cerchio nero · a1 cerchio nero · c1 cerchio nero · d1 cerchio nero · e1 cerchio nero · f1 cerchio nero · g1 cerchio nero · h1 cerchio nero | b8 cerchio nero · c8 cerchio nero · d8 cerchio nero · e8 cerchio nero · f8 cerchio nero · g8 cerchio nero · h8 cerchio nero · a7 cerchio nero · b7 cerchio nero · c7 cerchio nero · e7 cerchio nero · f7 cerchio nero · g7 cerchio nero · b6 cerchio nero · c6 cerchio nero · d6 cerchio nero · e6 cerchio nero · f6 cerchio nero · g6 cerchio nero · h6 cerchio nero · a5 cerchio nero · b5 cerchio nero · c5 cerchio nero · d5 cerchio nero · e5 cerchio nero · f5 cavallo del nero · g5 cerchio nero · h5 cerchio nero · b4 cerchio nero · c4 cerchio nero · d4 cerchio nero · e4 cerchio nero · f4 cerchio nero · g4 cerchio nero · h4 cerchio nero · a3 cerchio nero · b3 cerchio nero · c3 cerchio nero · e3 cerchio nero · f3 cerchio nero · g3 cerchio nero · b2 cerchio nero · c2 cerchio nero · d2 cerchio nero · e2 cerchio nero · f2 cerchio nero · g2 cerchio nero · h2 cerchio nero · a1 cerchio nero · c1 cerchio nero · d1 cerchio nero · e1 cerchio nero · f1 cerchio nero · g1 cerchio nero · h1 cerchio nero | b8 cerchio nero · c8 cerchio nero · d8 cerchio nero · e8 cerchio nero · f8 cerchio nero · g8 cerchio nero · h8 cerchio nero · a7 cerchio nero · b7 cerchio nero · c7 cerchio nero · e7 cerchio nero · f7 cerchio nero · g7 cerchio nero · b6 cerchio nero · c6 cerchio nero · d6 cerchio nero · e6 cerchio nero · f6 cerchio nero · g6 cerchio nero · h6 cerchio nero · a5 cerchio nero · b5 cerchio nero · c5 cerchio nero · d5 cerchio nero · e5 cerchio nero · f5 cavallo del nero · g5 cerchio nero · h5 cerchio nero · b4 cerchio nero · c4 cerchio nero · d4 cerchio nero · e4 cerchio nero · f4 cerchio nero · g4 cerchio nero · h4 cerchio nero · a3 cerchio nero · b3 cerchio nero · c3 cerchio nero · e3 cerchio nero · f3 cerchio nero · g3 cerchio nero · b2 cerchio nero · c2 cerchio nero · d2 cerchio nero · e2 cerchio nero · f2 cerchio nero · g2 cerchio nero · h2 cerchio nero · a1 cerchio nero · c1 cerchio nero · d1 cerchio nero · e1 cerchio nero · f1 cerchio nero · g1 cerchio nero · h1 cerchio nero | b8 cerchio nero · c8 cerchio nero · d8 cerchio nero · e8 cerchio nero · f8 cerchio nero · g8 cerchio nero · h8 cerchio nero · a7 cerchio nero · b7 cerchio nero · c7 cerchio nero · e7 cerchio nero · f7 cerchio nero · g7 cerchio nero · b6 cerchio nero · c6 cerchio nero · d6 cerchio nero · e6 cerchio nero · f6 cerchio nero · g6 cerchio nero · h6 cerchio nero · a5 cerchio nero · b5 cerchio nero · c5 cerchio nero · d5 cerchio nero · e5 cerchio nero · f5 cavallo del nero · g5 cerchio nero · h5 cerchio nero · b4 cerchio nero · c4 cerchio nero · d4 cerchio nero · e4 cerchio nero · f4 cerchio nero · g4 cerchio nero · h4 cerchio nero · a3 cerchio nero · b3 cerchio nero · c3 cerchio nero · e3 cerchio nero · f3 cerchio nero · g3 cerchio nero · b2 cerchio nero · c2 cerchio nero · d2 cerchio nero · e2 cerchio nero · f2 cerchio nero · g2 cerchio nero · h2 cerchio nero · a1 cerchio nero · c1 cerchio nero · d1 cerchio nero · e1 cerchio nero · f1 cerchio nero · g1 cerchio nero · h1 cerchio nero | b8 cerchio nero · c8 cerchio nero · d8 cerchio nero · e8 cerchio nero · f8 cerchio nero · g8 cerchio nero · h8 cerchio nero · a7 cerchio nero · b7 cerchio nero · c7 cerchio nero · e7 cerchio nero · f7 cerchio nero · g7 cerchio nero · b6 cerchio nero · c6 cerchio nero · d6 cerchio nero · e6 cerchio nero · f6 cerchio nero · g6 cerchio nero · h6 cerchio nero · a5 cerchio nero · b5 cerchio nero · c5 cerchio nero · d5 cerchio nero · e5 cerchio nero · f5 cavallo del nero · g5 cerchio nero · h5 cerchio nero · b4 cerchio nero · c4 cerchio nero · d4 cerchio nero · e4 cerchio nero · f4 cerchio nero · g4 cerchio nero · h4 cerchio nero · a3 cerchio nero · b3 cerchio nero · c3 cerchio nero · e3 cerchio nero · f3 cerchio nero · g3 cerchio nero · b2 cerchio nero · c2 cerchio nero · d2 cerchio nero · e2 cerchio nero · f2 cerchio nero · g2 cerchio nero · h2 cerchio nero · a1 cerchio nero · c1 cerchio nero · d1 cerchio nero · e1 cerchio nero · f1 cerchio nero · g1 cerchio nero · h1 cerchio nero | b8 cerchio nero · c8 cerchio nero · d8 cerchio nero · e8 cerchio nero · f8 cerchio nero · g8 cerchio nero · h8 cerchio nero · a7 cerchio nero · b7 cerchio nero · c7 cerchio nero · e7 cerchio nero · f7 cerchio nero · g7 cerchio nero · b6 cerchio nero · c6 cerchio nero · d6 cerchio nero · e6 cerchio nero · f6 cerchio nero · g6 cerchio nero · h6 cerchio nero · a5 cerchio nero · b5 cerchio nero · c5 cerchio nero · d5 cerchio nero · e5 cerchio nero · f5 cavallo del nero · g5 cerchio nero · h5 cerchio nero · b4 cerchio nero · c4 cerchio nero · d4 cerchio nero · e4 cerchio nero · f4 cerchio nero · g4 cerchio nero · h4 cerchio nero · a3 cerchio nero · b3 cerchio nero · c3 cerchio nero · e3 cerchio nero · f3 cerchio nero · g3 cerchio nero · b2 cerchio nero · c2 cerchio nero · d2 cerchio nero · e2 cerchio nero · f2 cerchio nero · g2 cerchio nero · h2 cerchio nero · a1 cerchio nero · c1 cerchio nero · d1 cerchio nero · e1 cerchio nero · f1 cerchio nero · g1 cerchio nero · h1 cerchio nero | b8 cerchio nero · c8 cerchio nero · d8 cerchio nero · e8 cerchio nero · f8 cerchio nero · g8 cerchio nero · h8 cerchio nero · a7 cerchio nero · b7 cerchio nero · c7 cerchio nero · e7 cerchio nero · f7 cerchio nero · g7 cerchio nero · b6 cerchio nero · c6 cerchio nero · d6 cerchio nero · e6 cerchio nero · f6 cerchio nero · g6 cerchio nero · h6 cerchio nero · a5 cerchio nero · b5 cerchio nero · c5 cerchio nero · d5 cerchio nero · e5 cerchio nero · f5 cavallo del nero · g5 cerchio nero · h5 cerchio nero · b4 cerchio nero · c4 cerchio nero · d4 cerchio nero · e4 cerchio nero · f4 cerchio nero · g4 cerchio nero · h4 cerchio nero · a3 cerchio nero · b3 cerchio nero · c3 cerchio nero · e3 cerchio nero · f3 cerchio nero · g3 cerchio nero · b2 cerchio nero · c2 cerchio nero · d2 cerchio nero · e2 cerchio nero · f2 cerchio nero · g2 cerchio nero · h2 cerchio nero · a1 cerchio nero · c1 cerchio nero · d1 cerchio nero · e1 cerchio nero · f1 cerchio nero · g1 cerchio nero · h1 cerchio nero | 1 |
|   | a | b | c | d | e | f | g | h |   |

I diagrammi 3 e 4 mostrano il numero di mosse necessarie per raggiungere le diverse case della scacchiera. Si può notare che il Cavallo arriva a coprire con due o tre mosse buona parte della scacchiera: ecco perché è considerato un pezzo relativamente potente sulle medie distanze, pienamente sviluppato se posto al centro o sua prossimità ed ottimo in situazioni di mischia. Questa sua particolare capacità risulta però debole sulle distanze brevi: i diagrammi 5 e 6 illustrano meglio come case "fisicamente" vicine siano per il Cavallo relativamente lontane (ad esempio il Cavallo nei diagrammi 4, 5 e 6 è fisicamente vicino alle case e5 e d3, ma può raggiungerle solo dopo rispettivamente 3 o 4 mosse).

## Il ruolo durante il gioco
Visto il modo particolare di muovere del cavallo, in genere viene mosso molto presto nella partita, spesso prima che i pedoni davanti a lui siano avanzati: le case migliori per lo sviluppo in apertura del cavallo sono rispettivamente c3 ed f3 per il Bianco e c6 ed f6 per il Nero. Di solito i cavalli sono portati in partita (sviluppati) insieme agli alfieri e molto prima delle torri o della donna. Il cavallo è l'unico pezzo in grado di attaccare gli altri senza essere attaccato da questi nel turno seguente (tranne da un altro cavallo, chiaramente): questo lo rende particolarmente adatto per delle forchette (più propriamente chiamate "doppi") "in mischia".
Approssimativamente il cavallo ha la stessa forza di un alfiere. L'area coperta dall'alfiere è maggiore, ma copre solo metà delle case della scacchiera (quelle dello stesso colore della casa iniziale dell'alfiere), mentre il cavallo può raggiungere qualsiasi casa, e può saltare gli altri pezzi. Questa ultima capacità lo rende particolarmente utile all'inizio della partita, quando la scacchiera è ancora affollata e i bersagli potenziali sono molti. Man mano che la partita procede e i pezzi si diradano il cavallo perde un po' della sua efficacia, per via del suo breve raggio d'azione, mentre l'alfiere ne acquista.
|   | a | b | c | d | e | f | g | h |   |
| 8 | a8 torre del nero · d8 torre del nero · g8 re del nero · a7 pedone del nero · b7 pedone del nero · c7 cerchio bianco · e7 cerchio bianco · f7 pedone del nero · g7 alfiere del nero · h7 pedone del nero · b6 cerchio bianco · d6 pedone del nero · f6 cerchio bianco · g6 pedone del nero · d5 cavallo del bianco · e5 pedone del nero · b4 cerchio bianco · e4 pedone del bianco · f4 cerchio bianco · h4 donna del nero · a3 pedone del bianco · c3 cerchio bianco · e3 cerchio bianco · f3 pedone del bianco · b2 pedone del bianco · d2 donna del bianco · g2 pedone del bianco · h2 pedone del bianco · b1 re del bianco · d1 torre del bianco · h1 torre del bianco | a8 torre del nero · d8 torre del nero · g8 re del nero · a7 pedone del nero · b7 pedone del nero · c7 cerchio bianco · e7 cerchio bianco · f7 pedone del nero · g7 alfiere del nero · h7 pedone del nero · b6 cerchio bianco · d6 pedone del nero · f6 cerchio bianco · g6 pedone del nero · d5 cavallo del bianco · e5 pedone del nero · b4 cerchio bianco · e4 pedone del bianco · f4 cerchio bianco · h4 donna del nero · a3 pedone del bianco · c3 cerchio bianco · e3 cerchio bianco · f3 pedone del bianco · b2 pedone del bianco · d2 donna del bianco · g2 pedone del bianco · h2 pedone del bianco · b1 re del bianco · d1 torre del bianco · h1 torre del bianco | a8 torre del nero · d8 torre del nero · g8 re del nero · a7 pedone del nero · b7 pedone del nero · c7 cerchio bianco · e7 cerchio bianco · f7 pedone del nero · g7 alfiere del nero · h7 pedone del nero · b6 cerchio bianco · d6 pedone del nero · f6 cerchio bianco · g6 pedone del nero · d5 cavallo del bianco · e5 pedone del nero · b4 cerchio bianco · e4 pedone del bianco · f4 cerchio bianco · h4 donna del nero · a3 pedone del bianco · c3 cerchio bianco · e3 cerchio bianco · f3 pedone del bianco · b2 pedone del bianco · d2 donna del bianco · g2 pedone del bianco · h2 pedone del bianco · b1 re del bianco · d1 torre del bianco · h1 torre del bianco | a8 torre del nero · d8 torre del nero · g8 re del nero · a7 pedone del nero · b7 pedone del nero · c7 cerchio bianco · e7 cerchio bianco · f7 pedone del nero · g7 alfiere del nero · h7 pedone del nero · b6 cerchio bianco · d6 pedone del nero · f6 cerchio bianco · g6 pedone del nero · d5 cavallo del bianco · e5 pedone del nero · b4 cerchio bianco · e4 pedone del bianco · f4 cerchio bianco · h4 donna del nero · a3 pedone del bianco · c3 cerchio bianco · e3 cerchio bianco · f3 pedone del bianco · b2 pedone del bianco · d2 donna del bianco · g2 pedone del bianco · h2 pedone del bianco · b1 re del bianco · d1 torre del bianco · h1 torre del bianco | a8 torre del nero · d8 torre del nero · g8 re del nero · a7 pedone del nero · b7 pedone del nero · c7 cerchio bianco · e7 cerchio bianco · f7 pedone del nero · g7 alfiere del nero · h7 pedone del nero · b6 cerchio bianco · d6 pedone del nero · f6 cerchio bianco · g6 pedone del nero · d5 cavallo del bianco · e5 pedone del nero · b4 cerchio bianco · e4 pedone del bianco · f4 cerchio bianco · h4 donna del nero · a3 pedone del bianco · c3 cerchio bianco · e3 cerchio bianco · f3 pedone del bianco · b2 pedone del bianco · d2 donna del bianco · g2 pedone del bianco · h2 pedone del bianco · b1 re del bianco · d1 torre del bianco · h1 torre del bianco | a8 torre del nero · d8 torre del nero · g8 re del nero · a7 pedone del nero · b7 pedone del nero · c7 cerchio bianco · e7 cerchio bianco · f7 pedone del nero · g7 alfiere del nero · h7 pedone del nero · b6 cerchio bianco · d6 pedone del nero · f6 cerchio bianco · g6 pedone del nero · d5 cavallo del bianco · e5 pedone del nero · b4 cerchio bianco · e4 pedone del bianco · f4 cerchio bianco · h4 donna del nero · a3 pedone del bianco · c3 cerchio bianco · e3 cerchio bianco · f3 pedone del bianco · b2 pedone del bianco · d2 donna del bianco · g2 pedone del bianco · h2 pedone del bianco · b1 re del bianco · d1 torre del bianco · h1 torre del bianco | a8 torre del nero · d8 torre del nero · g8 re del nero · a7 pedone del nero · b7 pedone del nero · c7 cerchio bianco · e7 cerchio bianco · f7 pedone del nero · g7 alfiere del nero · h7 pedone del nero · b6 cerchio bianco · d6 pedone del nero · f6 cerchio bianco · g6 pedone del nero · d5 cavallo del bianco · e5 pedone del nero · b4 cerchio bianco · e4 pedone del bianco · f4 cerchio bianco · h4 donna del nero · a3 pedone del bianco · c3 cerchio bianco · e3 cerchio bianco · f3 pedone del bianco · b2 pedone del bianco · d2 donna del bianco · g2 pedone del bianco · h2 pedone del bianco · b1 re del bianco · d1 torre del bianco · h1 torre del bianco | a8 torre del nero · d8 torre del nero · g8 re del nero · a7 pedone del nero · b7 pedone del nero · c7 cerchio bianco · e7 cerchio bianco · f7 pedone del nero · g7 alfiere del nero · h7 pedone del nero · b6 cerchio bianco · d6 pedone del nero · f6 cerchio bianco · g6 pedone del nero · d5 cavallo del bianco · e5 pedone del nero · b4 cerchio bianco · e4 pedone del bianco · f4 cerchio bianco · h4 donna del nero · a3 pedone del bianco · c3 cerchio bianco · e3 cerchio bianco · f3 pedone del bianco · b2 pedone del bianco · d2 donna del bianco · g2 pedone del bianco · h2 pedone del bianco · b1 re del bianco · d1 torre del bianco · h1 torre del bianco | 8 |
| 7 | a8 torre del nero · d8 torre del nero · g8 re del nero · a7 pedone del nero · b7 pedone del nero · c7 cerchio bianco · e7 cerchio bianco · f7 pedone del nero · g7 alfiere del nero · h7 pedone del nero · b6 cerchio bianco · d6 pedone del nero · f6 cerchio bianco · g6 pedone del nero · d5 cavallo del bianco · e5 pedone del nero · b4 cerchio bianco · e4 pedone del bianco · f4 cerchio bianco · h4 donna del nero · a3 pedone del bianco · c3 cerchio bianco · e3 cerchio bianco · f3 pedone del bianco · b2 pedone del bianco · d2 donna del bianco · g2 pedone del bianco · h2 pedone del bianco · b1 re del bianco · d1 torre del bianco · h1 torre del bianco | a8 torre del nero · d8 torre del nero · g8 re del nero · a7 pedone del nero · b7 pedone del nero · c7 cerchio bianco · e7 cerchio bianco · f7 pedone del nero · g7 alfiere del nero · h7 pedone del nero · b6 cerchio bianco · d6 pedone del nero · f6 cerchio bianco · g6 pedone del nero · d5 cavallo del bianco · e5 pedone del nero · b4 cerchio bianco · e4 pedone del bianco · f4 cerchio bianco · h4 donna del nero · a3 pedone del bianco · c3 cerchio bianco · e3 cerchio bianco · f3 pedone del bianco · b2 pedone del bianco · d2 donna del bianco · g2 pedone del bianco · h2 pedone del bianco · b1 re del bianco · d1 torre del bianco · h1 torre del bianco | a8 torre del nero · d8 torre del nero · g8 re del nero · a7 pedone del nero · b7 pedone del nero · c7 cerchio bianco · e7 cerchio bianco · f7 pedone del nero · g7 alfiere del nero · h7 pedone del nero · b6 cerchio bianco · d6 pedone del nero · f6 cerchio bianco · g6 pedone del nero · d5 cavallo del bianco · e5 pedone del nero · b4 cerchio bianco · e4 pedone del bianco · f4 cerchio bianco · h4 donna del nero · a3 pedone del bianco · c3 cerchio bianco · e3 cerchio bianco · f3 pedone del bianco · b2 pedone del bianco · d2 donna del bianco · g2 pedone del bianco · h2 pedone del bianco · b1 re del bianco · d1 torre del bianco · h1 torre del bianco | a8 torre del nero · d8 torre del nero · g8 re del nero · a7 pedone del nero · b7 pedone del nero · c7 cerchio bianco · e7 cerchio bianco · f7 pedone del nero · g7 alfiere del nero · h7 pedone del nero · b6 cerchio bianco · d6 pedone del nero · f6 cerchio bianco · g6 pedone del nero · d5 cavallo del bianco · e5 pedone del nero · b4 cerchio bianco · e4 pedone del bianco · f4 cerchio bianco · h4 donna del nero · a3 pedone del bianco · c3 cerchio bianco · e3 cerchio bianco · f3 pedone del bianco · b2 pedone del bianco · d2 donna del bianco · g2 pedone del bianco · h2 pedone del bianco · b1 re del bianco · d1 torre del bianco · h1 torre del bianco | a8 torre del nero · d8 torre del nero · g8 re del nero · a7 pedone del nero · b7 pedone del nero · c7 cerchio bianco · e7 cerchio bianco · f7 pedone del nero · g7 alfiere del nero · h7 pedone del nero · b6 cerchio bianco · d6 pedone del nero · f6 cerchio bianco · g6 pedone del nero · d5 cavallo del bianco · e5 pedone del nero · b4 cerchio bianco · e4 pedone del bianco · f4 cerchio bianco · h4 donna del nero · a3 pedone del bianco · c3 cerchio bianco · e3 cerchio bianco · f3 pedone del bianco · b2 pedone del bianco · d2 donna del bianco · g2 pedone del bianco · h2 pedone del bianco · b1 re del bianco · d1 torre del bianco · h1 torre del bianco | a8 torre del nero · d8 torre del nero · g8 re del nero · a7 pedone del nero · b7 pedone del nero · c7 cerchio bianco · e7 cerchio bianco · f7 pedone del nero · g7 alfiere del nero · h7 pedone del nero · b6 cerchio bianco · d6 pedone del nero · f6 cerchio bianco · g6 pedone del nero · d5 cavallo del bianco · e5 pedone del nero · b4 cerchio bianco · e4 pedone del bianco · f4 cerchio bianco · h4 donna del nero · a3 pedone del bianco · c3 cerchio bianco · e3 cerchio bianco · f3 pedone del bianco · b2 pedone del bianco · d2 donna del bianco · g2 pedone del bianco · h2 pedone del bianco · b1 re del bianco · d1 torre del bianco · h1 torre del bianco | a8 torre del nero · d8 torre del nero · g8 re del nero · a7 pedone del nero · b7 pedone del nero · c7 cerchio bianco · e7 cerchio bianco · f7 pedone del nero · g7 alfiere del nero · h7 pedone del nero · b6 cerchio bianco · d6 pedone del nero · f6 cerchio bianco · g6 pedone del nero · d5 cavallo del bianco · e5 pedone del nero · b4 cerchio bianco · e4 pedone del bianco · f4 cerchio bianco · h4 donna del nero · a3 pedone del bianco · c3 cerchio bianco · e3 cerchio bianco · f3 pedone del bianco · b2 pedone del bianco · d2 donna del bianco · g2 pedone del bianco · h2 pedone del bianco · b1 re del bianco · d1 torre del bianco · h1 torre del bianco | a8 torre del nero · d8 torre del nero · g8 re del nero · a7 pedone del nero · b7 pedone del nero · c7 cerchio bianco · e7 cerchio bianco · f7 pedone del nero · g7 alfiere del nero · h7 pedone del nero · b6 cerchio bianco · d6 pedone del nero · f6 cerchio bianco · g6 pedone del nero · d5 cavallo del bianco · e5 pedone del nero · b4 cerchio bianco · e4 pedone del bianco · f4 cerchio bianco · h4 donna del nero · a3 pedone del bianco · c3 cerchio bianco · e3 cerchio bianco · f3 pedone del bianco · b2 pedone del bianco · d2 donna del bianco · g2 pedone del bianco · h2 pedone del bianco · b1 re del bianco · d1 torre del bianco · h1 torre del bianco | 7 |
| 6 | a8 torre del nero · d8 torre del nero · g8 re del nero · a7 pedone del nero · b7 pedone del nero · c7 cerchio bianco · e7 cerchio bianco · f7 pedone del nero · g7 alfiere del nero · h7 pedone del nero · b6 cerchio bianco · d6 pedone del nero · f6 cerchio bianco · g6 pedone del nero · d5 cavallo del bianco · e5 pedone del nero · b4 cerchio bianco · e4 pedone del bianco · f4 cerchio bianco · h4 donna del nero · a3 pedone del bianco · c3 cerchio bianco · e3 cerchio bianco · f3 pedone del bianco · b2 pedone del bianco · d2 donna del bianco · g2 pedone del bianco · h2 pedone del bianco · b1 re del bianco · d1 torre del bianco · h1 torre del bianco | a8 torre del nero · d8 torre del nero · g8 re del nero · a7 pedone del nero · b7 pedone del nero · c7 cerchio bianco · e7 cerchio bianco · f7 pedone del nero · g7 alfiere del nero · h7 pedone del nero · b6 cerchio bianco · d6 pedone del nero · f6 cerchio bianco · g6 pedone del nero · d5 cavallo del bianco · e5 pedone del nero · b4 cerchio bianco · e4 pedone del bianco · f4 cerchio bianco · h4 donna del nero · a3 pedone del bianco · c3 cerchio bianco · e3 cerchio bianco · f3 pedone del bianco · b2 pedone del bianco · d2 donna del bianco · g2 pedone del bianco · h2 pedone del bianco · b1 re del bianco · d1 torre del bianco · h1 torre del bianco | a8 torre del nero · d8 torre del nero · g8 re del nero · a7 pedone del nero · b7 pedone del nero · c7 cerchio bianco · e7 cerchio bianco · f7 pedone del nero · g7 alfiere del nero · h7 pedone del nero · b6 cerchio bianco · d6 pedone del nero · f6 cerchio bianco · g6 pedone del nero · d5 cavallo del bianco · e5 pedone del nero · b4 cerchio bianco · e4 pedone del bianco · f4 cerchio bianco · h4 donna del nero · a3 pedone del bianco · c3 cerchio bianco · e3 cerchio bianco · f3 pedone del bianco · b2 pedone del bianco · d2 donna del bianco · g2 pedone del bianco · h2 pedone del bianco · b1 re del bianco · d1 torre del bianco · h1 torre del bianco | a8 torre del nero · d8 torre del nero · g8 re del nero · a7 pedone del nero · b7 pedone del nero · c7 cerchio bianco · e7 cerchio bianco · f7 pedone del nero · g7 alfiere del nero · h7 pedone del nero · b6 cerchio bianco · d6 pedone del nero · f6 cerchio bianco · g6 pedone del nero · d5 cavallo del bianco · e5 pedone del nero · b4 cerchio bianco · e4 pedone del bianco · f4 cerchio bianco · h4 donna del nero · a3 pedone del bianco · c3 cerchio bianco · e3 cerchio bianco · f3 pedone del bianco · b2 pedone del bianco · d2 donna del bianco · g2 pedone del bianco · h2 pedone del bianco · b1 re del bianco · d1 torre del bianco · h1 torre del bianco | a8 torre del nero · d8 torre del nero · g8 re del nero · a7 pedone del nero · b7 pedone del nero · c7 cerchio bianco · e7 cerchio bianco · f7 pedone del nero · g7 alfiere del nero · h7 pedone del nero · b6 cerchio bianco · d6 pedone del nero · f6 cerchio bianco · g6 pedone del nero · d5 cavallo del bianco · e5 pedone del nero · b4 cerchio bianco · e4 pedone del bianco · f4 cerchio bianco · h4 donna del nero · a3 pedone del bianco · c3 cerchio bianco · e3 cerchio bianco · f3 pedone del bianco · b2 pedone del bianco · d2 donna del bianco · g2 pedone del bianco · h2 pedone del bianco · b1 re del bianco · d1 torre del bianco · h1 torre del bianco | a8 torre del nero · d8 torre del nero · g8 re del nero · a7 pedone del nero · b7 pedone del nero · c7 cerchio bianco · e7 cerchio bianco · f7 pedone del nero · g7 alfiere del nero · h7 pedone del nero · b6 cerchio bianco · d6 pedone del nero · f6 cerchio bianco · g6 pedone del nero · d5 cavallo del bianco · e5 pedone del nero · b4 cerchio bianco · e4 pedone del bianco · f4 cerchio bianco · h4 donna del nero · a3 pedone del bianco · c3 cerchio bianco · e3 cerchio bianco · f3 pedone del bianco · b2 pedone del bianco · d2 donna del bianco · g2 pedone del bianco · h2 pedone del bianco · b1 re del bianco · d1 torre del bianco · h1 torre del bianco | a8 torre del nero · d8 torre del nero · g8 re del nero · a7 pedone del nero · b7 pedone del nero · c7 cerchio bianco · e7 cerchio bianco · f7 pedone del nero · g7 alfiere del nero · h7 pedone del nero · b6 cerchio bianco · d6 pedone del nero · f6 cerchio bianco · g6 pedone del nero · d5 cavallo del bianco · e5 pedone del nero · b4 cerchio bianco · e4 pedone del bianco · f4 cerchio bianco · h4 donna del nero · a3 pedone del bianco · c3 cerchio bianco · e3 cerchio bianco · f3 pedone del bianco · b2 pedone del bianco · d2 donna del bianco · g2 pedone del bianco · h2 pedone del bianco · b1 re del bianco · d1 torre del bianco · h1 torre del bianco | a8 torre del nero · d8 torre del nero · g8 re del nero · a7 pedone del nero · b7 pedone del nero · c7 cerchio bianco · e7 cerchio bianco · f7 pedone del nero · g7 alfiere del nero · h7 pedone del nero · b6 cerchio bianco · d6 pedone del nero · f6 cerchio bianco · g6 pedone del nero · d5 cavallo del bianco · e5 pedone del nero · b4 cerchio bianco · e4 pedone del bianco · f4 cerchio bianco · h4 donna del nero · a3 pedone del bianco · c3 cerchio bianco · e3 cerchio bianco · f3 pedone del bianco · b2 pedone del bianco · d2 donna del bianco · g2 pedone del bianco · h2 pedone del bianco · b1 re del bianco · d1 torre del bianco · h1 torre del bianco | 6 |
| 5 | a8 torre del nero · d8 torre del nero · g8 re del nero · a7 pedone del nero · b7 pedone del nero · c7 cerchio bianco · e7 cerchio bianco · f7 pedone del nero · g7 alfiere del nero · h7 pedone del nero · b6 cerchio bianco · d6 pedone del nero · f6 cerchio bianco · g6 pedone del nero · d5 cavallo del bianco · e5 pedone del nero · b4 cerchio bianco · e4 pedone del bianco · f4 cerchio bianco · h4 donna del nero · a3 pedone del bianco · c3 cerchio bianco · e3 cerchio bianco · f3 pedone del bianco · b2 pedone del bianco · d2 donna del bianco · g2 pedone del bianco · h2 pedone del bianco · b1 re del bianco · d1 torre del bianco · h1 torre del bianco | a8 torre del nero · d8 torre del nero · g8 re del nero · a7 pedone del nero · b7 pedone del nero · c7 cerchio bianco · e7 cerchio bianco · f7 pedone del nero · g7 alfiere del nero · h7 pedone del nero · b6 cerchio bianco · d6 pedone del nero · f6 cerchio bianco · g6 pedone del nero · d5 cavallo del bianco · e5 pedone del nero · b4 cerchio bianco · e4 pedone del bianco · f4 cerchio bianco · h4 donna del nero · a3 pedone del bianco · c3 cerchio bianco · e3 cerchio bianco · f3 pedone del bianco · b2 pedone del bianco · d2 donna del bianco · g2 pedone del bianco · h2 pedone del bianco · b1 re del bianco · d1 torre del bianco · h1 torre del bianco | a8 torre del nero · d8 torre del nero · g8 re del nero · a7 pedone del nero · b7 pedone del nero · c7 cerchio bianco · e7 cerchio bianco · f7 pedone del nero · g7 alfiere del nero · h7 pedone del nero · b6 cerchio bianco · d6 pedone del nero · f6 cerchio bianco · g6 pedone del nero · d5 cavallo del bianco · e5 pedone del nero · b4 cerchio bianco · e4 pedone del bianco · f4 cerchio bianco · h4 donna del nero · a3 pedone del bianco · c3 cerchio bianco · e3 cerchio bianco · f3 pedone del bianco · b2 pedone del bianco · d2 donna del bianco · g2 pedone del bianco · h2 pedone del bianco · b1 re del bianco · d1 torre del bianco · h1 torre del bianco | a8 torre del nero · d8 torre del nero · g8 re del nero · a7 pedone del nero · b7 pedone del nero · c7 cerchio bianco · e7 cerchio bianco · f7 pedone del nero · g7 alfiere del nero · h7 pedone del nero · b6 cerchio bianco · d6 pedone del nero · f6 cerchio bianco · g6 pedone del nero · d5 cavallo del bianco · e5 pedone del nero · b4 cerchio bianco · e4 pedone del bianco · f4 cerchio bianco · h4 donna del nero · a3 pedone del bianco · c3 cerchio bianco · e3 cerchio bianco · f3 pedone del bianco · b2 pedone del bianco · d2 donna del bianco · g2 pedone del bianco · h2 pedone del bianco · b1 re del bianco · d1 torre del bianco · h1 torre del bianco | a8 torre del nero · d8 torre del nero · g8 re del nero · a7 pedone del nero · b7 pedone del nero · c7 cerchio bianco · e7 cerchio bianco · f7 pedone del nero · g7 alfiere del nero · h7 pedone del nero · b6 cerchio bianco · d6 pedone del nero · f6 cerchio bianco · g6 pedone del nero · d5 cavallo del bianco · e5 pedone del nero · b4 cerchio bianco · e4 pedone del bianco · f4 cerchio bianco · h4 donna del nero · a3 pedone del bianco · c3 cerchio bianco · e3 cerchio bianco · f3 pedone del bianco · b2 pedone del bianco · d2 donna del bianco · g2 pedone del bianco · h2 pedone del bianco · b1 re del bianco · d1 torre del bianco · h1 torre del bianco | a8 torre del nero · d8 torre del nero · g8 re del nero · a7 pedone del nero · b7 pedone del nero · c7 cerchio bianco · e7 cerchio bianco · f7 pedone del nero · g7 alfiere del nero · h7 pedone del nero · b6 cerchio bianco · d6 pedone del nero · f6 cerchio bianco · g6 pedone del nero · d5 cavallo del bianco · e5 pedone del nero · b4 cerchio bianco · e4 pedone del bianco · f4 cerchio bianco · h4 donna del nero · a3 pedone del bianco · c3 cerchio bianco · e3 cerchio bianco · f3 pedone del bianco · b2 pedone del bianco · d2 donna del bianco · g2 pedone del bianco · h2 pedone del bianco · b1 re del bianco · d1 torre del bianco · h1 torre del bianco | a8 torre del nero · d8 torre del nero · g8 re del nero · a7 pedone del nero · b7 pedone del nero · c7 cerchio bianco · e7 cerchio bianco · f7 pedone del nero · g7 alfiere del nero · h7 pedone del nero · b6 cerchio bianco · d6 pedone del nero · f6 cerchio bianco · g6 pedone del nero · d5 cavallo del bianco · e5 pedone del nero · b4 cerchio bianco · e4 pedone del bianco · f4 cerchio bianco · h4 donna del nero · a3 pedone del bianco · c3 cerchio bianco · e3 cerchio bianco · f3 pedone del bianco · b2 pedone del bianco · d2 donna del bianco · g2 pedone del bianco · h2 pedone del bianco · b1 re del bianco · d1 torre del bianco · h1 torre del bianco | a8 torre del nero · d8 torre del nero · g8 re del nero · a7 pedone del nero · b7 pedone del nero · c7 cerchio bianco · e7 cerchio bianco · f7 pedone del nero · g7 alfiere del nero · h7 pedone del nero · b6 cerchio bianco · d6 pedone del nero · f6 cerchio bianco · g6 pedone del nero · d5 cavallo del bianco · e5 pedone del nero · b4 cerchio bianco · e4 pedone del bianco · f4 cerchio bianco · h4 donna del nero · a3 pedone del bianco · c3 cerchio bianco · e3 cerchio bianco · f3 pedone del bianco · b2 pedone del bianco · d2 donna del bianco · g2 pedone del bianco · h2 pedone del bianco · b1 re del bianco · d1 torre del bianco · h1 torre del bianco | 5 |
| 4 | a8 torre del nero · d8 torre del nero · g8 re del nero · a7 pedone del nero · b7 pedone del nero · c7 cerchio bianco · e7 cerchio bianco · f7 pedone del nero · g7 alfiere del nero · h7 pedone del nero · b6 cerchio bianco · d6 pedone del nero · f6 cerchio bianco · g6 pedone del nero · d5 cavallo del bianco · e5 pedone del nero · b4 cerchio bianco · e4 pedone del bianco · f4 cerchio bianco · h4 donna del nero · a3 pedone del bianco · c3 cerchio bianco · e3 cerchio bianco · f3 pedone del bianco · b2 pedone del bianco · d2 donna del bianco · g2 pedone del bianco · h2 pedone del bianco · b1 re del bianco · d1 torre del bianco · h1 torre del bianco | a8 torre del nero · d8 torre del nero · g8 re del nero · a7 pedone del nero · b7 pedone del nero · c7 cerchio bianco · e7 cerchio bianco · f7 pedone del nero · g7 alfiere del nero · h7 pedone del nero · b6 cerchio bianco · d6 pedone del nero · f6 cerchio bianco · g6 pedone del nero · d5 cavallo del bianco · e5 pedone del nero · b4 cerchio bianco · e4 pedone del bianco · f4 cerchio bianco · h4 donna del nero · a3 pedone del bianco · c3 cerchio bianco · e3 cerchio bianco · f3 pedone del bianco · b2 pedone del bianco · d2 donna del bianco · g2 pedone del bianco · h2 pedone del bianco · b1 re del bianco · d1 torre del bianco · h1 torre del bianco | a8 torre del nero · d8 torre del nero · g8 re del nero · a7 pedone del nero · b7 pedone del nero · c7 cerchio bianco · e7 cerchio bianco · f7 pedone del nero · g7 alfiere del nero · h7 pedone del nero · b6 cerchio bianco · d6 pedone del nero · f6 cerchio bianco · g6 pedone del nero · d5 cavallo del bianco · e5 pedone del nero · b4 cerchio bianco · e4 pedone del bianco · f4 cerchio bianco · h4 donna del nero · a3 pedone del bianco · c3 cerchio bianco · e3 cerchio bianco · f3 pedone del bianco · b2 pedone del bianco · d2 donna del bianco · g2 pedone del bianco · h2 pedone del bianco · b1 re del bianco · d1 torre del bianco · h1 torre del bianco | a8 torre del nero · d8 torre del nero · g8 re del nero · a7 pedone del nero · b7 pedone del nero · c7 cerchio bianco · e7 cerchio bianco · f7 pedone del nero · g7 alfiere del nero · h7 pedone del nero · b6 cerchio bianco · d6 pedone del nero · f6 cerchio bianco · g6 pedone del nero · d5 cavallo del bianco · e5 pedone del nero · b4 cerchio bianco · e4 pedone del bianco · f4 cerchio bianco · h4 donna del nero · a3 pedone del bianco · c3 cerchio bianco · e3 cerchio bianco · f3 pedone del bianco · b2 pedone del bianco · d2 donna del bianco · g2 pedone del bianco · h2 pedone del bianco · b1 re del bianco · d1 torre del bianco · h1 torre del bianco | a8 torre del nero · d8 torre del nero · g8 re del nero · a7 pedone del nero · b7 pedone del nero · c7 cerchio bianco · e7 cerchio bianco · f7 pedone del nero · g7 alfiere del nero · h7 pedone del nero · b6 cerchio bianco · d6 pedone del nero · f6 cerchio bianco · g6 pedone del nero · d5 cavallo del bianco · e5 pedone del nero · b4 cerchio bianco · e4 pedone del bianco · f4 cerchio bianco · h4 donna del nero · a3 pedone del bianco · c3 cerchio bianco · e3 cerchio bianco · f3 pedone del bianco · b2 pedone del bianco · d2 donna del bianco · g2 pedone del bianco · h2 pedone del bianco · b1 re del bianco · d1 torre del bianco · h1 torre del bianco | a8 torre del nero · d8 torre del nero · g8 re del nero · a7 pedone del nero · b7 pedone del nero · c7 cerchio bianco · e7 cerchio bianco · f7 pedone del nero · g7 alfiere del nero · h7 pedone del nero · b6 cerchio bianco · d6 pedone del nero · f6 cerchio bianco · g6 pedone del nero · d5 cavallo del bianco · e5 pedone del nero · b4 cerchio bianco · e4 pedone del bianco · f4 cerchio bianco · h4 donna del nero · a3 pedone del bianco · c3 cerchio bianco · e3 cerchio bianco · f3 pedone del bianco · b2 pedone del bianco · d2 donna del bianco · g2 pedone del bianco · h2 pedone del bianco · b1 re del bianco · d1 torre del bianco · h1 torre del bianco | a8 torre del nero · d8 torre del nero · g8 re del nero · a7 pedone del nero · b7 pedone del nero · c7 cerchio bianco · e7 cerchio bianco · f7 pedone del nero · g7 alfiere del nero · h7 pedone del nero · b6 cerchio bianco · d6 pedone del nero · f6 cerchio bianco · g6 pedone del nero · d5 cavallo del bianco · e5 pedone del nero · b4 cerchio bianco · e4 pedone del bianco · f4 cerchio bianco · h4 donna del nero · a3 pedone del bianco · c3 cerchio bianco · e3 cerchio bianco · f3 pedone del bianco · b2 pedone del bianco · d2 donna del bianco · g2 pedone del bianco · h2 pedone del bianco · b1 re del bianco · d1 torre del bianco · h1 torre del bianco | a8 torre del nero · d8 torre del nero · g8 re del nero · a7 pedone del nero · b7 pedone del nero · c7 cerchio bianco · e7 cerchio bianco · f7 pedone del nero · g7 alfiere del nero · h7 pedone del nero · b6 cerchio bianco · d6 pedone del nero · f6 cerchio bianco · g6 pedone del nero · d5 cavallo del bianco · e5 pedone del nero · b4 cerchio bianco · e4 pedone del bianco · f4 cerchio bianco · h4 donna del nero · a3 pedone del bianco · c3 cerchio bianco · e3 cerchio bianco · f3 pedone del bianco · b2 pedone del bianco · d2 donna del bianco · g2 pedone del bianco · h2 pedone del bianco · b1 re del bianco · d1 torre del bianco · h1 torre del bianco | 4 |
| 3 | a8 torre del nero · d8 torre del nero · g8 re del nero · a7 pedone del nero · b7 pedone del nero · c7 cerchio bianco · e7 cerchio bianco · f7 pedone del nero · g7 alfiere del nero · h7 pedone del nero · b6 cerchio bianco · d6 pedone del nero · f6 cerchio bianco · g6 pedone del nero · d5 cavallo del bianco · e5 pedone del nero · b4 cerchio bianco · e4 pedone del bianco · f4 cerchio bianco · h4 donna del nero · a3 pedone del bianco · c3 cerchio bianco · e3 cerchio bianco · f3 pedone del bianco · b2 pedone del bianco · d2 donna del bianco · g2 pedone del bianco · h2 pedone del bianco · b1 re del bianco · d1 torre del bianco · h1 torre del bianco | a8 torre del nero · d8 torre del nero · g8 re del nero · a7 pedone del nero · b7 pedone del nero · c7 cerchio bianco · e7 cerchio bianco · f7 pedone del nero · g7 alfiere del nero · h7 pedone del nero · b6 cerchio bianco · d6 pedone del nero · f6 cerchio bianco · g6 pedone del nero · d5 cavallo del bianco · e5 pedone del nero · b4 cerchio bianco · e4 pedone del bianco · f4 cerchio bianco · h4 donna del nero · a3 pedone del bianco · c3 cerchio bianco · e3 cerchio bianco · f3 pedone del bianco · b2 pedone del bianco · d2 donna del bianco · g2 pedone del bianco · h2 pedone del bianco · b1 re del bianco · d1 torre del bianco · h1 torre del bianco | a8 torre del nero · d8 torre del nero · g8 re del nero · a7 pedone del nero · b7 pedone del nero · c7 cerchio bianco · e7 cerchio bianco · f7 pedone del nero · g7 alfiere del nero · h7 pedone del nero · b6 cerchio bianco · d6 pedone del nero · f6 cerchio bianco · g6 pedone del nero · d5 cavallo del bianco · e5 pedone del nero · b4 cerchio bianco · e4 pedone del bianco · f4 cerchio bianco · h4 donna del nero · a3 pedone del bianco · c3 cerchio bianco · e3 cerchio bianco · f3 pedone del bianco · b2 pedone del bianco · d2 donna del bianco · g2 pedone del bianco · h2 pedone del bianco · b1 re del bianco · d1 torre del bianco · h1 torre del bianco | a8 torre del nero · d8 torre del nero · g8 re del nero · a7 pedone del nero · b7 pedone del nero · c7 cerchio bianco · e7 cerchio bianco · f7 pedone del nero · g7 alfiere del nero · h7 pedone del nero · b6 cerchio bianco · d6 pedone del nero · f6 cerchio bianco · g6 pedone del nero · d5 cavallo del bianco · e5 pedone del nero · b4 cerchio bianco · e4 pedone del bianco · f4 cerchio bianco · h4 donna del nero · a3 pedone del bianco · c3 cerchio bianco · e3 cerchio bianco · f3 pedone del bianco · b2 pedone del bianco · d2 donna del bianco · g2 pedone del bianco · h2 pedone del bianco · b1 re del bianco · d1 torre del bianco · h1 torre del bianco | a8 torre del nero · d8 torre del nero · g8 re del nero · a7 pedone del nero · b7 pedone del nero · c7 cerchio bianco · e7 cerchio bianco · f7 pedone del nero · g7 alfiere del nero · h7 pedone del nero · b6 cerchio bianco · d6 pedone del nero · f6 cerchio bianco · g6 pedone del nero · d5 cavallo del bianco · e5 pedone del nero · b4 cerchio bianco · e4 pedone del bianco · f4 cerchio bianco · h4 donna del nero · a3 pedone del bianco · c3 cerchio bianco · e3 cerchio bianco · f3 pedone del bianco · b2 pedone del bianco · d2 donna del bianco · g2 pedone del bianco · h2 pedone del bianco · b1 re del bianco · d1 torre del bianco · h1 torre del bianco | a8 torre del nero · d8 torre del nero · g8 re del nero · a7 pedone del nero · b7 pedone del nero · c7 cerchio bianco · e7 cerchio bianco · f7 pedone del nero · g7 alfiere del nero · h7 pedone del nero · b6 cerchio bianco · d6 pedone del nero · f6 cerchio bianco · g6 pedone del nero · d5 cavallo del bianco · e5 pedone del nero · b4 cerchio bianco · e4 pedone del bianco · f4 cerchio bianco · h4 donna del nero · a3 pedone del bianco · c3 cerchio bianco · e3 cerchio bianco · f3 pedone del bianco · b2 pedone del bianco · d2 donna del bianco · g2 pedone del bianco · h2 pedone del bianco · b1 re del bianco · d1 torre del bianco · h1 torre del bianco | a8 torre del nero · d8 torre del nero · g8 re del nero · a7 pedone del nero · b7 pedone del nero · c7 cerchio bianco · e7 cerchio bianco · f7 pedone del nero · g7 alfiere del nero · h7 pedone del nero · b6 cerchio bianco · d6 pedone del nero · f6 cerchio bianco · g6 pedone del nero · d5 cavallo del bianco · e5 pedone del nero · b4 cerchio bianco · e4 pedone del bianco · f4 cerchio bianco · h4 donna del nero · a3 pedone del bianco · c3 cerchio bianco · e3 cerchio bianco · f3 pedone del bianco · b2 pedone del bianco · d2 donna del bianco · g2 pedone del bianco · h2 pedone del bianco · b1 re del bianco · d1 torre del bianco · h1 torre del bianco | a8 torre del nero · d8 torre del nero · g8 re del nero · a7 pedone del nero · b7 pedone del nero · c7 cerchio bianco · e7 cerchio bianco · f7 pedone del nero · g7 alfiere del nero · h7 pedone del nero · b6 cerchio bianco · d6 pedone del nero · f6 cerchio bianco · g6 pedone del nero · d5 cavallo del bianco · e5 pedone del nero · b4 cerchio bianco · e4 pedone del bianco · f4 cerchio bianco · h4 donna del nero · a3 pedone del bianco · c3 cerchio bianco · e3 cerchio bianco · f3 pedone del bianco · b2 pedone del bianco · d2 donna del bianco · g2 pedone del bianco · h2 pedone del bianco · b1 re del bianco · d1 torre del bianco · h1 torre del bianco | 3 |
| 2 | a8 torre del nero · d8 torre del nero · g8 re del nero · a7 pedone del nero · b7 pedone del nero · c7 cerchio bianco · e7 cerchio bianco · f7 pedone del nero · g7 alfiere del nero · h7 pedone del nero · b6 cerchio bianco · d6 pedone del nero · f6 cerchio bianco · g6 pedone del nero · d5 cavallo del bianco · e5 pedone del nero · b4 cerchio bianco · e4 pedone del bianco · f4 cerchio bianco · h4 donna del nero · a3 pedone del bianco · c3 cerchio bianco · e3 cerchio bianco · f3 pedone del bianco · b2 pedone del bianco · d2 donna del bianco · g2 pedone del bianco · h2 pedone del bianco · b1 re del bianco · d1 torre del bianco · h1 torre del bianco | a8 torre del nero · d8 torre del nero · g8 re del nero · a7 pedone del nero · b7 pedone del nero · c7 cerchio bianco · e7 cerchio bianco · f7 pedone del nero · g7 alfiere del nero · h7 pedone del nero · b6 cerchio bianco · d6 pedone del nero · f6 cerchio bianco · g6 pedone del nero · d5 cavallo del bianco · e5 pedone del nero · b4 cerchio bianco · e4 pedone del bianco · f4 cerchio bianco · h4 donna del nero · a3 pedone del bianco · c3 cerchio bianco · e3 cerchio bianco · f3 pedone del bianco · b2 pedone del bianco · d2 donna del bianco · g2 pedone del bianco · h2 pedone del bianco · b1 re del bianco · d1 torre del bianco · h1 torre del bianco | a8 torre del nero · d8 torre del nero · g8 re del nero · a7 pedone del nero · b7 pedone del nero · c7 cerchio bianco · e7 cerchio bianco · f7 pedone del nero · g7 alfiere del nero · h7 pedone del nero · b6 cerchio bianco · d6 pedone del nero · f6 cerchio bianco · g6 pedone del nero · d5 cavallo del bianco · e5 pedone del nero · b4 cerchio bianco · e4 pedone del bianco · f4 cerchio bianco · h4 donna del nero · a3 pedone del bianco · c3 cerchio bianco · e3 cerchio bianco · f3 pedone del bianco · b2 pedone del bianco · d2 donna del bianco · g2 pedone del bianco · h2 pedone del bianco · b1 re del bianco · d1 torre del bianco · h1 torre del bianco | a8 torre del nero · d8 torre del nero · g8 re del nero · a7 pedone del nero · b7 pedone del nero · c7 cerchio bianco · e7 cerchio bianco · f7 pedone del nero · g7 alfiere del nero · h7 pedone del nero · b6 cerchio bianco · d6 pedone del nero · f6 cerchio bianco · g6 pedone del nero · d5 cavallo del bianco · e5 pedone del nero · b4 cerchio bianco · e4 pedone del bianco · f4 cerchio bianco · h4 donna del nero · a3 pedone del bianco · c3 cerchio bianco · e3 cerchio bianco · f3 pedone del bianco · b2 pedone del bianco · d2 donna del bianco · g2 pedone del bianco · h2 pedone del bianco · b1 re del bianco · d1 torre del bianco · h1 torre del bianco | a8 torre del nero · d8 torre del nero · g8 re del nero · a7 pedone del nero · b7 pedone del nero · c7 cerchio bianco · e7 cerchio bianco · f7 pedone del nero · g7 alfiere del nero · h7 pedone del nero · b6 cerchio bianco · d6 pedone del nero · f6 cerchio bianco · g6 pedone del nero · d5 cavallo del bianco · e5 pedone del nero · b4 cerchio bianco · e4 pedone del bianco · f4 cerchio bianco · h4 donna del nero · a3 pedone del bianco · c3 cerchio bianco · e3 cerchio bianco · f3 pedone del bianco · b2 pedone del bianco · d2 donna del bianco · g2 pedone del bianco · h2 pedone del bianco · b1 re del bianco · d1 torre del bianco · h1 torre del bianco | a8 torre del nero · d8 torre del nero · g8 re del nero · a7 pedone del nero · b7 pedone del nero · c7 cerchio bianco · e7 cerchio bianco · f7 pedone del nero · g7 alfiere del nero · h7 pedone del nero · b6 cerchio bianco · d6 pedone del nero · f6 cerchio bianco · g6 pedone del nero · d5 cavallo del bianco · e5 pedone del nero · b4 cerchio bianco · e4 pedone del bianco · f4 cerchio bianco · h4 donna del nero · a3 pedone del bianco · c3 cerchio bianco · e3 cerchio bianco · f3 pedone del bianco · b2 pedone del bianco · d2 donna del bianco · g2 pedone del bianco · h2 pedone del bianco · b1 re del bianco · d1 torre del bianco · h1 torre del bianco | a8 torre del nero · d8 torre del nero · g8 re del nero · a7 pedone del nero · b7 pedone del nero · c7 cerchio bianco · e7 cerchio bianco · f7 pedone del nero · g7 alfiere del nero · h7 pedone del nero · b6 cerchio bianco · d6 pedone del nero · f6 cerchio bianco · g6 pedone del nero · d5 cavallo del bianco · e5 pedone del nero · b4 cerchio bianco · e4 pedone del bianco · f4 cerchio bianco · h4 donna del nero · a3 pedone del bianco · c3 cerchio bianco · e3 cerchio bianco · f3 pedone del bianco · b2 pedone del bianco · d2 donna del bianco · g2 pedone del bianco · h2 pedone del bianco · b1 re del bianco · d1 torre del bianco · h1 torre del bianco | a8 torre del nero · d8 torre del nero · g8 re del nero · a7 pedone del nero · b7 pedone del nero · c7 cerchio bianco · e7 cerchio bianco · f7 pedone del nero · g7 alfiere del nero · h7 pedone del nero · b6 cerchio bianco · d6 pedone del nero · f6 cerchio bianco · g6 pedone del nero · d5 cavallo del bianco · e5 pedone del nero · b4 cerchio bianco · e4 pedone del bianco · f4 cerchio bianco · h4 donna del nero · a3 pedone del bianco · c3 cerchio bianco · e3 cerchio bianco · f3 pedone del bianco · b2 pedone del bianco · d2 donna del bianco · g2 pedone del bianco · h2 pedone del bianco · b1 re del bianco · d1 torre del bianco · h1 torre del bianco | 2 |
| 1 | a8 torre del nero · d8 torre del nero · g8 re del nero · a7 pedone del nero · b7 pedone del nero · c7 cerchio bianco · e7 cerchio bianco · f7 pedone del nero · g7 alfiere del nero · h7 pedone del nero · b6 cerchio bianco · d6 pedone del nero · f6 cerchio bianco · g6 pedone del nero · d5 cavallo del bianco · e5 pedone del nero · b4 cerchio bianco · e4 pedone del bianco · f4 cerchio bianco · h4 donna del nero · a3 pedone del bianco · c3 cerchio bianco · e3 cerchio bianco · f3 pedone del bianco · b2 pedone del bianco · d2 donna del bianco · g2 pedone del bianco · h2 pedone del bianco · b1 re del bianco · d1 torre del bianco · h1 torre del bianco | a8 torre del nero · d8 torre del nero · g8 re del nero · a7 pedone del nero · b7 pedone del nero · c7 cerchio bianco · e7 cerchio bianco · f7 pedone del nero · g7 alfiere del nero · h7 pedone del nero · b6 cerchio bianco · d6 pedone del nero · f6 cerchio bianco · g6 pedone del nero · d5 cavallo del bianco · e5 pedone del nero · b4 cerchio bianco · e4 pedone del bianco · f4 cerchio bianco · h4 donna del nero · a3 pedone del bianco · c3 cerchio bianco · e3 cerchio bianco · f3 pedone del bianco · b2 pedone del bianco · d2 donna del bianco · g2 pedone del bianco · h2 pedone del bianco · b1 re del bianco · d1 torre del bianco · h1 torre del bianco | a8 torre del nero · d8 torre del nero · g8 re del nero · a7 pedone del nero · b7 pedone del nero · c7 cerchio bianco · e7 cerchio bianco · f7 pedone del nero · g7 alfiere del nero · h7 pedone del nero · b6 cerchio bianco · d6 pedone del nero · f6 cerchio bianco · g6 pedone del nero · d5 cavallo del bianco · e5 pedone del nero · b4 cerchio bianco · e4 pedone del bianco · f4 cerchio bianco · h4 donna del nero · a3 pedone del bianco · c3 cerchio bianco · e3 cerchio bianco · f3 pedone del bianco · b2 pedone del bianco · d2 donna del bianco · g2 pedone del bianco · h2 pedone del bianco · b1 re del bianco · d1 torre del bianco · h1 torre del bianco | a8 torre del nero · d8 torre del nero · g8 re del nero · a7 pedone del nero · b7 pedone del nero · c7 cerchio bianco · e7 cerchio bianco · f7 pedone del nero · g7 alfiere del nero · h7 pedone del nero · b6 cerchio bianco · d6 pedone del nero · f6 cerchio bianco · g6 pedone del nero · d5 cavallo del bianco · e5 pedone del nero · b4 cerchio bianco · e4 pedone del bianco · f4 cerchio bianco · h4 donna del nero · a3 pedone del bianco · c3 cerchio bianco · e3 cerchio bianco · f3 pedone del bianco · b2 pedone del bianco · d2 donna del bianco · g2 pedone del bianco · h2 pedone del bianco · b1 re del bianco · d1 torre del bianco · h1 torre del bianco | a8 torre del nero · d8 torre del nero · g8 re del nero · a7 pedone del nero · b7 pedone del nero · c7 cerchio bianco · e7 cerchio bianco · f7 pedone del nero · g7 alfiere del nero · h7 pedone del nero · b6 cerchio bianco · d6 pedone del nero · f6 cerchio bianco · g6 pedone del nero · d5 cavallo del bianco · e5 pedone del nero · b4 cerchio bianco · e4 pedone del bianco · f4 cerchio bianco · h4 donna del nero · a3 pedone del bianco · c3 cerchio bianco · e3 cerchio bianco · f3 pedone del bianco · b2 pedone del bianco · d2 donna del bianco · g2 pedone del bianco · h2 pedone del bianco · b1 re del bianco · d1 torre del bianco · h1 torre del bianco | a8 torre del nero · d8 torre del nero · g8 re del nero · a7 pedone del nero · b7 pedone del nero · c7 cerchio bianco · e7 cerchio bianco · f7 pedone del nero · g7 alfiere del nero · h7 pedone del nero · b6 cerchio bianco · d6 pedone del nero · f6 cerchio bianco · g6 pedone del nero · d5 cavallo del bianco · e5 pedone del nero · b4 cerchio bianco · e4 pedone del bianco · f4 cerchio bianco · h4 donna del nero · a3 pedone del bianco · c3 cerchio bianco · e3 cerchio bianco · f3 pedone del bianco · b2 pedone del bianco · d2 donna del bianco · g2 pedone del bianco · h2 pedone del bianco · b1 re del bianco · d1 torre del bianco · h1 torre del bianco | a8 torre del nero · d8 torre del nero · g8 re del nero · a7 pedone del nero · b7 pedone del nero · c7 cerchio bianco · e7 cerchio bianco · f7 pedone del nero · g7 alfiere del nero · h7 pedone del nero · b6 cerchio bianco · d6 pedone del nero · f6 cerchio bianco · g6 pedone del nero · d5 cavallo del bianco · e5 pedone del nero · b4 cerchio bianco · e4 pedone del bianco · f4 cerchio bianco · h4 donna del nero · a3 pedone del bianco · c3 cerchio bianco · e3 cerchio bianco · f3 pedone del bianco · b2 pedone del bianco · d2 donna del bianco · g2 pedone del bianco · h2 pedone del bianco · b1 re del bianco · d1 torre del bianco · h1 torre del bianco | a8 torre del nero · d8 torre del nero · g8 re del nero · a7 pedone del nero · b7 pedone del nero · c7 cerchio bianco · e7 cerchio bianco · f7 pedone del nero · g7 alfiere del nero · h7 pedone del nero · b6 cerchio bianco · d6 pedone del nero · f6 cerchio bianco · g6 pedone del nero · d5 cavallo del bianco · e5 pedone del nero · b4 cerchio bianco · e4 pedone del bianco · f4 cerchio bianco · h4 donna del nero · a3 pedone del bianco · c3 cerchio bianco · e3 cerchio bianco · f3 pedone del bianco · b2 pedone del bianco · d2 donna del bianco · g2 pedone del bianco · h2 pedone del bianco · b1 re del bianco · d1 torre del bianco · h1 torre del bianco | 1 |
|   | a | b | c | d | e | f | g | h |   |

Per la maggior parte dei pezzi presenti sulla scacchiera la posizione in cui esprimono la maggior forza è quando sono posizionati al centro. Questo è particolarmente vero per il cavallo. Un cavallo posizionato sul bordo della scacchiera attacca solo quattro case e nell'angolo solo due case (vedi diagramma 2). Inoltre, le mosse necessarie per spostarsi al lato opposto (sia orizzontalmente che verticalmente) sono maggiori se paragonati a quelle necessarie ad una torre, alfiere o donna (vedi diagrammi 3 e 4).
(Adagio inglese)
I pedoni dell'avversario sono molto efficienti nell'infastidire un cavallo, perché un pedone che attacca un cavallo non è, a sua volta, minacciato dal cavallo che attacca. Per questa ragione un cavallo è più efficiente se posizionato in un "buco" (chiamato più propriamente "avamposto") nella posizione dell'avversario, per esempio su una casa che non può essere attaccata da pedoni nemici (casa debole). Nel diagramma a destra il cavallo bianco in d5 è molto potente, più potente dell'alfiere nero posizionato in g7.
Nel finale di partita una coppia di cavalli con l'appoggio del proprio Re non sono in grado di forzare la vittoria sul Re avversario, benché quest'ultimo sia rimasto da solo.